# فهرست آثار تمدنی ایران در دیگر مناطق جهان

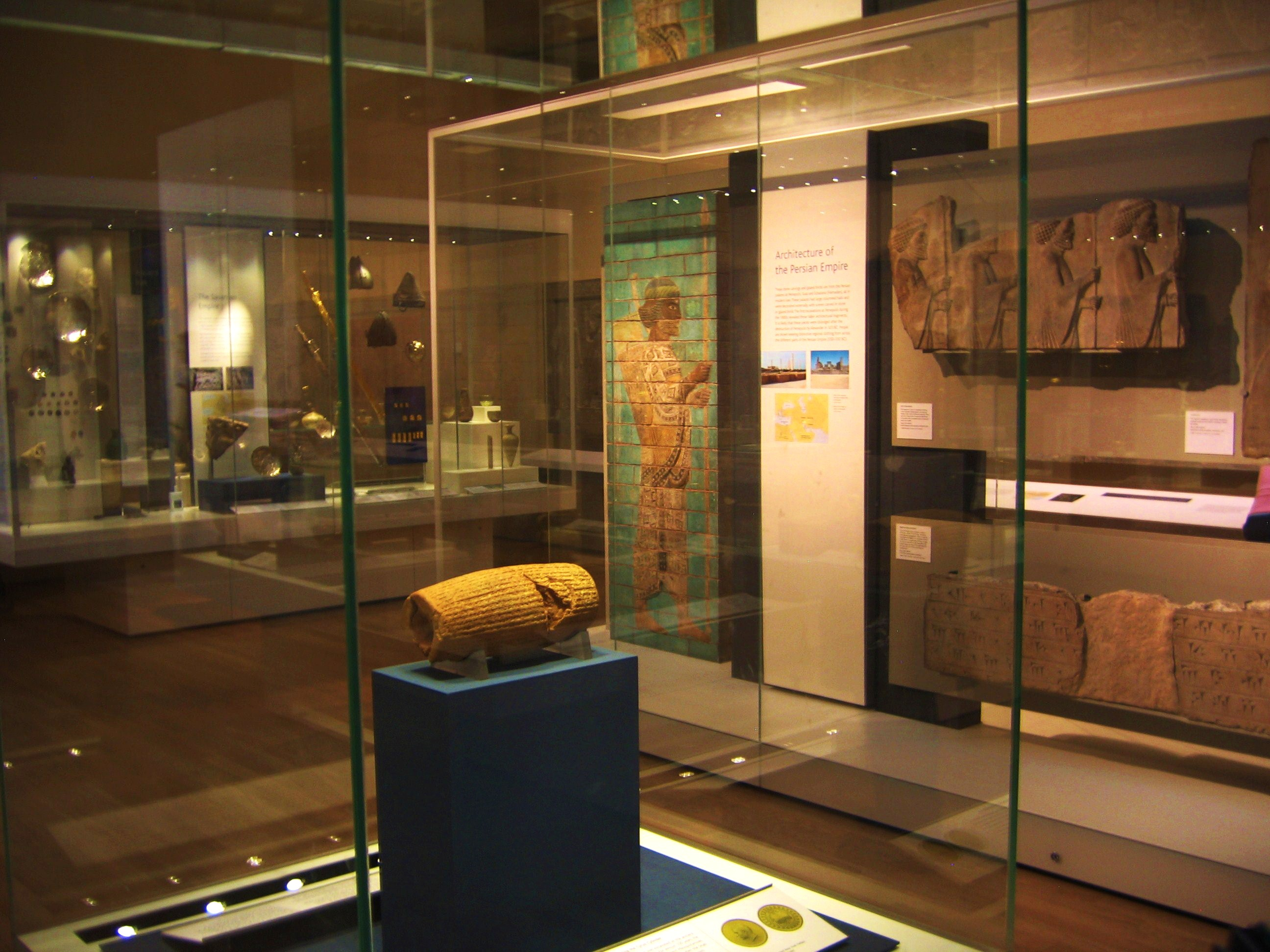

فهرست آثار تمدنی ایران در دیگر مناطق جهان شامل فهرست آثار فرهنگی، تمدنی یا ایران بزرگ از عهد باستان تا اوایل سدۀ بیستم بیرون از مرزهای فعلی ایران و در کشورهای مختلف جهان است. این فهرست شامل آثار موجود در موزه‌ها، کتابخانه‌ها، شهرها و بناهای تاریخی و تمدنی می‌شود.
قلمرو فرهنگی و تمدنی ایران بسیار گسترده‌تر از قلمرو سیاسی آن بوده‌است. از این‌رو، بخش مهمی از میراث فرهنگی ایران کهن یا به عبارت بهتر میراث ایران‌شهر (مفهوم)را باید بیرون از مرزهای سیاسی کنونی جستجو کرد. آثار مربوط به تمدن ایران شهری یا ایران کهن را در کشورهای زیر می‌توان به ترتیب الفبامورد اشاره قرار داد:
افغانستان، آذربایجان، آلمان، آمریکا، اتریش، ارمنستان، ازبکستان، اسرائیل، انگلیس، اوکراین، بلژیک، پاناما، پرتغال، تاجیکستان، ترکیه، چین (ختای)، روسیه، زنگبار (یکی از جزایر تانزانیا)، ژاپن، عراق، مصر، هلند، هندوستان..
آثار تمدن ایران شهری یا پرشیا در داخل ایران جداگانه فهرست شده‌است. به فهرست آثار تاریخی ایران و فهرست آثار ثبت‌شده ایران در یونسکو نگاه شود.

## فهرست تعدادی از آثار تمدنی ایران در موزه‌های جهان بر اساس حروف الفبا
- الف

1. ارابه طلایی چهار اسب
2. استوانه کوروش-
3. افسار برنزی لرستان

- ب

1. بازوبند طلایی بز و پرنده هما
2. بشقاب شکار قوچ-
3. بشقاب نوازندگان-

- پ

1. پلاک طلایی مرد ماد با خنجر
2. پیمانه با نقش بز کوهی-

- ت

1. تخته بازی ۵۸ خانه-
2. تکوک شیر غران
3. تکوک طلایی بز کوهی هگمتانه
4. تندیس فاخته لاجوردی-
5. تندیس ناپیرآسو-
6. تندیس نقره‌ای گاو نشسته
7. تنگ دسته‌گربه‌ای-

- ج

1. جام شیردال و گاو بال‌دار
2. جام نقره‌ای زن ایلامی-
3. جام هیولای دوسر و غزال

- د

1. دسته گلدان بز کوهی-
2. دسته‌های پرنده‌گون دیگ-
3. دیگچه دهان لوله‌ای با سه‌پایه

- س

1. سرستون گاو دوسر کاخ آپادانا شوش
2. سگک عقاب و صید-
3. سنگ‌نگاره بز با دم ماهی
4. سنگ‌نگاره پیشکش‌آوران تخت جمشید
5. سنگ‌نگاره زن ایلامی و ندیمه-
6. سنگ‌نگاره مرد با شاخ نعمت-
7. سنگ‌نگاره ویرانی شوش-
8. سنگ‌نگاره یادبود اونتاش ناپیریشا

- ش

1. شیردال-

- ف

1. فلزنگاره نیایش آفتاب

- ق

1. قالی پازیریک

- ک

1. کتیبه سه زبانه خشایارشا در ترکیه
2. کتیبه‌های داریوش بزرگ در سوئز
3. کاسه زرین میخی‌نگار-
4. کتیبه داریوش بزرگ در کاخ آپادانای شوش

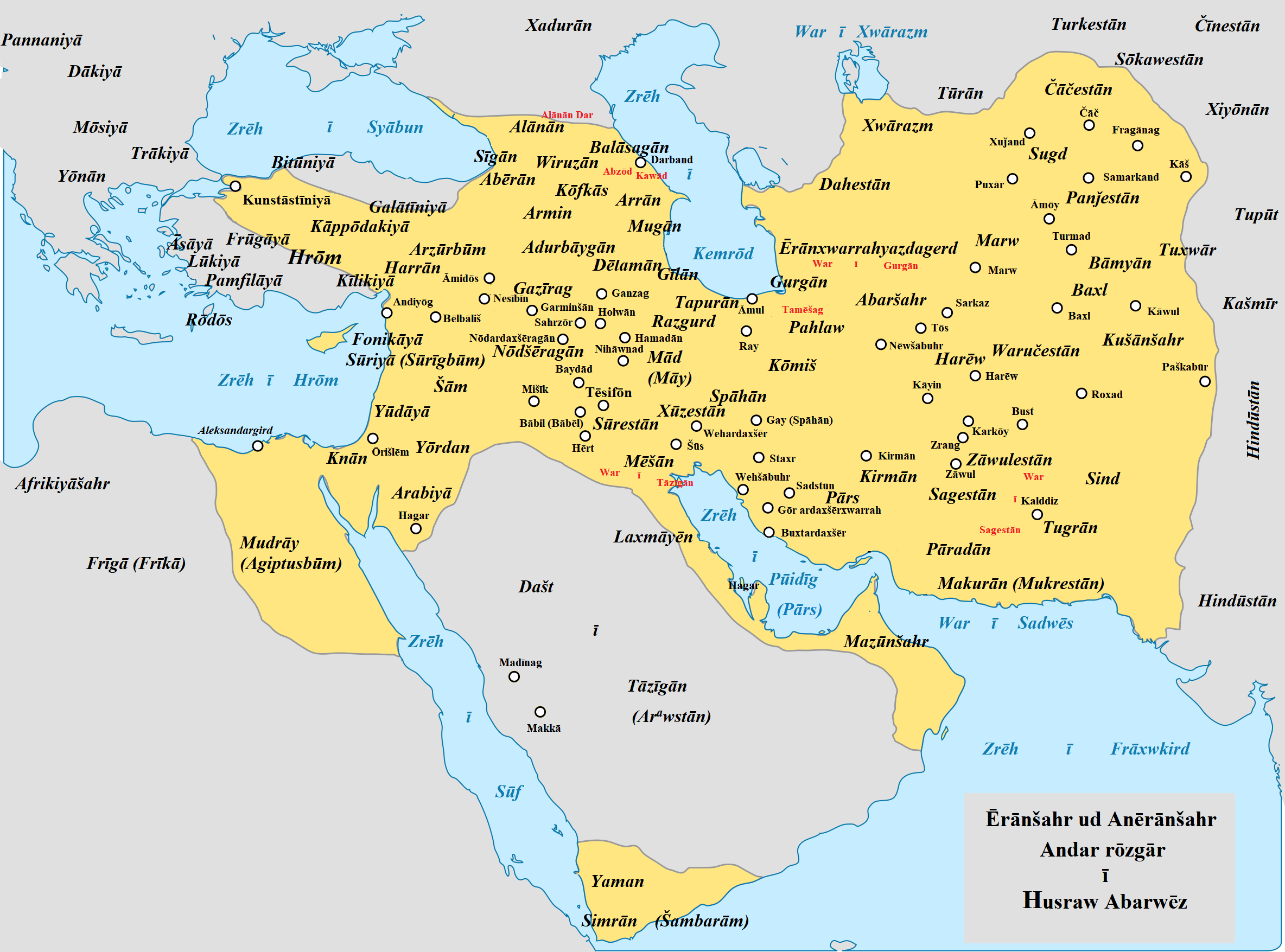
گسترهٔ قلمرو خسرو پرویز، ایرانشهر آرمانی ساسانی. اسامی جاها به فارسی میانه با آوانگاری مکنزی نقاط قرمز رنگ، استحکامات دفاعی ساسانیان را نشان می‌دهددر برهه ای قلمرو دوره هخامنشی علاوه گستره این نقشه، در شرق نیز تا خلیج بنگال ادامه داشته‌است

5. کلاه‌خود پرنده و سه پیکر
6. کوزه بانوی رقصان-

- ن

1. نقش سه نیزه‌دار
2. نقش شیر کاخ آپادانای شوش
3. رویدادنامه نبونعید[۴]

## افغانستان
از آنجا که افغانستان و آریانا و خراسان بزرگ در دوره هخامنشی و در بخشی عمده دوره ساسانی جزو ممالک این دو سلسله پادشاهی بودند به یک تعبیر می‌توان تاریخ افغانستان (پیش از اسلام) و آثار تاریخی آن پیوند محکمی با آثار پارسی یا ایرانی دارد. از جمله تمدن بامیان و بلخ که تحت نام تمدن ایرانی بوده‌اند. بامیان با تاریخ غنی خود سرشار از آثار باستانی متعدد است که شهر ضحاک، دره اژدر (اژدها)، شهر غلغله، دره فولادی، چهل دختران، غار یخی، بت‌های بزرگ بودا، مغاره‌ها، یافته‌های مس عینک، کوه بابا، شهر شاهی، بالاحصار و چهل‌برج از بارزترین آنان هستند. در بامیان هیچ موزه‌ای برای نمایش آثار باستانی وجود ندارد و بیشتر آثار کشف شده به کابل منتقل می‌شدند.
یکی از جاذبه‌های بامیان پارک ملی بند امیر مرکز فرهنگی قرار است روبروی پیکره‌های بودا در بالای یک تپه موقعیت ساخته شود.
1. در استان (ولایت) غزنی در افغانستان سنگ‌نبشته در بخش سیاه زمین ولسؤالی جاغوری از به زبان باختری که از دسته زبانهای ایرانی خاوریست و با زبانهای خوارزمی، سغدی و پارتی (پهلوی اشکانی) پیوند نزدیک دارد به پیدایی آمده‌است.

پژوهشگران زبان‌های باستانی گفته‌اند که " نام نویسندهٔ سنگ‌نبشته "باگیتز"است که در سنگ نبشته آمده‌است نامیست باختری، نام پسر شاه "فروم‌کیسر" نیز در سنگ‌نبشته آمده‌است وانگهی هنگام نگارش این سنگ‌نبشته خود پادشاه، در سال ۷۴۵ ترسایی درگذشته است. "بگیتز" شاید پسر بزرگ ایشان بوده باشد. پژوهشگران افغان افزوده‌اند که "تاکنون ۱۳۵سند به این زبان ایرانی خاوری بدست آمده‌است؛ که از ارزنده‌ترین این نبشته‌ها سرخ کوتل، رباطک، و دست نوشته‌های است که از اَباختر (شمال) افغانستان (روی دو آب، کهمرد، خوست) بدست آمده‌است. وانگهی پیدایی نبشته‌های ارزگان، ناهور، جغتو، یکاولنگ، و سنگ‌نبشته‌های سه‌گانه‌ای سیاه زمین جاغوری (که همه در هزارستان هستند)، دیدگاه پژوهشگران را که گویش هزارگی بازمانده‌ای یکی از گویش‌های زبان باختری یا کوشانی است را استوار می‌سازد.
1. سه سنگ نبشته کوتاه به زبان پارسی و خط عبری در تنگ ازائو در کوهای باختر افغانستان کنده شده‌است که چنین درون‌مایه‌ای دارند:"زکریا پسر اسماعیل از کوبان این نبشته را در (سال)۱۰۶۴نوشت، به امید خدا، باشد که یاورش باد، پیشباد "

دستهٔ زرین شمشیر یافت شده از " طلا تپه " در استان جوزجان اباختر (شمال) افغانستان، از دست ساختهای ارزندهٔ هنری باکتریای باستان.
1. گنجینه باختر یا طلاتپه در نزدیکی شهر شبرغان در سال ۱۹۷۸ میلادی کشف شد.

گنجینهٔ طلاتپه مشتمل بر بیش از بیست هزار آرایه‌های طلا، پارچه‌های زیور و سکه‌های بجای‌مانده از دوره‌های کوشانیان و اشکانیان است و از شش گور (پنج زن و یک مرد) که ثروت سرشاری از جواهرات گرانبها را در خود جای داده بودند بدست آمده‌است. پیشینهٔ این گنجینه به سدهٔ یکم پیش از میلاد می‌رسد. آرایه‌های بدست آمده شامل سکه‌ها، گردن‌بندهای تزئین شده با سنگ‌های گرانبها، کمربندها، مدال‌ها و تاج‌ها می‌باشد. این گنجینه کم‌نظیر به‌طور عجیبی از غارت در طول جنگهای داخلی مصون مانده‌است.

1. تمدن آمودریاتمدن آمودریا (Oxus Civilization) یا مجموعهٔ باستان‌شناسی باختر-مرو از دیگر حوزه‌های تمدنی آرین می‌باشد.

هزاران شی باستانی از جغرافیای افغانستان بویژه تمدن خراسان بزرگ در طول جنگهای داخلی و قبل از آن به غارت رفته‌است از جمله مجسمه‌های بودا که قدمتی دو هزار ساله دارند. مجسمه‌های بودا از حوزه خراسانبزرگ با قیافه آرین و خراسانی بودا است که در کنار تشابه نام بودا با نام بزرگان هخامنشی و همچنین بعضی نشانه‌های بودایی مانند مراسم ابن بنُ و همچنین عود یا دود مقدس و علامت صلیب شکسته و بخت و اقبال که از ادیان پگان ایرانی ریشه می گیردنکته قابل جالب توجه است.                                                                              

۱.. به گفته بعضی از تاریخ دانان آرمگاه زرتشت بزرگ پیامبر ایران باستان در بلخ به خاک سپرده شده

## تاجیکستان
1. تاجیکستان همانند افغانستان کشوری کهن بازبان ملی فارسی است ولی فارسی را به خط سریلیک می‌نگارند. بنا بر این تاریخ و تمدن آن جدا از تاریخ و تمدن ایران نیست.

گنجینه آمودریا مجموعه‌ای دارای۱۷۰ تکه طلا و نقره و ۲۰۰ سکه متعلق به زمان هخامنشیان است که در جنوب غربی کشور تاجیکستان کنار مرز افغانستان یافت شده‌است. این گنجینه هم‌اکنون در موزه ویکتوریا و آلبرت و موزه بریتانیا
وموزه میهو ژاپن نگهداری می‌شود.
برای این آثار تاریخ سده پنجم و چهارم پ. م پیشنهاد شده‌است، زمانی که پادشاهی نیرومند هخامنشی پرچم خود را بر سرزمین‌هایی از دره سند تا رود نیل برافراشته بود. گنجینه در کناره رودخانه جیحون یا آموی‌دریا (Oxus River) در سرزمین کنونی تاجیکستان و به احتمال زیاد از تپه باستانی تخت کواد (قباد) که گذرگاهی در ساحل شمالی رود است بین سال‌های ۱۸۷۷ و ۱۸۸۰ م. در کاوش‌های غیرعلمی به‌دست آمده‌است. ممکن است شمار بسیاری از آثار پراکنده یا حتی ذوب شده باشند. گفته شده که به آثار نیایشگاهی از دوره هخامنشی تعلق داشته‌اند و توسط مردمان منطقه به‌عنوان هدیه یا نذر در آن مکان نهاده شده‌اند. این مجموعه نخستین بار در موزه بریتانیا در سال ۱۹۰۰ م. در سالن زیورهای طلایی به‌نمایش درآمد.

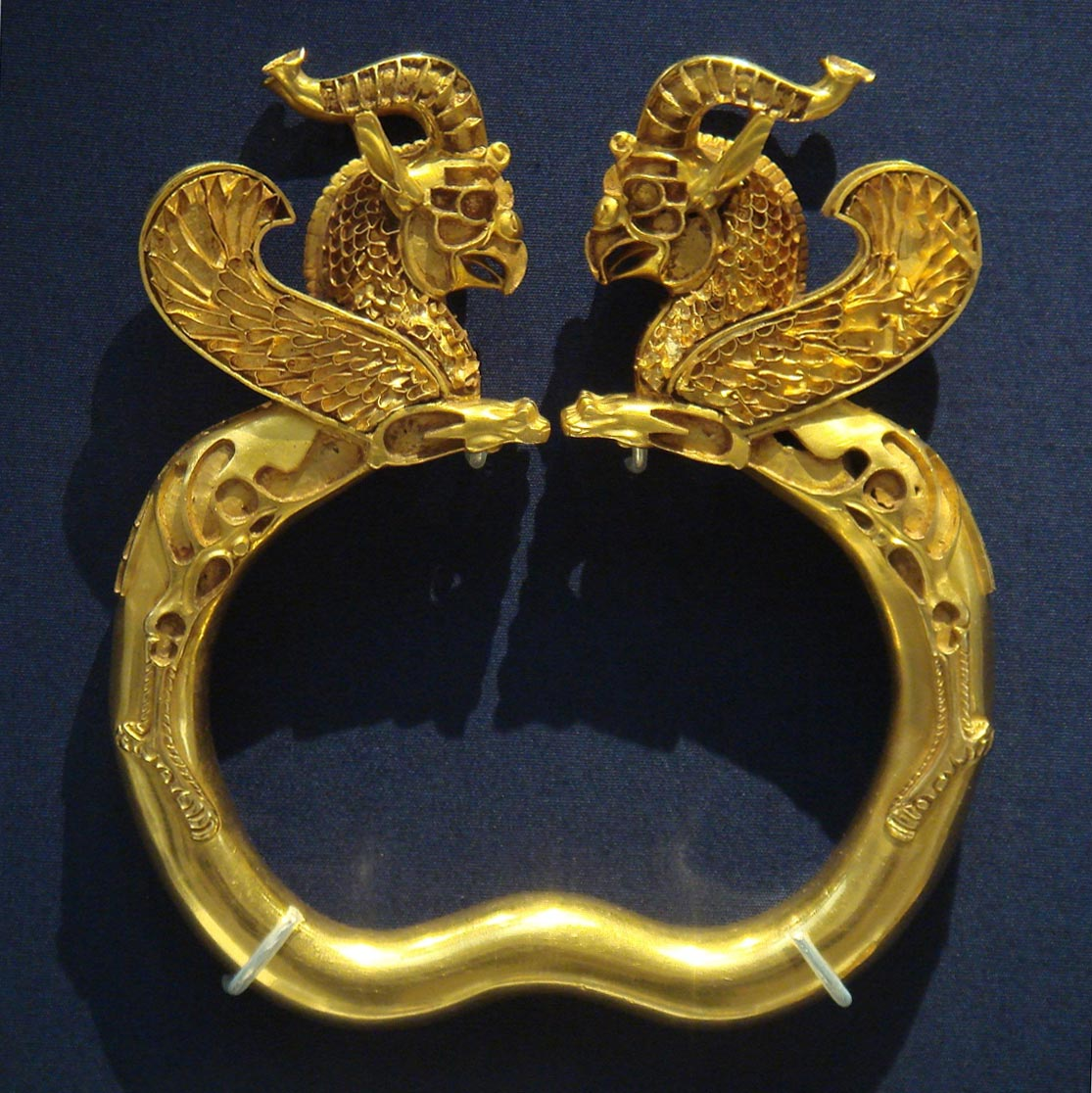
بازوبند طلایی بز و پرنده هما

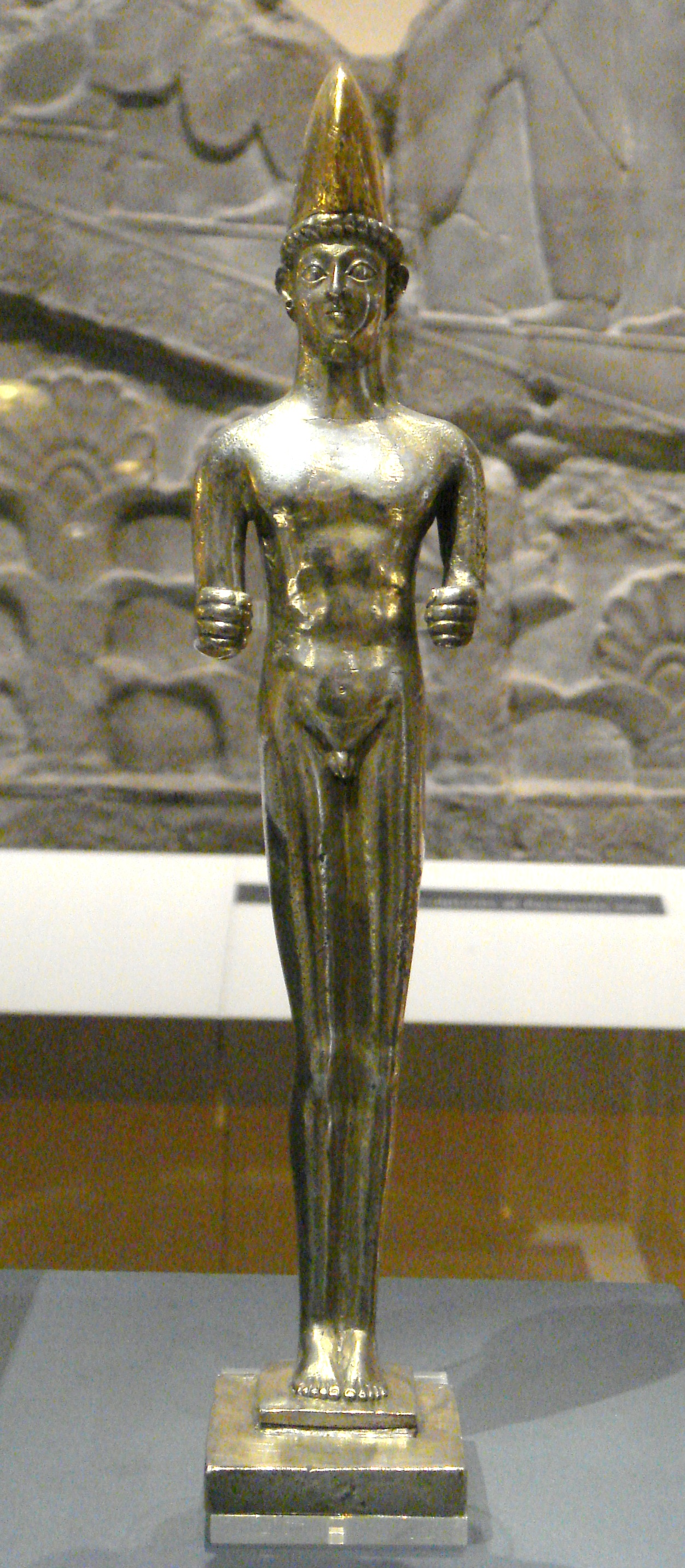
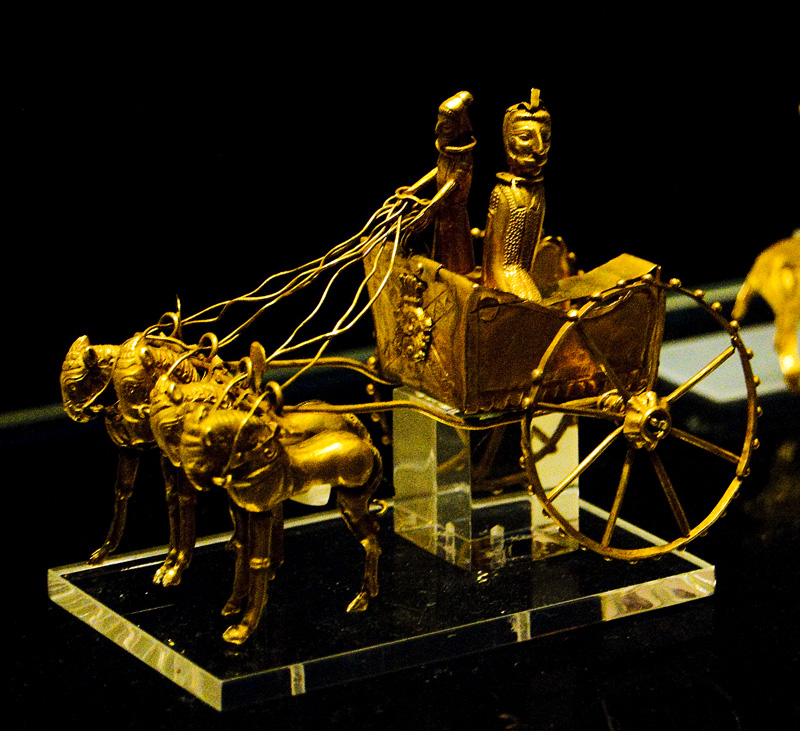
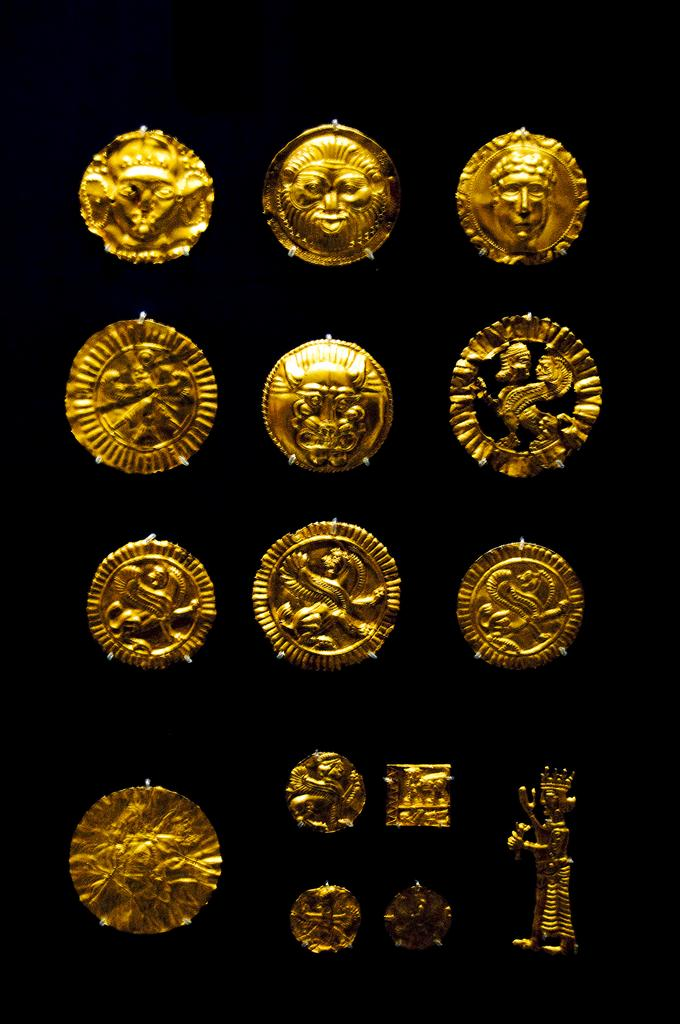
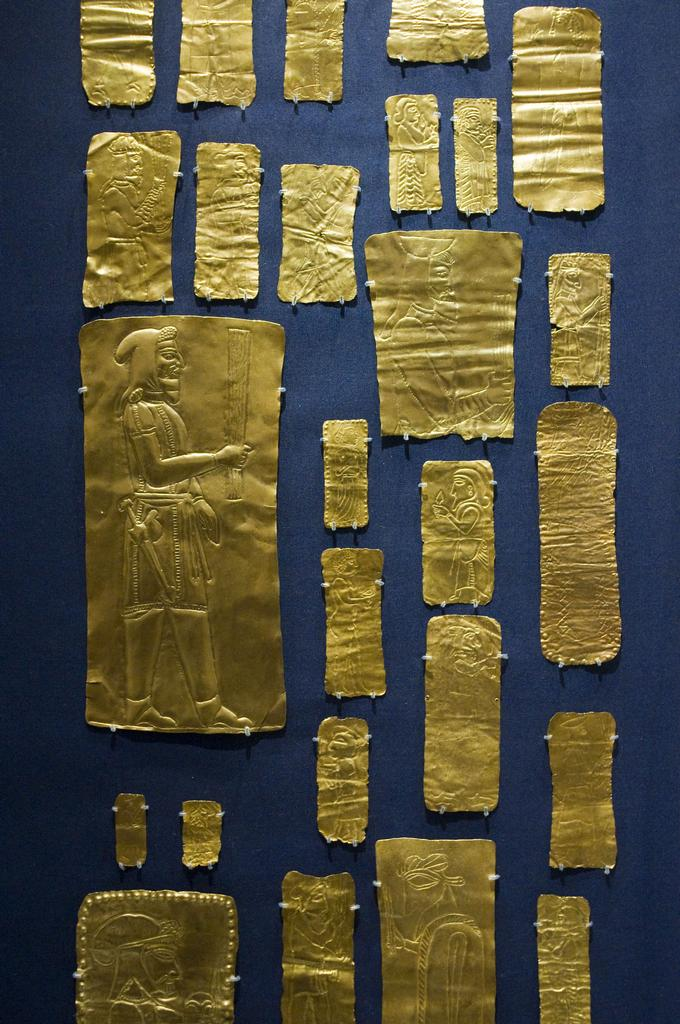
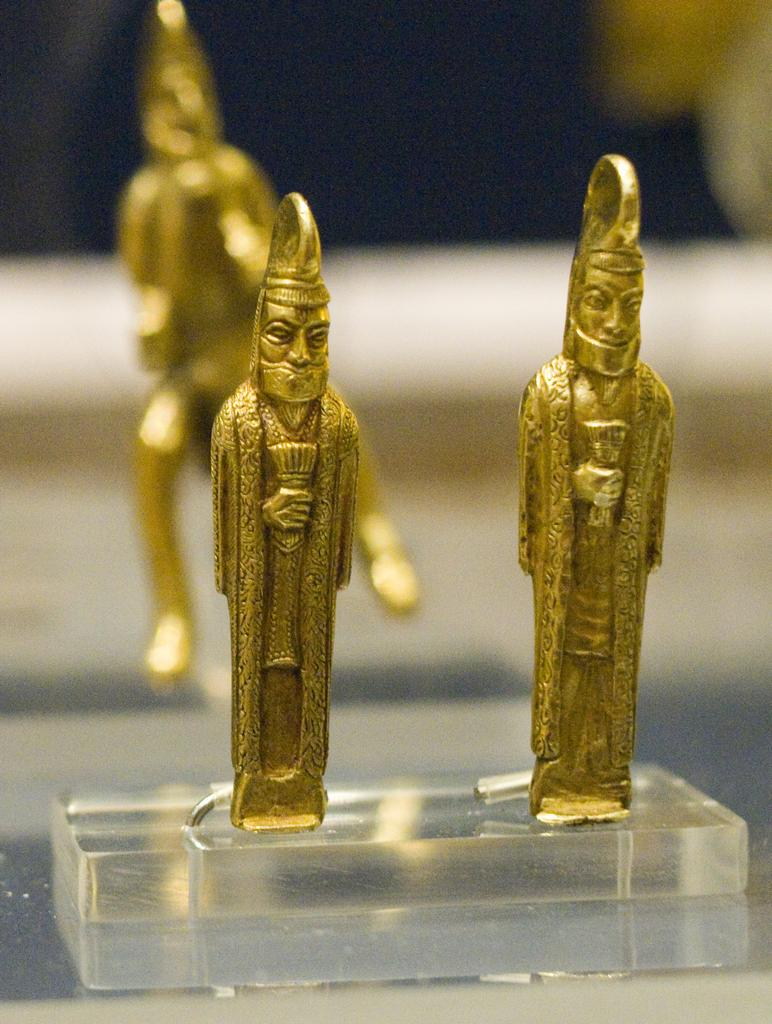
تندیس زرّین مغان
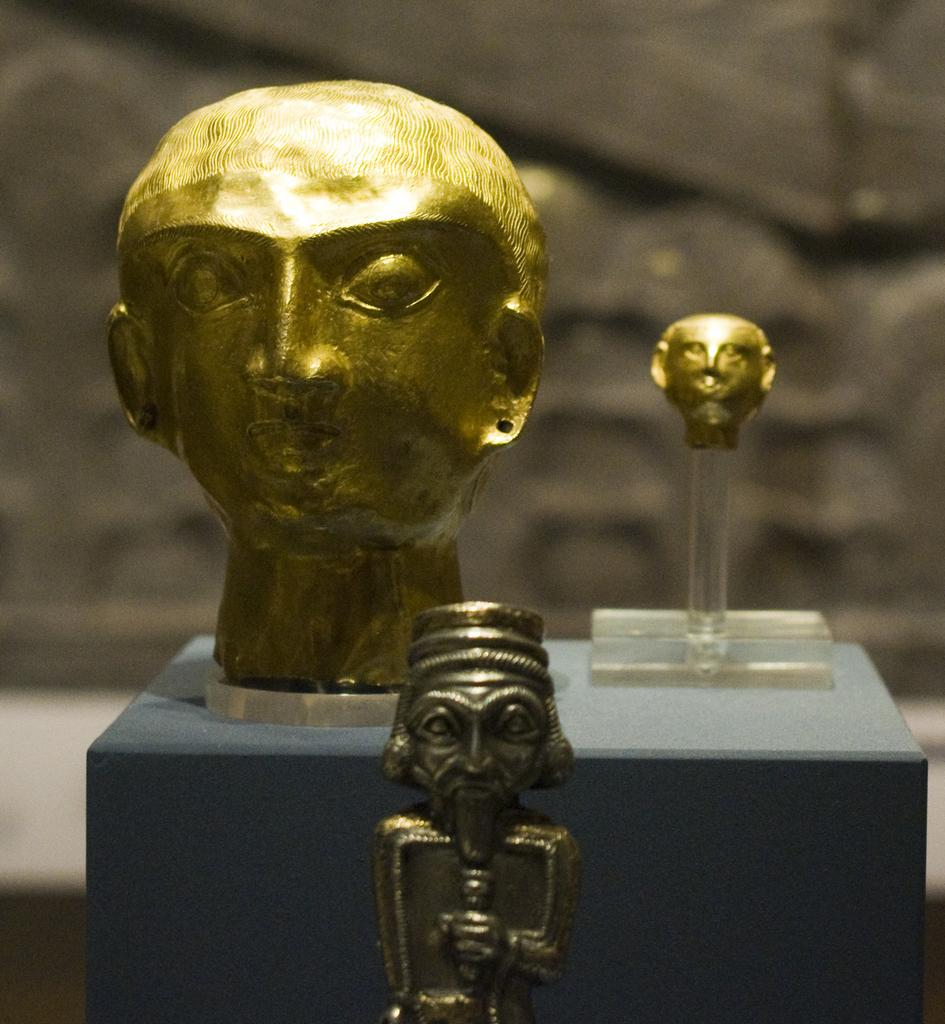
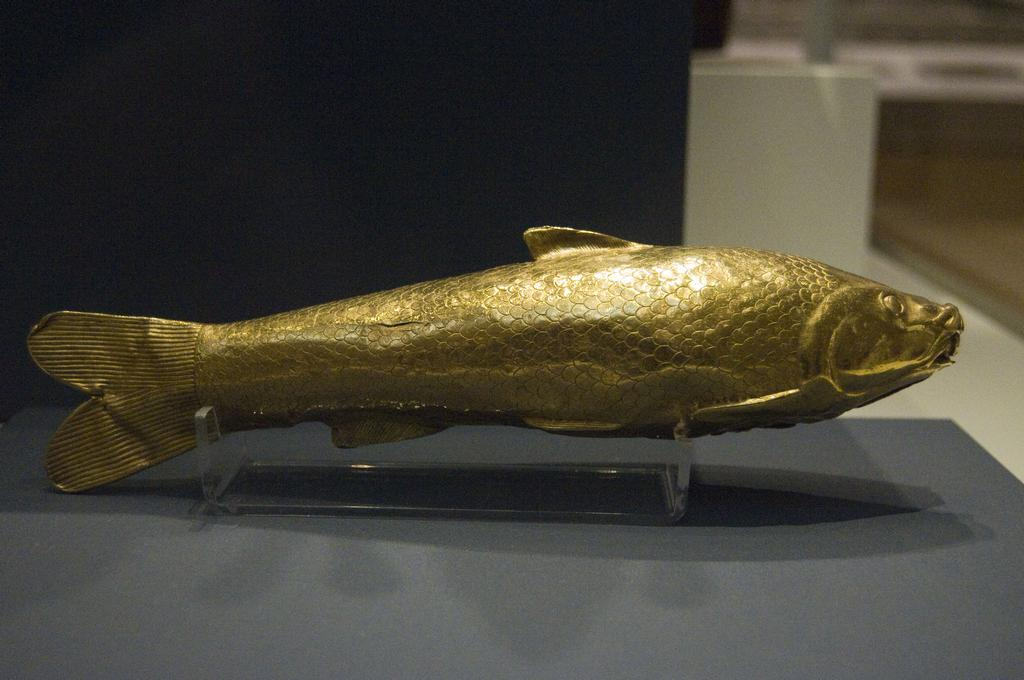
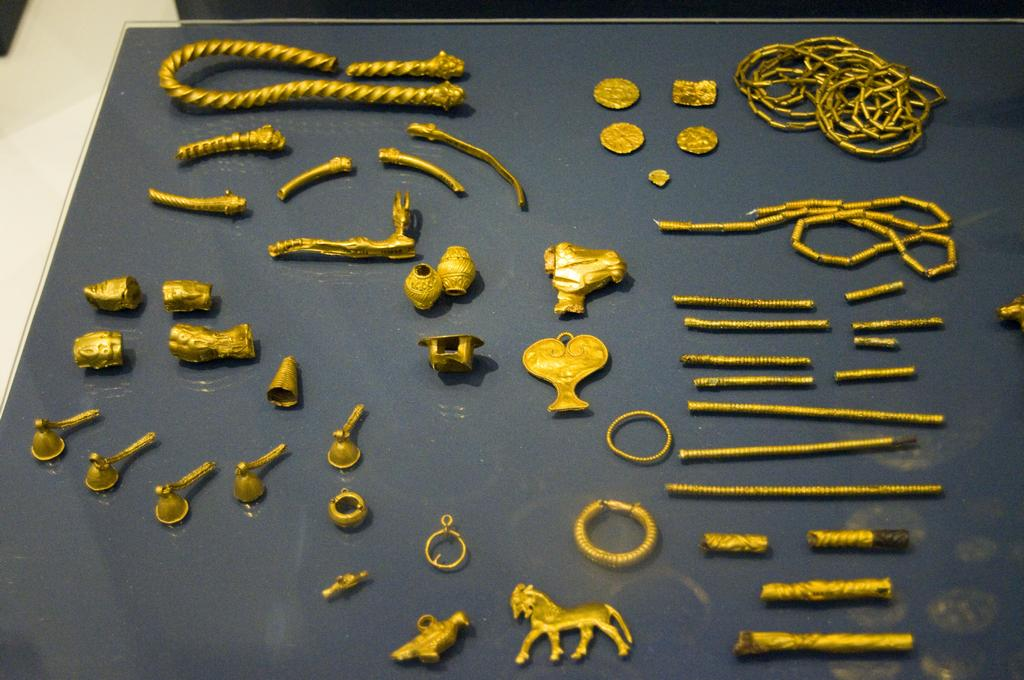
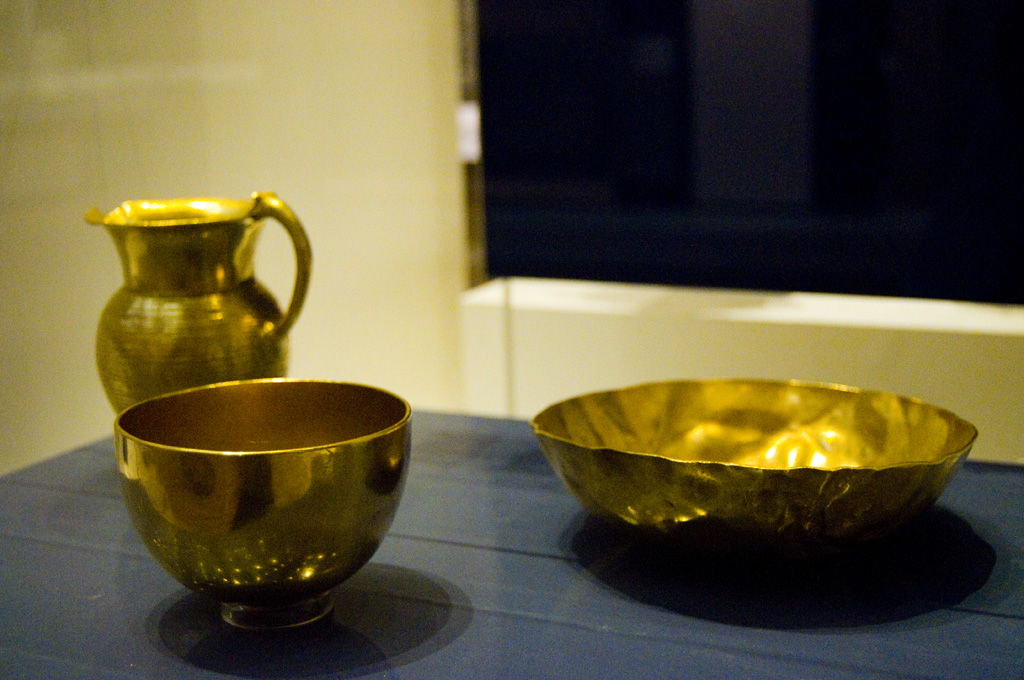

1. برواره‌ی (مهراب) آتشکده‌ای یافت شده در شهرِ افراسیاب:

افراسیاب میدانگاهی باستانیست در سمرقند، دارای یادگارهایی از سالیانِ ۵۰۰ پیش از زادروز مسیح تا ۱۲۲۰ ترسایی. دیرنگی این آتشکده میانِ ۶۰۰_۶۵۰ ترسایی برآورد شده‌است و به ایرانی‌تبار و ایرانی‌زبانانِ سُغدی برمی‌گردد.

## جمهوری آذربایجان
1. سنگ نوشته‌های فارسی بر مساجد و قلعه‌های آذربایجان:
2. سنگ نوشته شاه عباس کبیر در مسجد اردوباد.

بخشی از متن کتیبه:
غرض از تسطیر این کلمات آنست که چون حقیقت اخلاص و جانسپاری کافهٔ اکابر و اصاغر و عامه فقراء و ضعفاء قصبه طیبه اردوباد … وضوح تمام داشت و بسبب تشیع فطری در زمانی که ولایت آذربایجان بتصرف مخالفان درآمده بود انواع ظلم و ستم بر ایشان نموده قتل و اسیر ایشان کرده بودند بنابرین در ازاء جانسپاریهاء ایشان … از مراحم بیدریغ شاهانه شامل حال ایشان شده…

## ترکیه
1. شهر وان کتیبه سه زبانه خشایارشا در ترکیه
2. در شهر تاریخی داسکیلیون در شمال غربی ترکیه به کشف کتیبه سنگی متعلق به قرن پنجم پیش از میلاد منجر شد. نقش‌های این کتیبه سربازان یونانی را درحالی که با سربازان ایرانی سوار بر اسب می‌جنگند به تصویر کشیده‌است.

یکی از ده‌ها اثر تمدنی ایران در ترکیه می‌توان به کتیبه خشایار شاه اشاره کرد

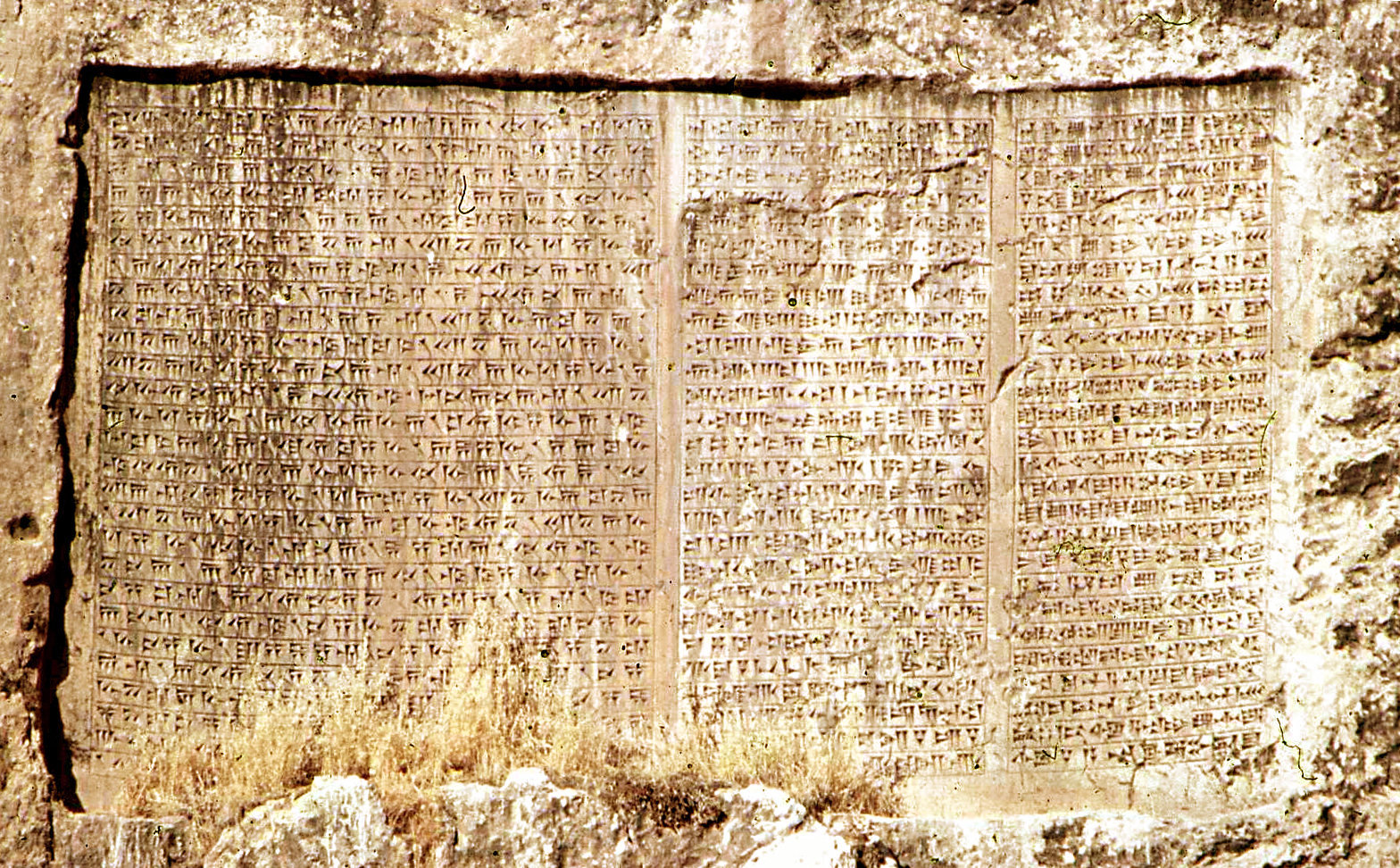
کتیبه سه زبانه خشایارشا در وان

از خشایارشا یک کتیبه در وان در ۲۷ سطر بر دیوار قلعه‌ای وجود دارد که مشتمل است بر ۱- مدح اهوره مزدا ۲- معرفی شاه ۳- ذکر بنایی که داریوش ساخته و خشایارشا کتیبه‌ای به یادبود آن نگاشته‌است ۴-دعا.
1. کشف شهر هخامنشی در ترکیه.

درهنگام کاوشهای تپه اولوز اولوز هیوک در آماسیا، پایه ستونهای یک کاخ ۲ هزار و ۵۰۰ ساله از دوره پارسیان کشف شد.
دکتر شوکت دانمز گفت: "پس از مدتها کاووش امسال برای اولین بار یک سالن پذیرایی ستون دار به نام" آپادانا "، یک سالن تاج و تخت و یک سالن اجرایی پیدا شد کرد. ما تازه در آغاز حفاری‌ها هستیم. اما حتی یافته‌های فعلی نیز بسیار هیجان انگیز است. " پروفسور دکتر دونمز با تأکید بر اینکه یافته‌ها از نظر تاریخ عصر آهن آناتولی، تاریخ باستان آناتولی و باستان‌شناسی ایرانی و هخامنشی بسیار مهم هستند، وی گفت: در حال حاضر ۶ ستون و پایه را آشکار کردیم.
پروفسور دکتر دنمز گفت: "ما قبل از شروع کاوش، نمی‌دانستیم که چنین شهری ایرانی و نه چنین معبدی، یا چنین تالار پذیرایی. را پیدا خواهیم کرد. ما فکر نمی‌کردیم تپه آناتولی مرکزی و خودمان مشکلات فرهنگ عصر آهن را حل کنیم. اکنون باور کنید، بر اساس همه باستان‌شناسی آناتولی مرکزی، همه جهان پیروی از اولوز تپه را آغاز کرده‌اند. من فکر می‌کنم بعد از گوبکلیتپه، آناتولی شروع به تبدیل شدن به یک مرکز بسیار مهم کرد که تاریخ دین در آناتولی را تغییر داد.

1. کشف اداره پست و آتشکده هخامنشیان در آماسیه ترکیه

1. تاش کوله

## ارمنستان
تندیس بهرام‌شاهپور ساسانی، شاه بخش ایرانی ارمنستان (برادر بهرام چهارم که از سوی ایران به پادشاهی ارمنستان گمارده شد ۳۹۲–۳۹۴م) در کنار وی پیکره مسروب ماشتوتس نوآور دبیره (خط) ارمنی، در نزدیکی آپاران ارمنستان.
موزه دولتی تاریخ روسیه. موزه ارمیتاژ و مجموعه دوره اسلامی موزه ارمیتاژ که این مجموعهٔ، پس از تأسیس دپارتمان شرقی، در ۱۹۲۰ شکل گرفت. در آن زمان، موزه‌های سن پترزبورگ دچار یک فرایند بازسازماندهی و تخصصی شدن گردیدند، که در جریان آن، مجموعه‌های ایرانیِ مربوط به قرون وسطی در ارمیتاژ قرار گرفتند. موزه همچنین اشیایی ایرانی را از ناحیهٔ کوباچی جمهوری داغستان به دست آورد، ولی هیچ کاوش باستان‌شناسانه‌ای در ایران صورت نگرفت و از خود ایران هیچ شیء هنری خریداری نشد.
1. استَک (بشقاب) سیمین زراندود، با نگاره شاهپور سوم ساسانی

تاج شاهپور همانند تاج شاهپورسوم در تاق بستان کرمانشاه است که شناسایی شاهنشاه را آسانتر می‌کند.
شاهنشاه خنگری آخته بر پُشت پلنگی فروکرده است، گنجینه‌ی: موزه ارمیتاژ
1. استَک (بشقاب) سیمین شاهپور سوم ساسانی هنگام به بند کشیدن یک گورخر.

پهنا دوری ۲۲/۵سامتیمتر. گنجینه هرمیتاژ روسیه. نبشته به خط و زبان پهلوی"دارایی دادوَر اسپندارمذ".
1. استَک سیمین زراندود، با نگاره شاهنشاه شاهپور سوم ساسانی هنگام شکار گراز در نخچیرگاه.

این دوری همراه نبشتهٔ پهلوی و سُغدی است"رامن۲۳۰درهم" "نگاهدارندهٔ مُهر"گنجینهٔ هرمیتاژ روسیه.
1. لباس ارمغان ایرانی تزار روسیه به دربار سوئد. مخمل زربافت بافته دست هنرمندان صفویست، که تزار الکسی میخایلوویچ به شهبانوی سوئد کریستینا الکساندرا برای دوستی دو کشور پیشکش کرد.

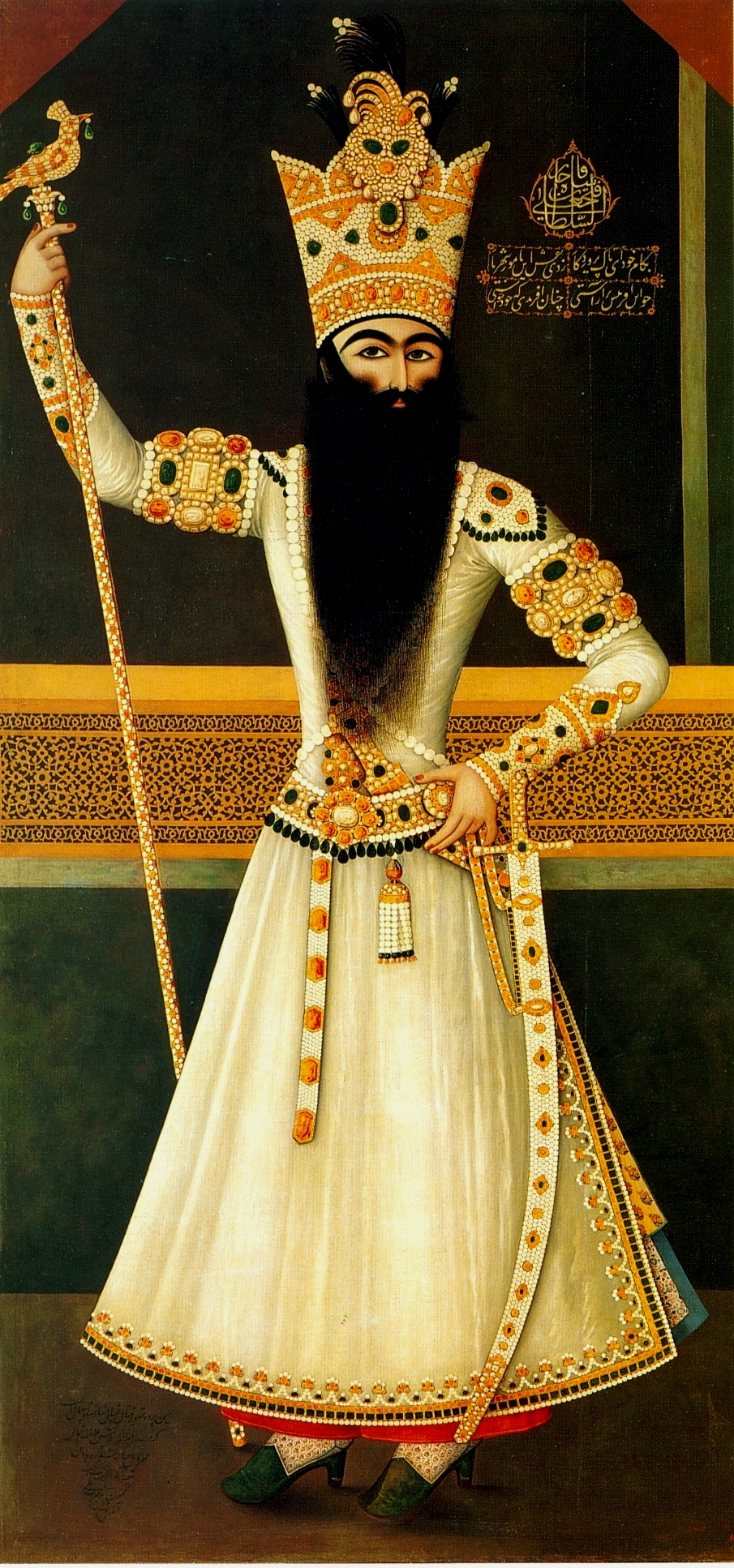
پرترهٔ فتحعلی‌شاه

## گرجستان
در گرجستان نیز مانند همه سرزمینهایی که در برهه ای از تاریخ در قلمرو ایرانشهری قرار داشته‌اند آثاری از تمدن ایرانی پیدا می‌شود. در شهر تفلیس یک آتشگاه وجود دارد که مدتی تبدیل به مسجد شده بود.

"مالکیت آتشگاه نسلها در دست ایرانیان مقیم تفلیس بوده و اگر این ساختمان به دست مسیحیان افتاده بود روی آن یک کلیسا می‌ساختند ولی اتفاقی برایش نیفتد چون در دست ایرانیان بود تا زمانی که روسیه منطقه را اشغال کرد."
بنا بر اعلام منابع رسمی، دولت اتحاد جماهیر شوروی در سال ۱۹۸۶ آتشگاه را جزو آثار شاخص ملی به ثبت رساند. سالها پس از فروپاشی شوروی و ایجاد کشورهای جدید در منطقه، در سال ۲۰۰۷ دولت گرجستان " آتشگاه" را در فهرست میراث فرهنگی کشور جای داده‌است

## عراق (اراگ)

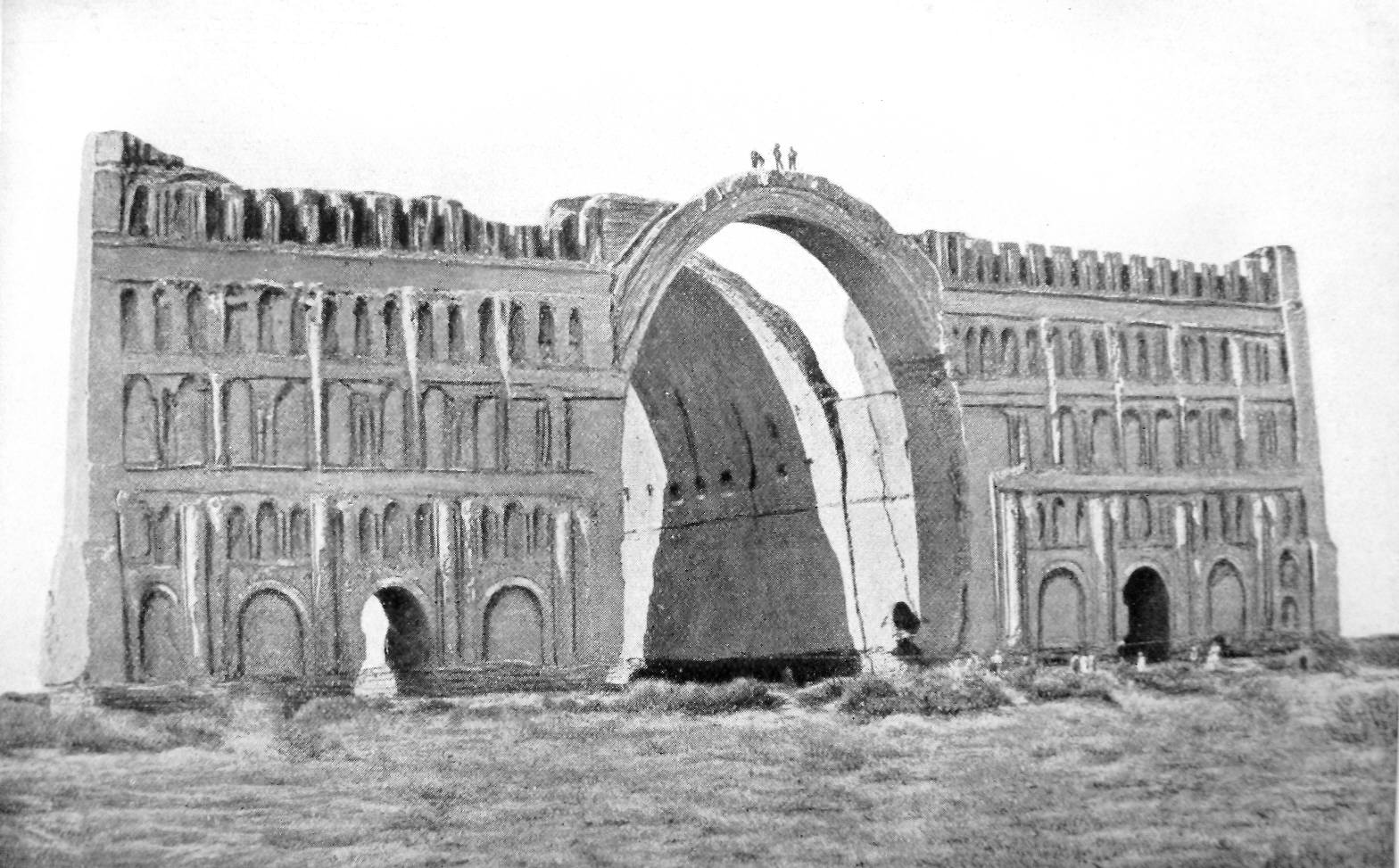
Ctesiphon-ruin 1864

1. تاق کسرا در عراق طاق کسری این اثر باستانی در ۳۷ کیلومتری جنوب شهر بغداد در کناره خاوری رود دجله واقع شده‌است. ایوان کسری در کنار شهر سلمان پاک و نزدیک به آرامگاه سلمان فارسی از یاران محمد پیامبر اسلام است.[۱۱]

نقش و نگار دیوارهای کاخ را ببین /تا به چگونگی نبرد ایرانیان با رومیان در انطاکیه پی ببری. آنجا که انوشیروان پوششی سبزرنگ، /گراینده به رنگ زرد زعفرانی بر تن دارد و باشکوه و جلال به آرامی /در زیر درفش کاویانی سپاه خود را سان می‌بیند. کاخ خسرو چندان شکوهمند و سربلند است که گویی کوهی سرفراز در آنجا قرار دارد.

بحتری؛ در قصیدهٔ سینیه

## هندوستان و شبه قاره هند

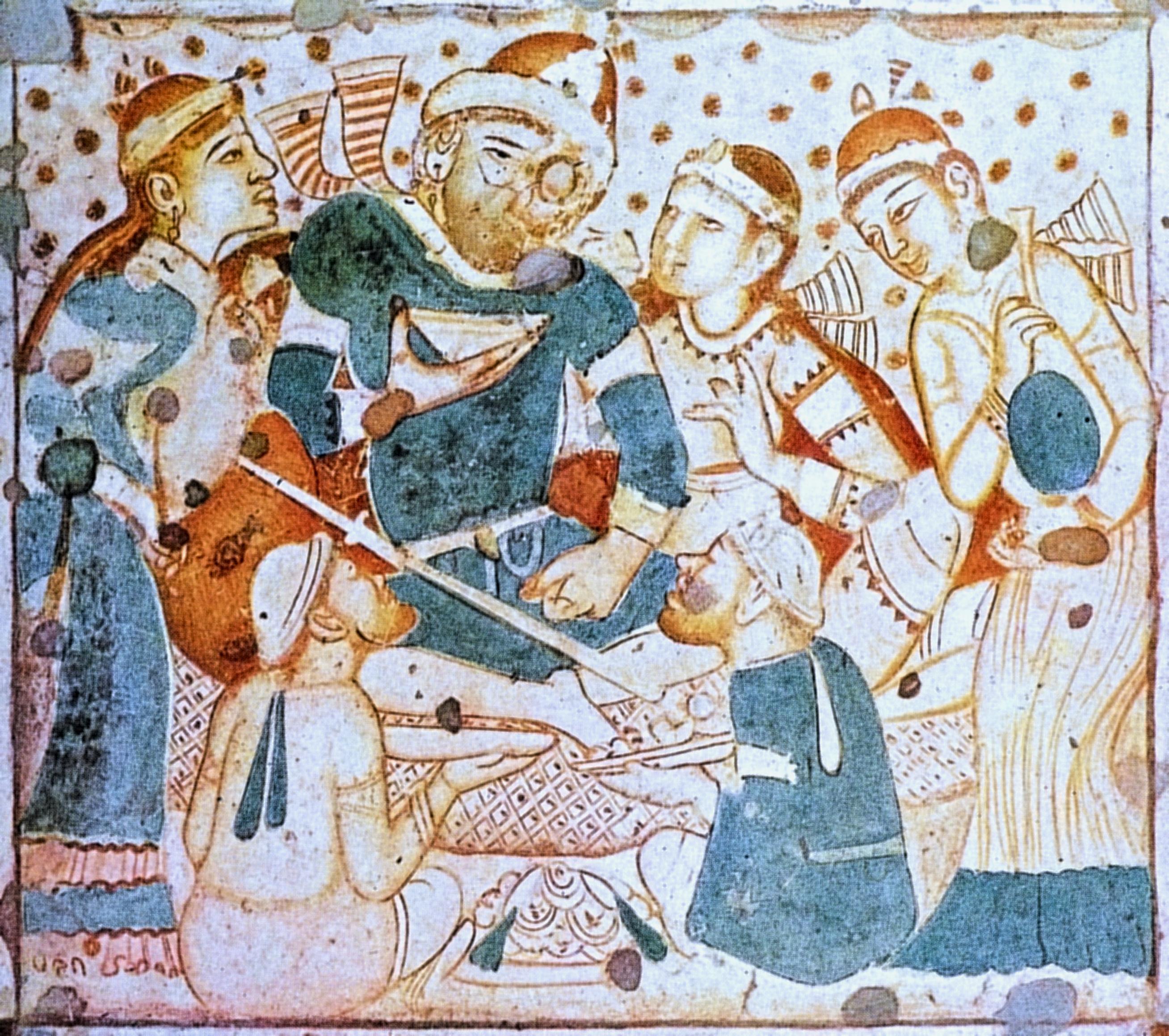
Ajanta Cave 1 ceiling persian dignitary

در هندوستان از دوره گورکانیان که زبان اداری آن امپراتوری فارسی بود هزاران سند فارسی با ارزش باقی مانده‌است.
همچنین بر اساس کتاب نقش پارسی بر احجار هند ۴ کتیبه ساسانی خط پهلوی در کلیساهای هند، صلیب پارسی در هندوستان وجود دارد و ۱۵ هزار سنگ نوشته فارسی و قرانی در هند ثبت میراث ملی هند شده‌است.
1. نقاشی‌های غارهای آجانتا: برابر کتاب نقش پارسی بر احجار هند در شمال باختری حیدرآباد هندوستان، شهر جالگائون است که غارهای آجانتا در آن جای دارد و شمار آنها به ۳۰می‌رسد. درون این غارها پر از نگاره‌های دینی آئینی است که بیشتر آنها دربارهٔ دین بودا می‌باشد. دیرینگی آنها به دو سده پیش از میلاد برمی‌گردد و در درازنای تاریخ، نگاره‌ها و سنگ‌تراشیهایی به این غارها افزوده شده‌است. در یکی از این غارها دیوارنگاره‌ای از خسرو دوم (خسروپرویز) ساسانی کشیده شده‌است که وی را در کنار درباریانش نمودار ساخته‌است. همچنین نگاره دیگری نیز از ساسانیان در «آجانتا» به یادگار مانده‌است که فرستندگان ویژه شاهنشاه ایران خسروپرویز به دربار هندوستان را نشان می‌دهد. این یافته ارزش بسیار زیادی در بررسی و واکاوی جایگاه ساسانیان در خاورزمین به ویژه هند دارد، چرا که گستره رخنهٔ فرهنگی ایران ساسانی را خاور نزدیک روشن می‌سازد.

- وقفنامه مس نبشته‌های کیلون در هند

یک گِردآورد (مجموعه) که از، سه مس‌نبشته که دو تای آن در آموزشگاه کلیسای سریانی در تیریوال نگهداری می‌شود؛ و گِردآورد دیگر سه نبشته است که یکی از آنها گم شده، و دوتای دیگر در آموزشگاه دینی کهنِ کوتایام نگهداری می‌شوند. این مس‌نبشته‌ها به زبان تامیلی کهن و به گرنتا/ گرهای نوشته شده‌اند، واپسین مس‌نبشته که ششمین آنهاست، نام گواهان این رخداد به سه دبیره (خط) و زبان آمده‌است: پارسی میانه (پهلویِ ساسانی) در ۱۸ رَج (سطر)، به زبان عربی و دبیره کوفی در ۱۰ رَج، به پارسیِ یهودی در ۸ رَج نوشته شده‌است. درون‌مایه این بخشش نامه تکه زمینی است که به یک مسیحی ایرانی به نام سبریشوع واگذار شده‌است.
در داخل بنای تاج محل قبر شاه جهان و همسرش ارجمند بانو وجود دارد که با سنگ مرمر یکپارچه تزئین شده‌است کنار سنگ مرمر قبر سمت راست به خط نسخ فارسی رایج دوره صفویه نوشته شده‌است:
مرقد منور ارجمند بانو بیگم مخاطب بممتاز محل متوفی سنه…
- کنار سنگ گور شاه جهان نوشته شده:

مرقد مطهر اعلی حضرت فردوس آشیانی صاحبقران ثانی شاه جهان طاب ثراه سنه ۱۰۷۶ ق)
تعداد بیشماری سنگ نوشته‌های فارسی با خط نستعلیق در کاخ‌ها و قلعه‌ها و مساجد وجود دارد.
1. قصر قلعه اگرا شاه جهان * قصر اکبر شاه * سنگ نوشته‌های فارسی درگاه جهانگیر * نوشته‌های قبر تاج محل ممتاز محل وجود دارد. نمونه سنگ نوشته‌های اشعار فارسی در کاخ اگرا

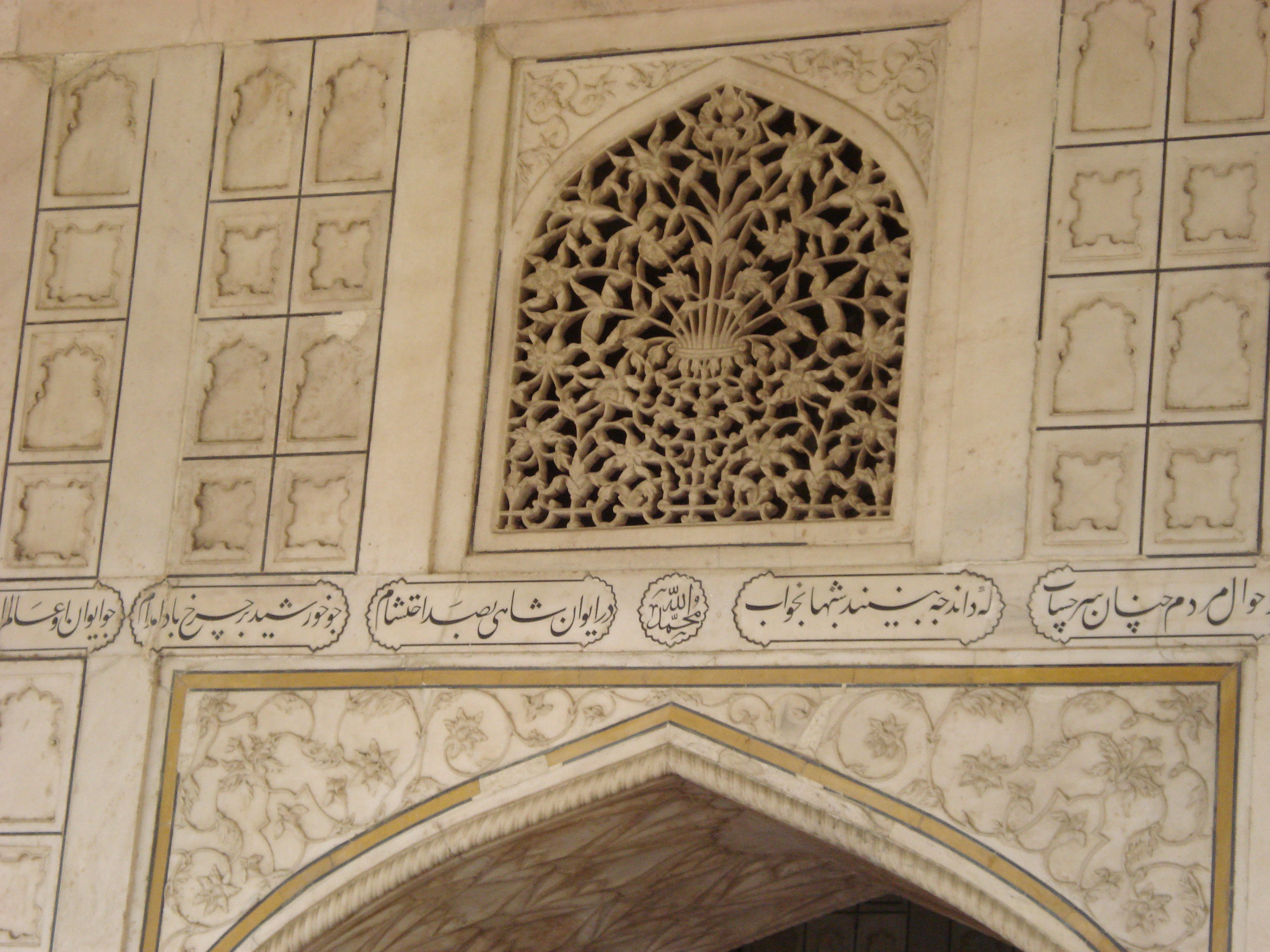
نمونه سنگ نوشته‌های اشعار فارسی در کاخ اگرا

1. مسجد جامع دهلی، مقبره بی‌بی * تاج‌محل * سرای نورمحل * سیکندرا * فاتح پور سیکری * قلعه آگره * معین الدین چشتی * لال قلعه (دهلی) * مسجد بادشاهی

- فاتح پور سیکری[۱۳]

## روسیه
1. روسیه. قلعه دربند و کتیبه‌های هخامنشی و ساسانی
2. موزه مسکو
3. مجموعه دوره اسلامی موزه ارمیتاژ. موزه دولتی هنرهای خاوری موزه دارای مجموعه بزرگی از هنر ایران است. کاتالوگ این بخش در سال ۱۹۷۵ در لنینگراد به چاپ رسید.
4. کاروانسرای تاریخی ایرانی‌ها در شهر آستراخان

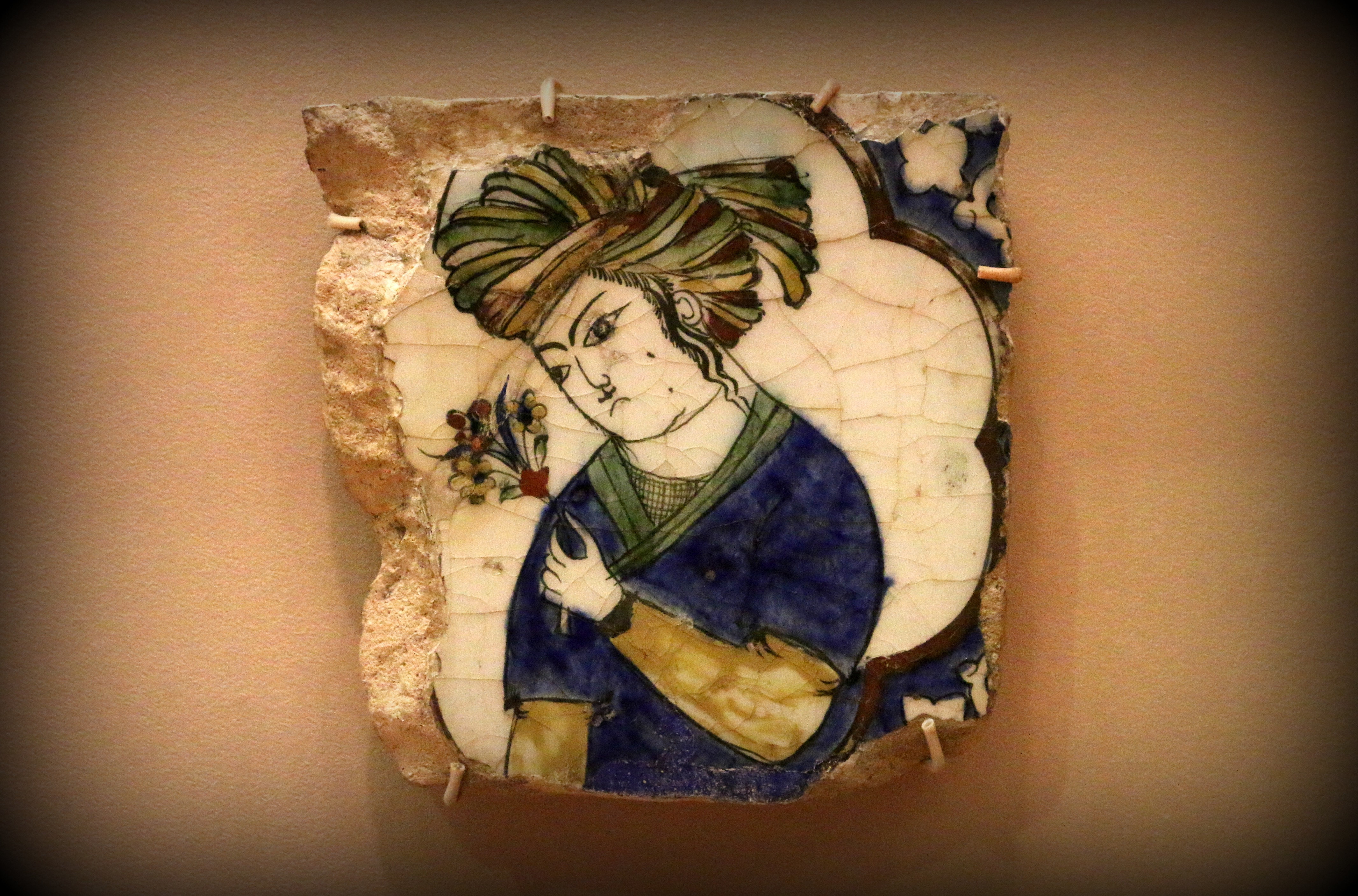
کاشیکاری دوره صفوی در موزه دولتی هنرهای خاوری، مسکو

.

## داغستان
پیوندهای تاریخی ایران و داغستان به دوران پیش از اسلام بازمی‌گردد. در شهر دربند دژ عظیمی از دوران ساسانی به یادگار مانده که برای پاسداری از مرزهای شمالی امپراتوری ایران ساخته شده بود و در سال ۲۰۰۳ در فهرست میراث جهانی یونسکو به ثبت رسید. بر دیوارهای این سامانه «پدافند»، ده‌ها کتیبه به زبان پهلوی (پارسی میانه) به چشم می‌خورند.
دوره افشاریان یکی از دوره‌هایی است که داغستان جزئی از خاک ایران بود.
1. نادرشاه یک قرآن کوچک به رسم یادبود برای حاکم محلی داغستان ارسال کرد. حاکم برای نادرشاه نامه‌ای نوشت و خواستار نسخه بزرگ‌تری از آن شد. امپراتور هم قرآن عظیمی برای او فرستاد که اکنون در مرکز علمی داغستان نگه داشته می‌شود. امروزه بیش از صد نسخه خطی پارسی در مؤسسه تاریخ، باستان‌شناسی و نژادشناسی داغستان -وابسته به فرهنگستان علوم روسیه- نگهداری می‌شوند. کهن‌ترین نسخه در این مرکز "اخلاق ناصری" است؛ یکی از مشهورترین آثار خواجه نصیرالدین طوسی است.
2. اثر نفیس دیگر، دانشنامه‌ایست از محمد بن محمود آمُلی به تاریخ ۱۳۳۹ میلادی: "نفائس‌الفنون"؛ از مشهورترین آثار علمی به زبان پارسی در سده چهاردهم میلادی که برای آموزش دانشجویان استفاده می‌شد.
3. شهر دربند روسیه و دژ آن بدست کواد/قباد ساسانی (۴۸۸تا۴۹۶ و ۴۹۹تا۵۳۱ میلادی) برای ایستادگی در برابر تیره و تبار خزرها در قفقاز کنونی که تا زمان قاجار بخشی از ایران بود بنیان نهاده شد. وجود ۳۲ و بگفته برخی دیگر ۲۰ سنگ‌نبشته پهلوی ساسانی در دژ دربند و سنگ‌نبشته‌های دیگر به زبان و دبیره پارسی در این سرزمین، وجود دارد.

بر پایهٔ پروندهٔ آگاشته (ثبت) شده جهانی، دربند در یونسکو (۲۰۰۳میلادی)، دیوار دربند جمهوری داغستان، روسیه نمادی از مهرازی (معماری) ساسانی است که ۱۵۰۰ سال کارکرد پدآفندی (دفاعی) داشته‌است.
این دیوار ۴۰ کیلومتری، به فرمان قباد و فرزندش انوشیروان برای پدآفند از گسترهٔ آذربایگان ساخته شده و جدای از ۳۲ سنگ‌نبشتهٔ پهلوی، چندین سنگن‌بشته به دبیرهٔ پارسیِ دری نیز دارد که درون مایهٔ آنها یادآوری چگونگی بازسازی دژ دربند است.
در یکی از سنگ نوشته‌ها آمده‌است:
1. "در عصر شاه شروان سلطان خلیل سرور، این حِصن شد مرتب واین قلعه گشت ساتر/ یأجوج باز برگشت چون فتنه سکندر، تا صیْت این عمارت شد در بلاد کافر/ بادا بُن حصارش تا روز حشر معمور، بادا ثبات ملکش تا قرنهاء وافر/ مخبر شوی هرآنگه یابی خبر ز سالش، گر زانک برشماری تاریخ او ز مخبر (۸۴۲ ق)»
2. سنگ‌نبشتهٔ پارسی میانه (پهلوی ساسانی) دیگری در دربند داغستان روسیه از روزگار انوشیروان برجای مانده‌است.

نوشته‌است سال ۳۷ داریوش آمارگر آدُربادگان کرد.

## قرقیزستان و قزاقستان
1. در کول تپه قزاقستان کنونی چندین خورده سنگ‌نبشته، یافت شده‌است که نشانگر آن است که سُغدیان در سدهٔ دوم ترسایی (میلادی) تا گسترهٔ شمال آمد و شد، و بود و باش داشته‌اند.
2. شهر اوش در قرقیزستان یکی از مراکز فرهنگ ایرانی و پارسی است

## انگلیس
در موزه لندن. موزه ویکتوریا و آلبرت آثار قابل توجهی وجود دارد و می‌توان به
1. قالی اردبیل و
2. گنجینه آمودریا و لوح کوروش کبیر اشاره کرد.
3. سفال ورد و جادو (طلسم) با دبیره و زبان آرامی، درون استَک (بشقاب) نگارهِ «لیلیت» زنجیر شده دیده می‌شود. موزه بریتانیا
4. فروش آوند زراندود ساسانی با نگارهای ویژه ساسانی بسیار شگرف و شایگان در حراجی لندن.
5. مُهر داریوش بزرگ به تاریخ۴۹۰ پیش از زادروز مسیح در آرامگاهی در نزدیکی تبسِ مصر یافت شده‌است. مُهر ۳/۷ درازا و ۱/۷ پهنا دارد. بر روی مُهر به سه زبانهای پارسی باستان. ایلامی و بابلی و دبیره میخی ویژه این زبانها نوشته‌است.

من داریوش شاه (هستم).
1. حراج چهار ساختهٔ ارزشمند ایرانِ باستان از دوره‌های اشکانیان و ساسانیان در حراج کریستی لندن.
2. نگاربرجسته‌ای اشکانی که یک سرباز پارتی را با جنگ‌افزاری سنگین، هنگام رزم با شیر ژیان نمودار ساخته‌است.

این یادگار ارزنده در موزه بریتانیا نگهداری می‌شود.
1. سردیس زرین یک راک (قوچ) از روزگار هخامنشیان سده چهار و پنج پیش از زادروز مسیح، این سردیس در بهافزونی(=مزایده) کریستی در سال ۲۰۰۴ به فروش گذاشته شد که بهای پایه ۳۵۰۰۰دلار گفته شد وانگهی به بهای ۶۴۰۰۰دلار فروخته شد.
2. اَستَک (دوری/بشقاب) سیمین زر اندود یافت شده از خاور اروپا، که شاهنشاه ساسانی قباد یکم را هنگام شکار اسب با کمان نشان می‌دهد. ارائه شده در حراجی لندن.

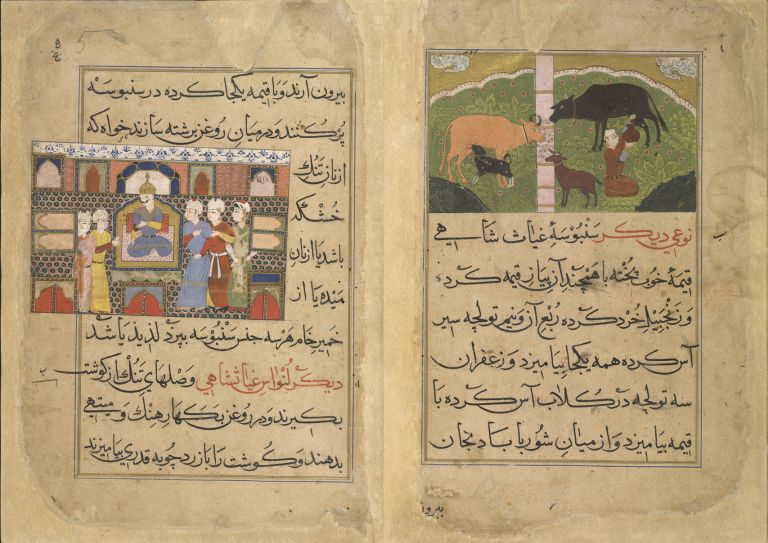
بخشی از متن نعمت‌نامه نصیرالدین‌شاهی: «نوعی دیگر: سنبوسهٔ غیاث‌شاهی: قیمهٔ خوب‌پخته با همچند آن پیاز، قیمه کرده، و زنجبیل خرد کرده و ربع آن و نیم تولچه سیر آس کرده همه یکجا بیامیزد و زعفران سه تولچه در گلاب آس کرده با قیمه بیامیزد و از میان شوربا بادنجان بیرون آرند و با قیمه یکجا کرده در سنبوسه پر کنند و در میان روغن برشته سازند خواه از نان تنُک خشکه باشد یا از نان میده یا از خمیر خام؛ هر سه جنس سنبوسه بپزد، لذیذ باشد.»

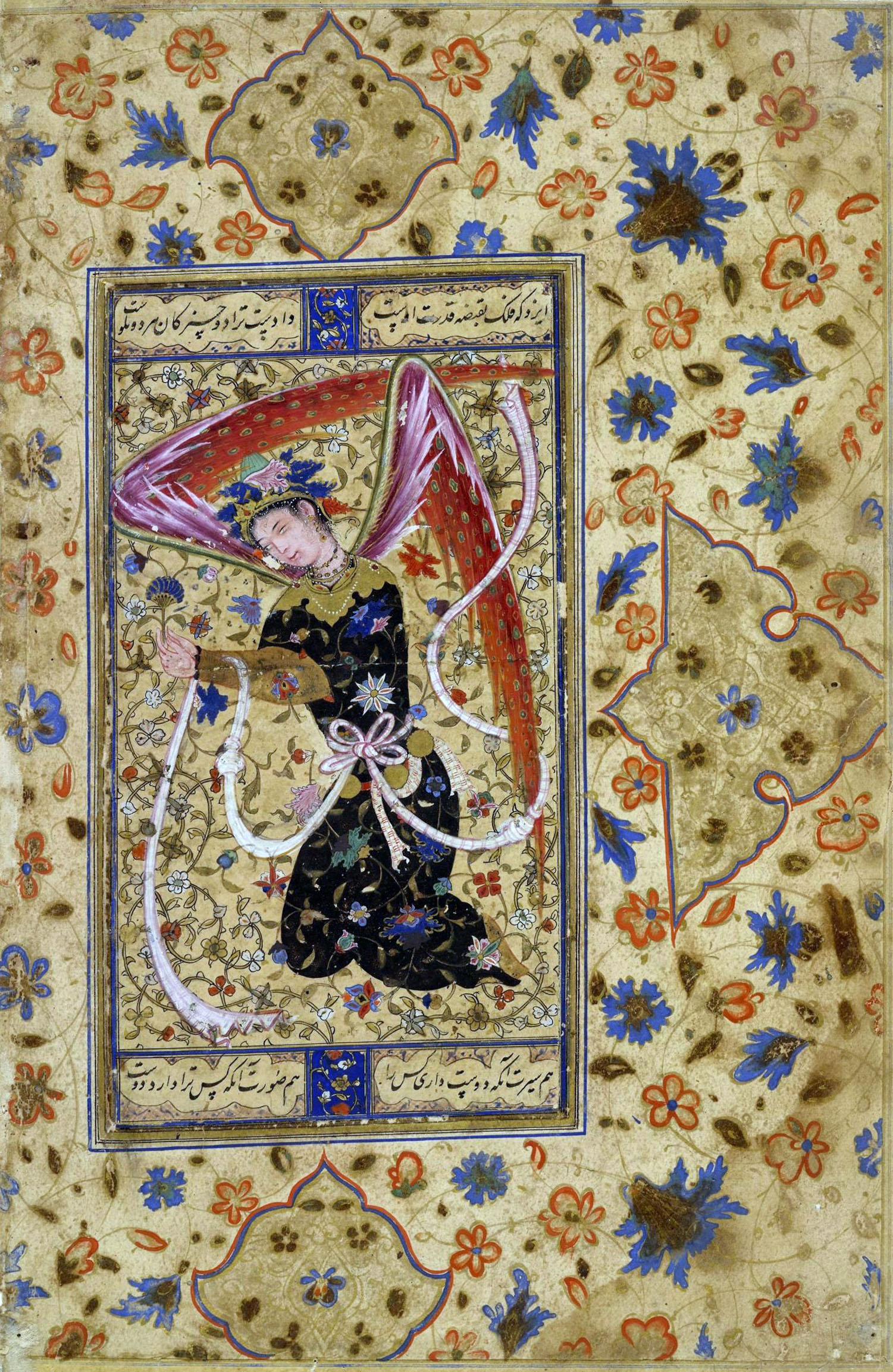
Persian angel 1555

3. رویدادنامه نبونعید

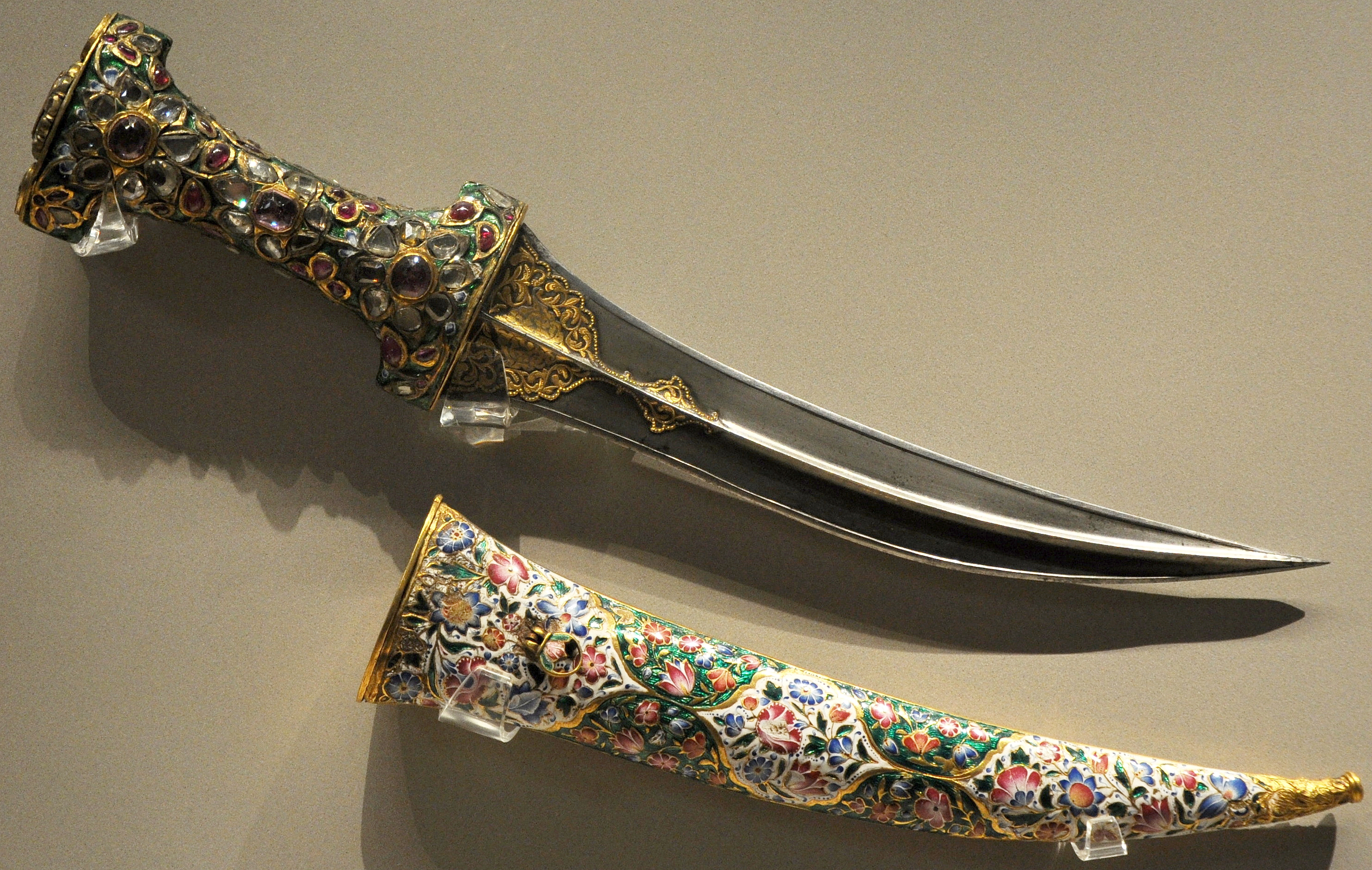
خنجر جواهرنشان فتحعلی‌شاه قاجار
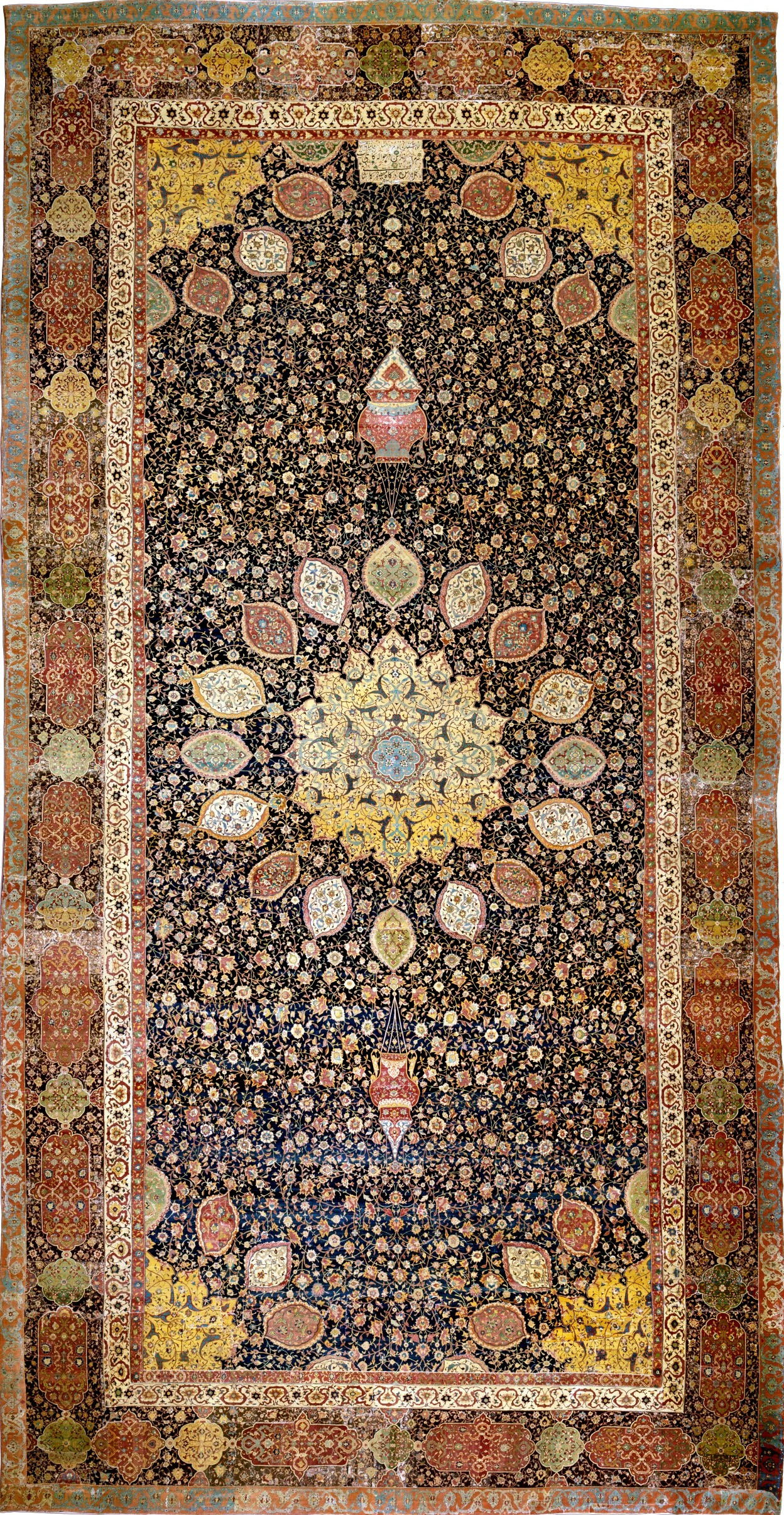
قالی اردبیل
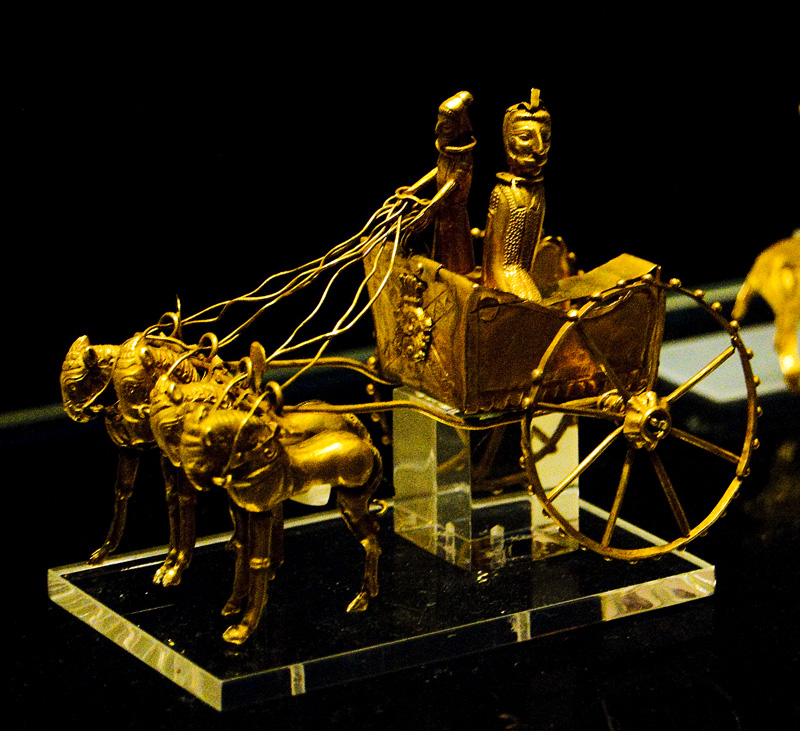
گنجینه آمودریا

## فرانسه
در موزه‌های معروف فرانسه بویژه در لوور ۲۵۰۰ شی باستانی ایرانی نگهداری می‌شود. و توسط فرانسه دزدیده شده

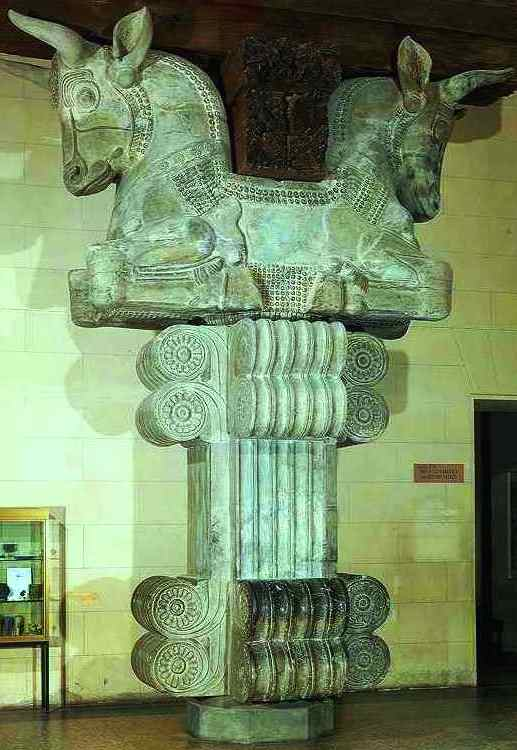
kakh dariush bozorg

موزه لوور تصاویر اشیای موزه را به‌صورت رایگان و آنلاین در اختیار عموم گذاشته با جستجوی نام ایران به حدود ۴۰ هزار تصویر می‌رسید 
تعدادی از آثار ایرانی در موزه لوور عبارتند از:
1. سنگ‌نگاره یادبود اونتاش ناپیریشا
2. سنگ‌نگاره زن عیلامی و ندیمه
3. سنگ‌نگاره بز با دم ماهی
4. تندیس فاخته لاجوردی
5. تندیس ناپیرآسو
6. تابلو مراسم نیایش راهبه‌های آفتاب
7. تخته بازی ۵۸ خانه

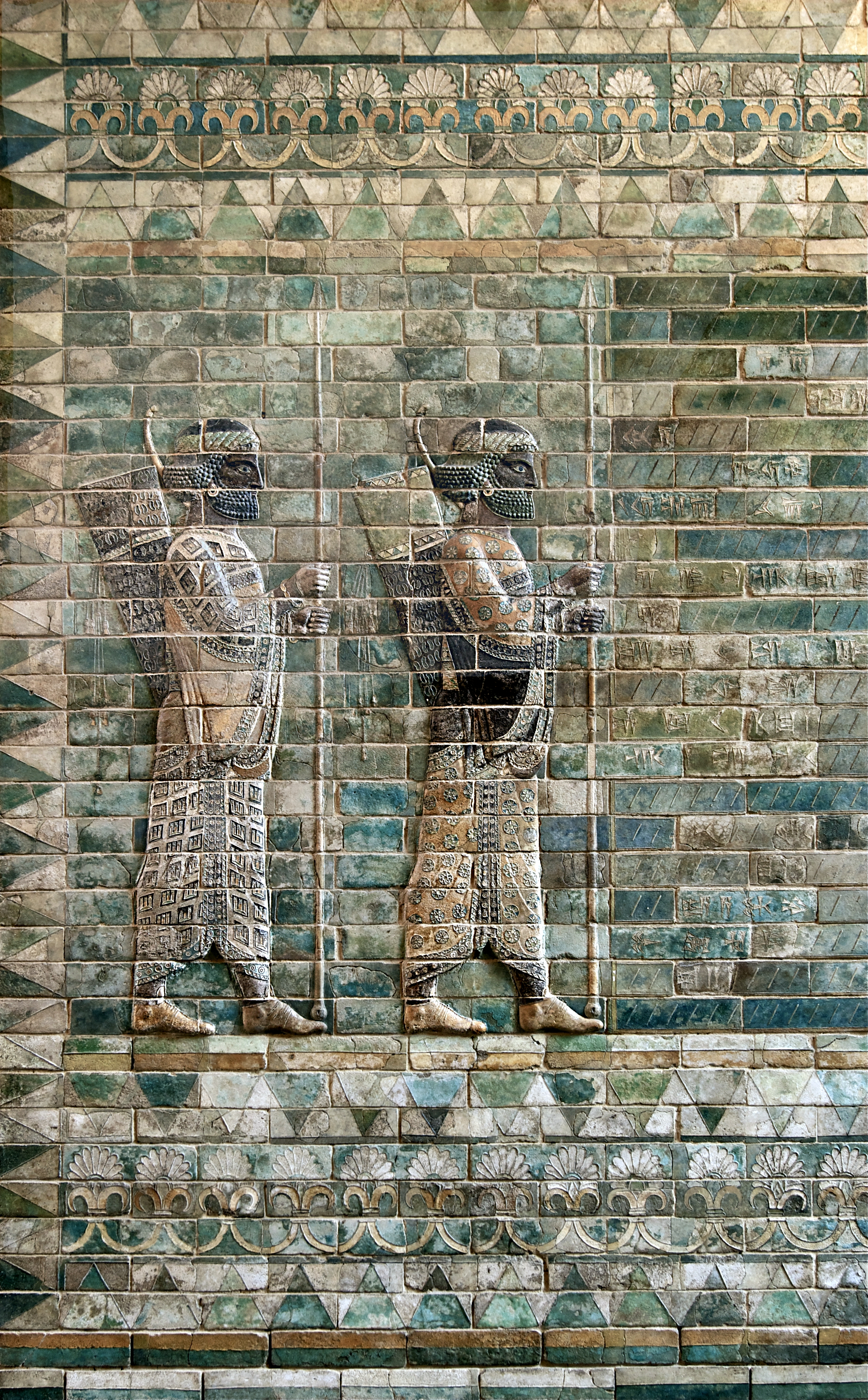
Darius 1st Palace Suse Louvre AOD 488 a

8. نقش برجسته آجری شیر کاخ آپادانا شوش
9. سرستون گاو دوسر کاخ آپادانا شوش
10. کتیبه داریوش بزرگ در کاخ آپادانای شوش
11. افسار برنزی لرستان
12. صدف‌نوشتهٔ اکدی
13. سنگ نگاره مردوک
14. خدایی با یک دست زرین:

این پیکرک که به تندیس «خدا با یک دست زرین» نامدار است. از آثار باستانی شهر شوش و ساخت هزارهٔ دوم پیش از زادروز مسیح است. این پیکره به بلندی ۱۷/۵ و پهنای ۵/۵ سانتیمتر است که اکنون در گنجینهٔ لوور نگهداری می‌شود.
1. خنیاگر سلوکی/اشکانی:

نیم تنهٔ سفالی یک خنیاگر چنگ نواز که در شوش یافته شده و گمان می‌رود به دورهٔ سلوکی یا اشکانیان برگردد، سالهای میان ۳۰۰ سال پیش از زادروز مسیح تا ۳۰۰ سال پس از آن. این پیکره در گنجینهٔ لوور نگهداری می‌شود.
درخت آسوریک باشد. نگهداری در گنجینه هنر کلیولند.

## آلمان
- موزه پرگامون برلین در موزه پرگامون مجموعه‌های نفیسی از آثار باستانی را در خود جای داده‌است، اما بخشی از معروفیت این موزه به دلیل مجموعه هنرهای اسلامی این موزه است که پس از موزه هنر اسلامی قاهره، قدیمی‌ترین آثار هنر اسلامی از قرن هشتم تا نوزدهم میلادی را در خود جای داده‌است. در میان این آثار از ایران؛ اشیای مختلفی در موزه وجود دارد، ازجمله محرابی که تعلق به مسجد میدان در کاشان بوده و به دوره یانی اسلام برمی‌گردد. از آثار اهدایی به بخش هنرهای اسلامی موزه پرگامون، می‌توان به قالی‌های نفیس ایرانی، از مجموعه خصوصی ویلهلم فن بود اشاره کرد.

1. در بایگانی کتابخانه دانشکده ایران‌شناسی دانشگاه برلین ۴۰ سند به دبیره و زبان پهلوی از نیمه دوم سده هفتم پس از زادروز مسیح نگهداری می‌شوند. ۲۹سند بر روی چرم نوشته شده‌اند و دیگری بر روی سفال. سند شماره۳ از دیدگاه تاریخی بسیار در خور واکاویست.
2. کهن‌ترین نگاره از فردوسی ۷۴۱ مَهی (قمری)، در شاهنامه دستنویس قوام‌الدین حسن وزیر و در ژنو نگهداری می‌شود.
3. -کاشی یافت شده از تخت سلیمان سده هفتم.
4. آوند ساخت کاشان یا ری، سده ۱۲ میلادی موزه برلین
5. کاسه برابر با داستان شاهنامه که کشته شدن آزاده را نشان می‌دهد. کاسه ساخت سدهٔ سیزدهم میلادی، موزهٔ بروکلین
6. راک (گوسفند شاخ‌دار نر قوچ) بال‌دار زرین از زرِ ۲۴ عیار هنر دست زرگران چیره‌دست هخامنشی. نگهداری موزه بلغارستان.
7. نگاربرجسته‌ای مرمری قاجاری که الگو برداری از هنر هخامنشی است.

## هلند
در موزه‌های هلند مثل موزه لایدن، آمستردام و لاهه آثار زیادی از تمدن ایران وجود دارد.
1. آثار باستانی خاور نزدیک در موزه لایدن هلندباآثاری از ایران
2. بخش ایران در موزه نظامی National Military Museum -
3. آثار ایرانی در موزه کونست لاهه -
4. آثار ایرانی در موزه شهرداری لاهه

## ژاپن

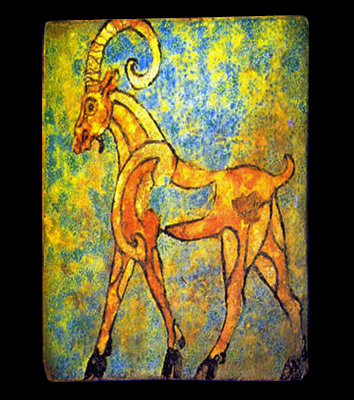
اثر باستانی از شهر بوکان ایران که در موزه شرق باستان در توکیو قرار دارد یک بز کوهی سفالی لعابدار

جغرافیای تمدنی ایران بگونه ای است که هرگاه در مورد هریک از تمدنهای کهن جهان از مصر تا چین سخنی به میان آید صحبت از ایران برای تکمیل مطلب ضروری می‌نماید. حتی آثار تمدنی هخامنشی و ساسانی در ژاپن بدست آمده‌است

در ژاپن موزه‌های:
- موزه میهو، موزه اورینتال، موزه شرق باستان. مرکز فرهنگ خاورمیانه در ژاپن. موزه ادو-توکیو .موزه ملی توکیو، موزه سوشوئین نمونه‌هایی از آثار تاریخی ایرانی را در خود جای داده‌اند.

در موزه ملی ژاپن بیش از ۱۱۰ اثر باستانی از جمله سفالینه، شمشیر و ظروف و مجسمه نگهداری می‌شود.
بر اساس کتاب موزه میهو MIHO MUSEUM,Takeshi,Umehara, south wing,1997 در این موزه ۱۲۰۰ اثر از جغرافیای تاریخ و تمدن ایران و ۳۳ اثر ساسانی و صدها اثر دوران هخامنشی وجود دارد بخشی از آثار باستانی در این موزه مربوط به تمدن آمودریا است (Oxus Civilization گنجینه ای بسیار گرانبها که در منطقه مرزی افغانستان و تاجیکستان کشف و بعدها توسط باندهای مافیایی به سرقت رفت بخشی از این اشیا طلایی ذوب و به طلا فروشان فروخته شده‌است بقیه سر از گنجینه‌های اروپایی درآورد و تعدادی از آن به گنجینه دار ژاپنی فروخته شد. .
موزه میهو مجموعه خصوصی اشیا عتیقه(انتیکا) آسیایی و غربی میهوکو کویاما را در خود جای داده‌است عمده خرید این موزه در دهه ۱۹۹۰ انجام شد. بیش از دو هزار قطعه در نمایشگاه دائمی وجود دارد که تقریباً ۲۵۰ قطعه در هر زمان نمایش داده می‌شوند. در میان اشیا موجود در این مجموعه بیش از ۱۲۰۰ شی وجود دارد که به ایران و آسیای میانه دوران هخامنشی مربوط می‌شود.
۳۳ اثر بسیار گرانبها و کم‌نظیر در موزه میهو ژاپن قرار داردبرخی از آنها عبارتند از : 
1. جام ایران، ساسانی نور قهوه ای مایل به قرمز، نور بژ، شیشه بی‌رنگ است.
2. بشقاب با حیوانات شکار شاه ایران دوره ساسانی.
3. گلدان ایران، دوره ساسانی نقره ای زراندود.
4. جفت پارچ با الگوی سه پره ایران، دوره ساسانی نقره ای طلایی.
5. جام تخم مرغ شکل از ایران در موزه میهو ژاپن سده یازدهم یا دوازدهم میلادی جنس:طلا
6. جام سه مرد ایستاده که با گل‌های رز از یکدیگر جدا شده‌اند. از ایران سده ۱۳ یا ۱۴ پیش از میلادجنس: الکتروم
7. تکوک شکل بز کوهی ششم پیش از میلادجنس: نقره، الکتروم ظرف تزیین شده با حیوانات مختلف از جمله شیر و بزکوهی
8. ظرف به شکل حملهٔ شیر به گاو سده هشتم تا ششم پیش از میلادجنس: نقره و طلا
9. تنگ آب با دسته‌هایی به شکل بز کوهی و بز کوهی بالداراز ایران ششم پیش از میلادجنس: نقره و طلا
10. جام با نقش گوزن در میان درختان هزارهٔ نخست پیش از میلادجنس: طلا.
11. کتری با تندیسک‌های بز کوهی دوران: پیش هخامنشی سده هفتم پیش از میلادجنس: نقره
12. گلدان باریک گلابی شکل، با یک لبه عمودی، گردن باریک، یقه مهره ای و پای تخت، با چهار چهره زن رقاص برهنه تزئین شده‌است، که هر کدام در یک چهارم بوده و به سمت یکی از چهره‌های مجاور قرار گرفته‌اند.
13. موبدان موبد ساسانی کرتیر (کردیر) بالاتنه ساخته شده از برنز با چشمانی سیمین/نقره‌ای، بخشهایی از آذین این پیکره نیز نقره‌کاری شده‌است. کرتیر همانند نگاربرجسته‌هایش نشان قیچی بر کلاه خویش دارد و بدون ریش است.

تعدادی از آثار ساسانی در موزه‌های توکیو و نارا نگهداری می‌شوند..
1. دستنوشته پارسی ژاپن

## قاره آمریکا
موزه متروپولیتن نیویورک
این موزه که در منهتن نیویورک قرار گرفته در سال ۱۸۷۲ افتتاح شده و البته مجموعه نادر و بزرگی از تاریخ اسلام و ایران باستان را در خود جای داده‌است. کتاب خمسه نظامی و یک قالی اصفهان که به قرن ۱۷ میلادی برمی‌گردد، نیز در این موزه قرار دارد. لباس رزم ایرانی مربوط به قرن ۱۵، تندیس سر شاهزاده سلجوقی که به قرن ۱۲ برمی‌گردد و جام شیر غران که مربوط به دوره هخامنشیان می‌شود از دیگر اشیای ایرانی هستند که زینت بخش این موزه آمریکایی شده‌است. حتی گفته می‌شود که موزه متروپولیتن نیویورک، مجموعهٔ کوچک اما منحصر به فردی از آثار حفاری‌شده در منطقه تیسفون و طاق کسری را در اختیار دارد.
موزه‌های شهری نیویورک
در این مجموعه آثار و کتب تصویری و خطی پر زرق و برق ایران از دوره صفویه به نمایش گذاشته شده‌است در مجموعه اسلامی این موزه ۱۲ هزار شی به نمایش گذاشته شده‌است.
1. تکوک با ریخت و دیسهٔ سر بز کوهی، سیم و زراندود از روزگار ساسانیان.

یافت شده از لهستان در گنجینهٔ متروپولیتن نگهداری می‌شود.
1. گوهرافزارهای اشکانی از سدهٔ سوم پیش‌از زادروز مسیح. نگهداری گنجینه نیویورک
2. -بهرام گور هنگام شکار، هنرمند ساسانی به‌خوبی با چیره‌دستی کوچک‌ترین جرئیات داستان را نشان داده‌است استک سیمین زر اندود. ۲-بشقاب سیمین به سبک ساسانی پهنای ۲۱٫۷ سانتی‌متر، سده هفتم هجری، یک کاسه در موزه متروپولتین

- موزه بروکلین نیویورک .موزه بروکلین

دستهٔ سیمین یک آوند به ریختِ بز کوهی از روزگار هخامنشی. موزه بروکلین
این موزه دارای بهترین آثار هنری ایران است. چنان‌که آثاری از سرامیک‌ها و کاشی‌های قرون وسطایی ایران (قرن ۵ تا ۹) آثار هنری دوره صفویه و قاجار ازجمله مینیاتورها، نقاشی‌های روغنی، فرش، منسوجات و لباس‌های محلی (قرن ۱۵ و ۲۰) است. مجموعه آثار هنری دوران قاجار یکی از بهترین کلکسیون‌های باستانی در خارج از ایران به‌شمار می‌رود.
- موزه اسمیتوسونیان، واشینگتن

در گالری‌های فریر و ساکلر این موزه، ۳۰ هزار شی از آثار هنری آسیا به همراه طیف وسیعی از اقلام و اشیای متعلق به ایران نگهداری می‌شود. مجموعه‌ای مهم از سرامیک‌های قرن ۱۳ تا ۱۹ که نشان دهنده اشکال، تکنیک‌ها و طراحی‌های مختلف است در این موزه به چشم می‌خورد. بعلاوه، کلکسیونی از قرآن‌های قرن نوزدهم و مجموعه‌ای مجزا از نسخه‌های خطی و نقاشی شده ایران در این گالری‌ها به نمایش گذاشته شده‌اند.

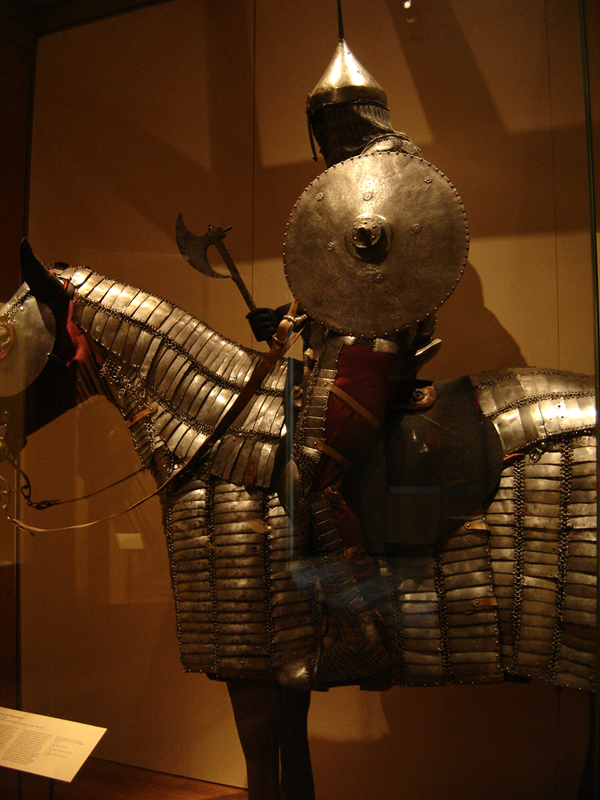
لباس رزم ایرانی. نیمه قرن ۱۵ میلادی. طبقه همکف موزه متروپولیتن نیویورک
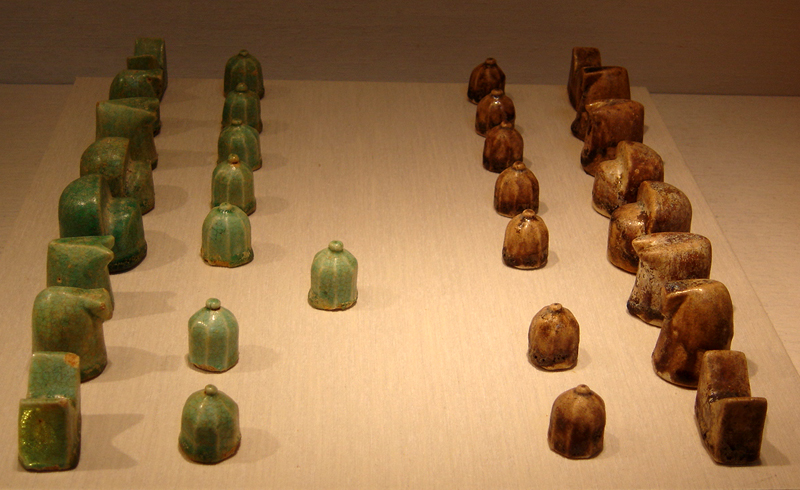
تخته شطرنج نیشابوری و مهره‌های آن. قرن دوازدهم میلادی. موزه متروپولیتن.
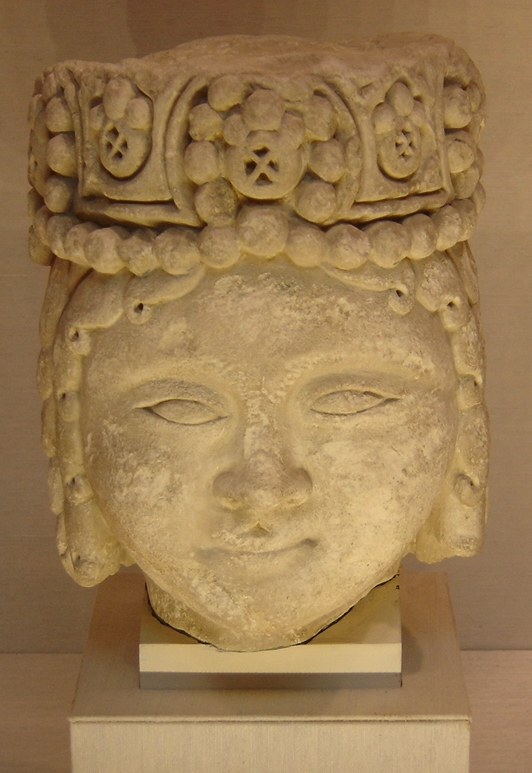
تندیس سر یک شاهزاده سلجوقی. قرن دوازده میلادی. موزه متروپولیتن.
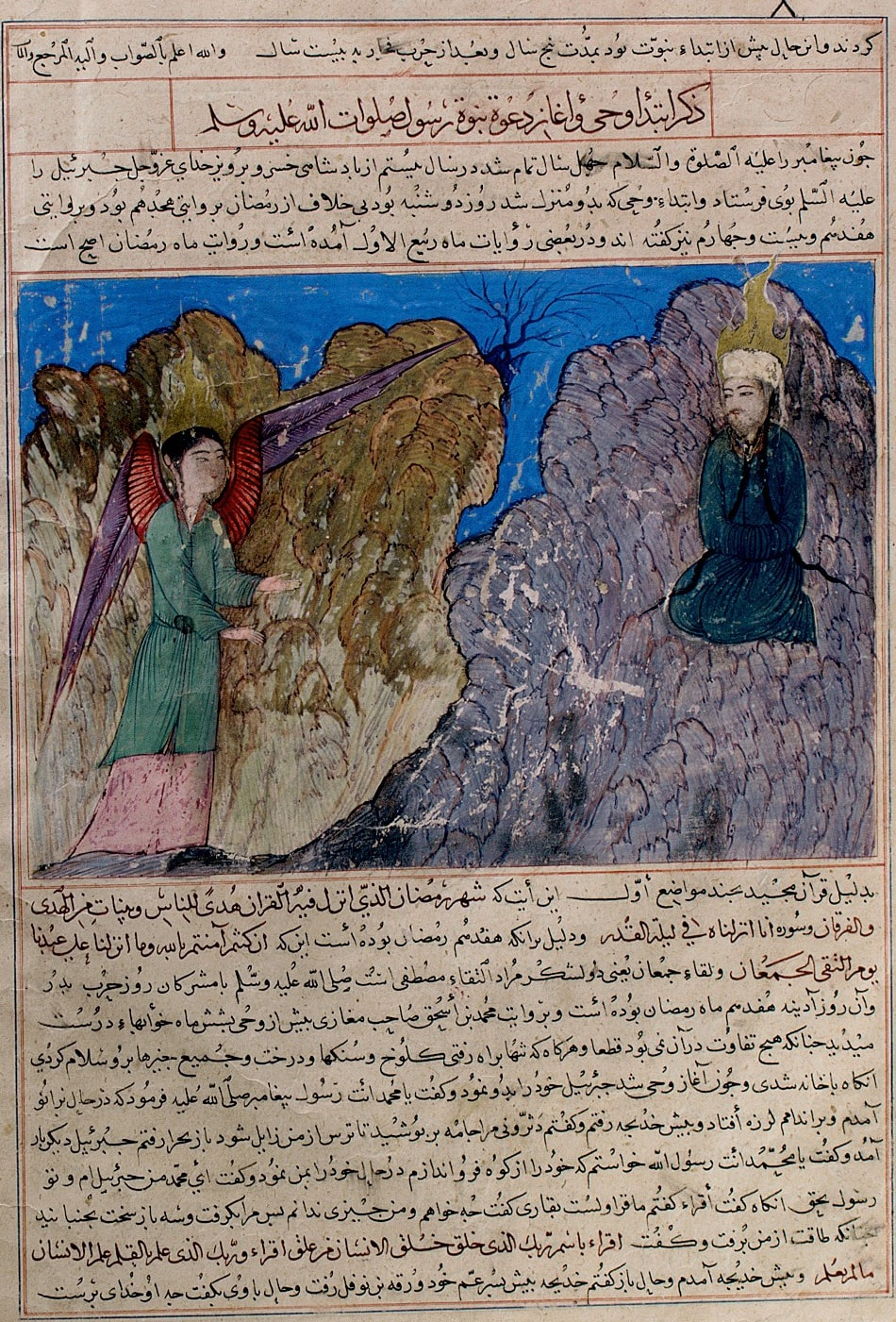
جبرئیل فرشته در نزد پیامبر اسلام. از مجمل التواریخ و القصص. موزه متروپولیتن نیویورک.
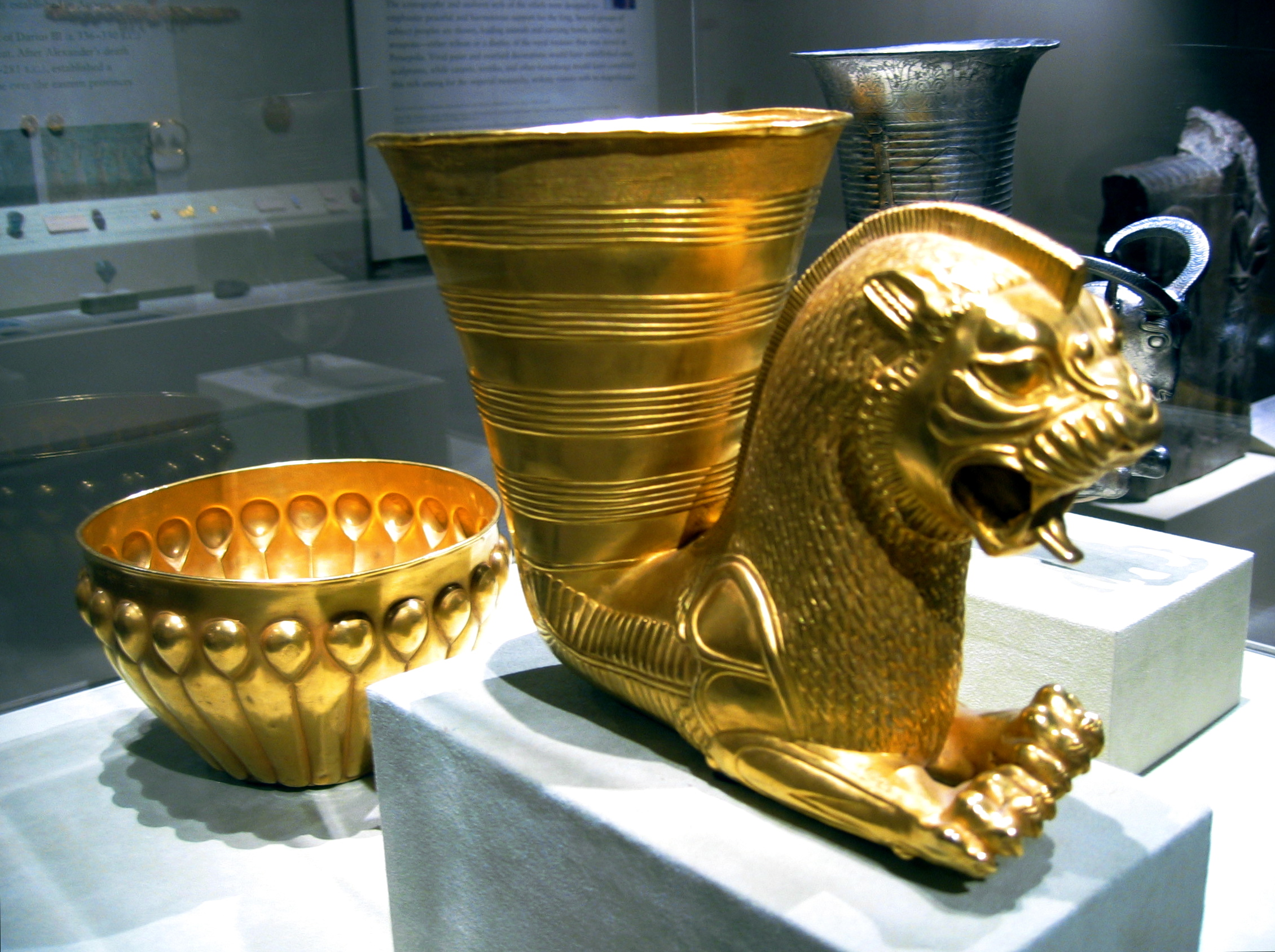
تکوک شیر غران هخامنشیان.سده پنجم پیش از میلاد.
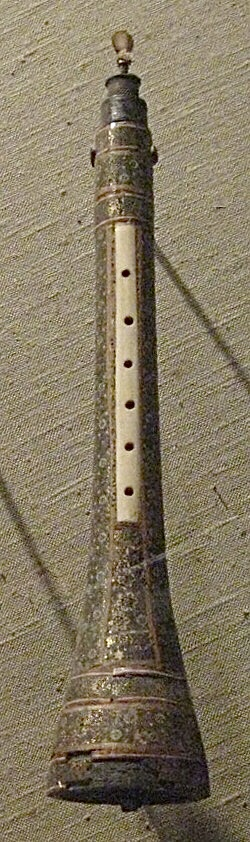
سرنای ایرانی خاتم‌کاری شده، مربوط به اواخر قرن نوزدهم میلادی.
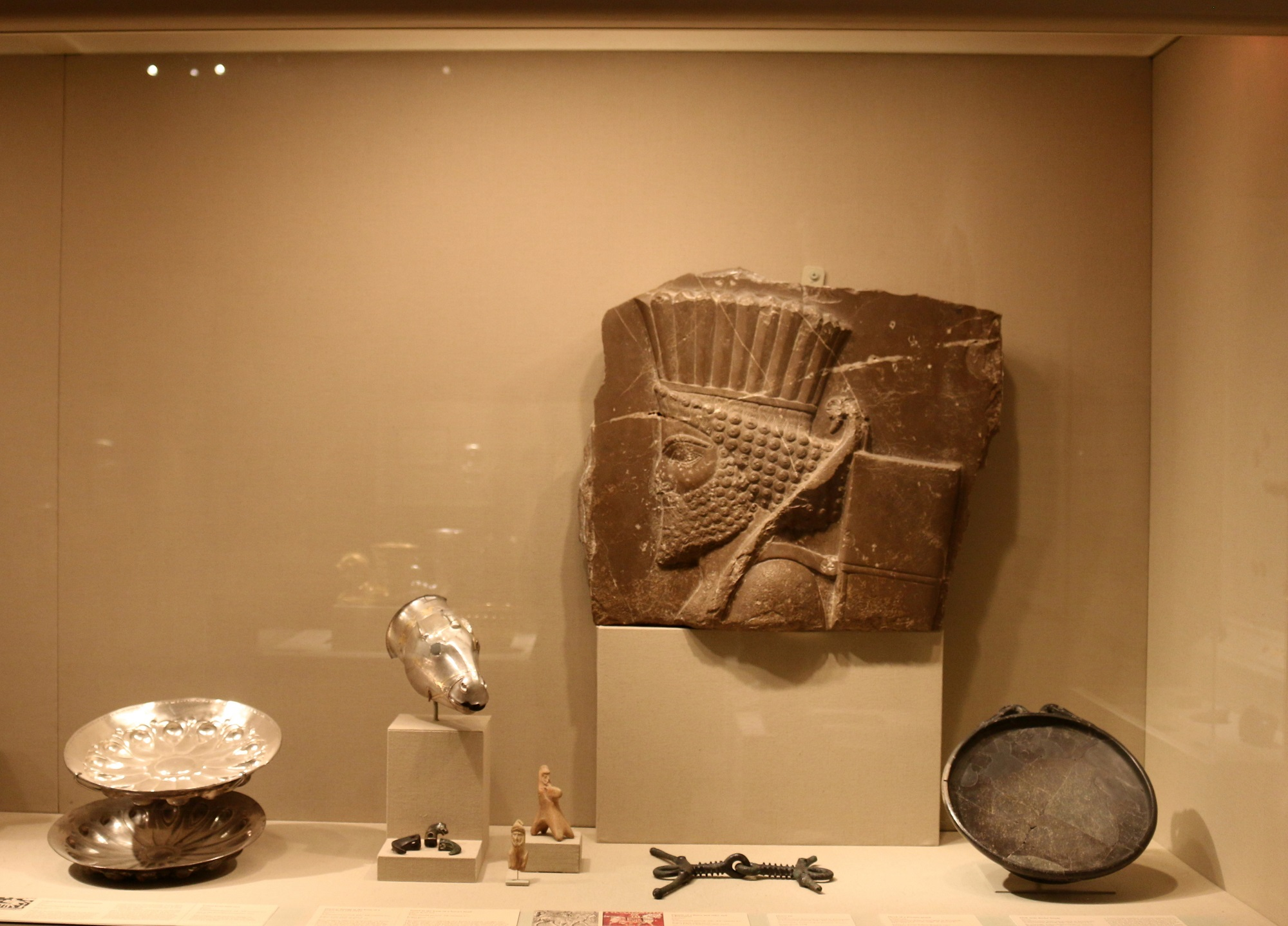
آثار دوره هخامنشی در موزه متروپولیتن
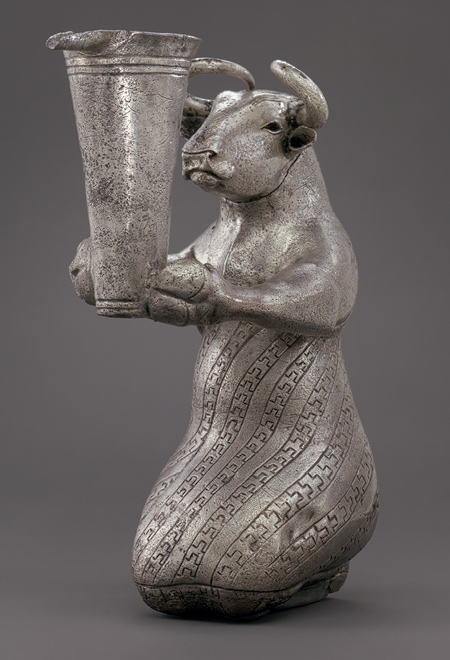
گاو ماده زانوزده نیاایلامی

1. کاسه ساخت سدهٔ سیزدهم میلادی، موزهٔ بروکلین
2. کاسه برابر با داستان شاهنامه که کشته شدن آزاده را نشان می‌دهد. کاسه ساخت سدهٔ سیزدهم میلادی، موزهٔ بروکلین
3. نگاربرجسته‌ای مرمری قاجاری که الگو برداری از هنر هخامنشی است.

این نگارکنده در واپسین سالهای سده نوزدهم بر روی سنگ رخام (مرمر) تراشیده شده‌است.
شاهنشاه هخامنشی در این نگاره بر اورنگ شهریای نشسته و درباریان پیرامونش ایستاده‌اند، این سنگ در دیرینکده (موزه) بروکلین نگهداری می‌شود.

## در کشورهای قاره آفریقا
- مصر
- تونس
- الجزایر
- کنیا
- تانزانیا
- موزامبیک

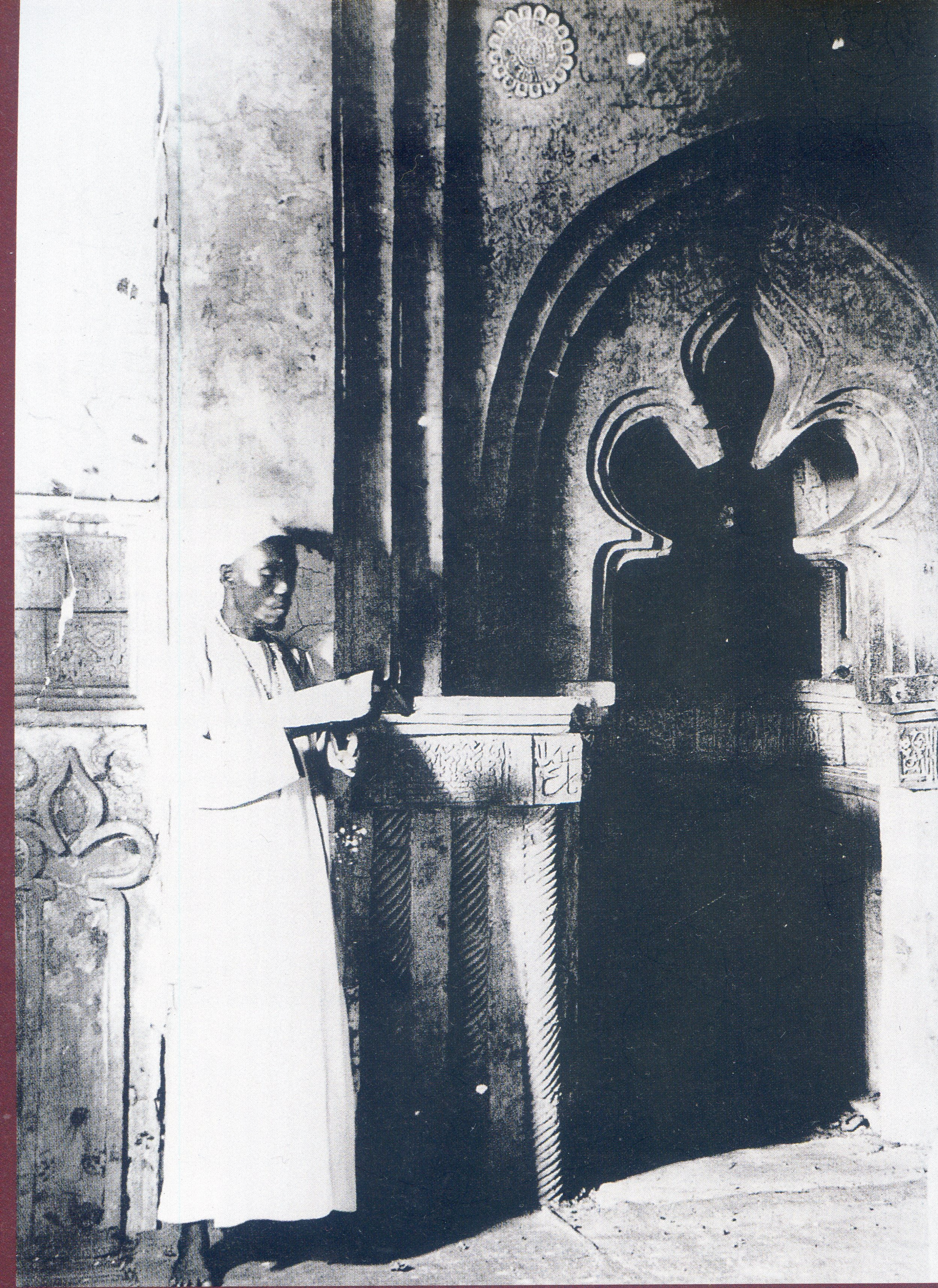
Kizimkazi old

- مسجد کیزیمکازی کزیمکازی سواحیلی شده واژه کاظم قاضی که در زبان محلی به‌صورت kizimkazi تلفظ می‌شود. تمدن سواحیلی حدود ۳۵ شهر را در بر می‌گیرد که در اثر مهاجرت ایرانیان و عربها شکل گرفته و زبان سواحیلی که آمیخته‌ای از عربی فارسی و بومی آفریقااست در آنجا شکل گرفته‌است. شهرت مسجد به خاطر خطوط کوفی گلکاری شده آن است و تاریخ ساخت آن به سال ۵۰۰ هجری قمری می‌رسد (۱۱۰۷میلادی). آیاتی از سوره بنی‌اسراییل (آیه ۸۰ تا ۸۲) و آیه ۱۸ از سوره توبه در اطراف محراب این مسجد به چشم می‌خورد. مسجد کیزیمکازی یادآور تاریخی از فرهنگ افرو شیرازی است. خط، هنر و محراب ساخته شده ازسنگ و خشت آن مشابه بسیاری از مساجد قدیمی‌در قسمتهای مختلف ایران است. سال‌های حدود ۹۸۰ تا ۱۰۰۰ میلادی سلطان علی بن سلیمان شیرازی با کشتی و بار و همراهان خودش و فرزندانش به این منطقه آمده‌اند عبدالعزیز فهمی در کتاب ایرانیان در شرق آفریقا در موضوع تمدن افرو شیرازی توضیحات مبسوطی اما سفرنامه بزرگ بن شهریار رامهرمزی و داستانی که از اسماعلویه یا عسلویه در مورد ایرانیان در زنگبار بیان می‌کند تاریخ حضور ایرانیان را به دوران حتی قبل از اسلام می بردکه در واقع در منطقه وسیعی از شرق آفریقاکه ایرانیان به آن زنگبار می‌گفتند، رفت‌وآمد داشتند.[۲۲]

سید بن ابو ابن عمران، معماری را به‌نام ”Kizi” استخدام کرد تا مسجدی بسازد.
.[نیاز به منبع معتبر]

## مصر

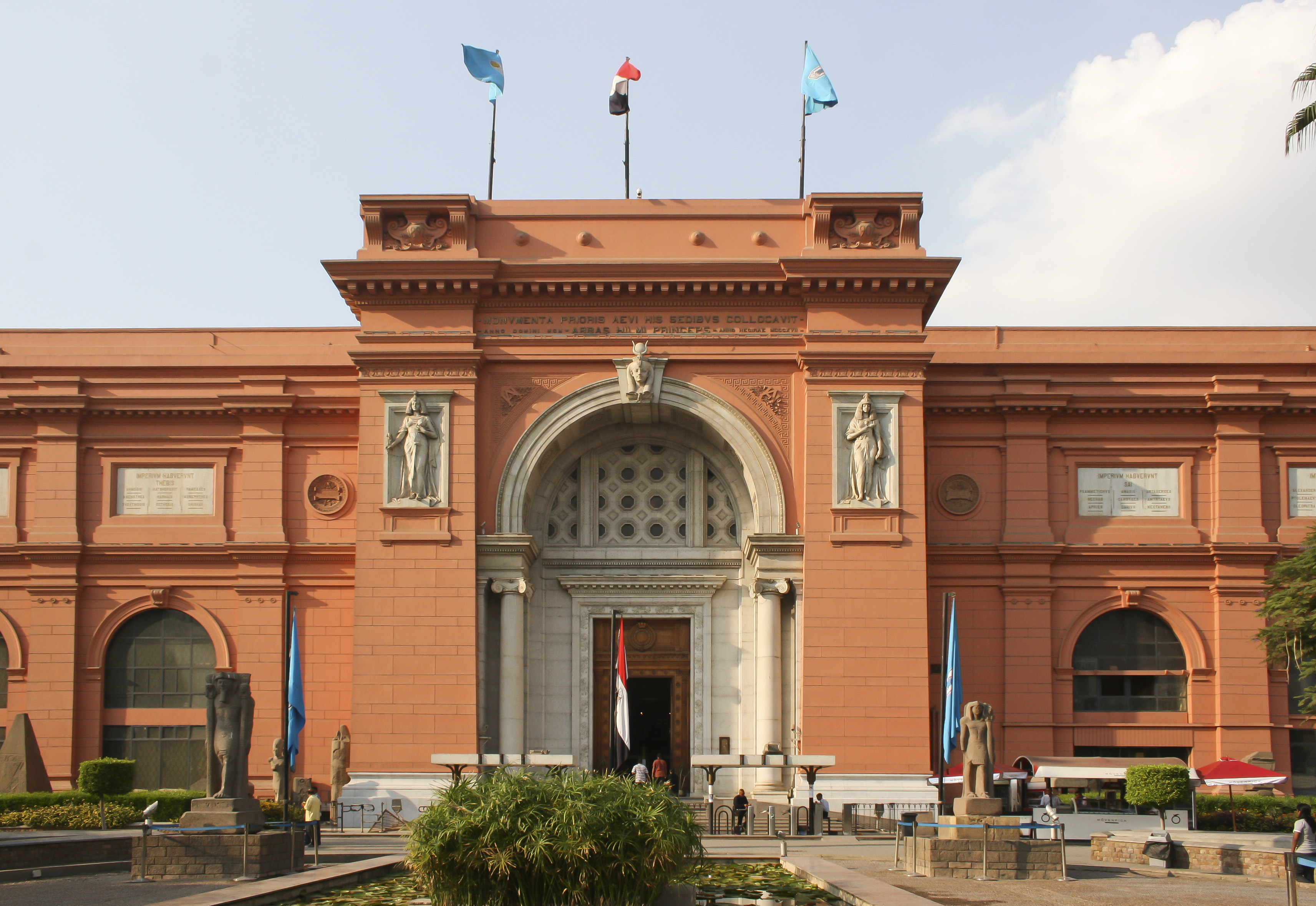
نمایی از ورودی اصلی موزه مصر.

در مصر آثار متعددی از دوران امپراتوری هخامنشی بویژه داریوش و خشایار شاه وجود دارد که تعدادی از آنها در موزه مصر یا متحف مصری میدان تحریر نگه داری می‌شود. این موزه با بیش از ۱۶۰هزار اثر باستانی مربوط به مصر باستان، یکی از غنی‌ترین موزه‌های جهان در زمینه مصرشناسی است.
1. سنگ نبشته‌ای نقاشی و هیروگلیف در مصر به همراه نگارکنده‌ای بسیار پرشکوه گویایِ تاریخی ناب از ۲۵۰۰سال پیش هنگامی که شاهنشاهان ایران به نام فرعون مصر نیز فرمان می‌راندند. در پایین داریوش بزرگ نشسته بر اورنگ شاهنشاهی همان گونه که در تخت جمشید نمودار شده، کنده‌کاری شده‌است، داریوش در دست راست گُل نیلوفر و در دست چپ جام مِی دارد که پیاله را بالا برده‌است که جام اورا پر از می مصر کنند![۱۹]
2. کتیبه‌های داریوش بزرگ در سوئزسنگ نبشته داریوش در مورد حفر کانال داریوش یا (سوئز) یا ترعه سس

در موزه ده‌ها اثر دوران امپراتوری پارسی وجود دارد.
1. اخیراً نیز یک قلاب مفرغی همراه با کتیبه ای به نام «خشایارشا» در مصر کشف شد که بنابر نوشته روی این شیء، آن را جهت نگهداری جایگاه مجسمه یا بخشی از مبلمان مقدسی که شاه هخامنشی به یک معبد مصری هدیه کرده بود، به کار می‌بردند.
2. در معبد «کارناک» نیز چند قطعه سنگ مربوط به هخامنشیان (جمشیدیان) شناخته شده که نشانه احترام و تقدیس شاه هخامنشی به معابد مصری است.
3. مجموعه کتیبه‌های هیروگلیف یافت شده در وادی «حمامات» منسوب به «اتی ی وهی» ـ Ethiavahi که در زمان سلطنت داریوش اول ـ خشایارشا ـ و اردشیر اول، در سالهای ۴۷۶–۴۷۳ پ. م نوشته شده، اسناد معتبری از تعامل و تفاهم ایران و مصر است. در این اسناد «خشایارشا» همچون «ارباب دو کشور» مورد خطاب واقع شده‌است [شاه دو کشور، پسر رع (خدای مصری) صاحب دیهیم‌ها که جاودان زنده بماناد]. این همان عبارتی است که بر روی چند گلدان سنگی یافت شده در پرسپولیس و شوش نیز آمده‌است.

لوحه داریوش کبیر در سال۱۸۶۶ میلادی ضمن حفر کانال سوئز (سس) کنونی در محلی به نام «شلوف الترابه» در ۳۳ کیلومتری کانال و با فاصله کمی از ترعه سوئز کشف شد. در کتاب اسناد نام خلیج فارس، میراثی کهن و جاودان آمده‌است که این سنگ نوشته در طبقه دوم موزه مصر قرار دارد و روی این لوحه سنگی نقش دو نفر حجاری شده و در وسط نام داریوش حک شده‌است. مطالب مندرج در لوحه را به شرح زیر ترجمه کرده‌اند اما در کنار سنگ نوشته خط میخی طبقه دوم موزه ترجمه سنگ وجود نداشت:
[بند اول: خدای بزرگ است اهورا مزدا که این سرزمین را آفرید، که آسمان را آفرید، که انسان را آفرید، که شادمانی را به بشر داد. داریوش را به شاهی برگزید. داریوش را شاه سرزمینی کرد که پهناور است و اسبان و مردان خوب دارد.
بند دوم:منم داریوش شاه، شاه شاهان، شاه کشورهایی که از تمام نژادها مسکون است. شاه این سرزمین پهناور تا آن دوردست‌ها، پسر ویشتاسپ هخامنشی (جمشیدی).
بند سوم:من پارسی هستم. به همراهی پارسیان مصر را فتح کردم. فرمان دادم این آبراهه را حفر کنند. از «پی رود» نیل که از مصر جاری است تا دریایی که از پارس بدان روند. این ترعه کنده شد، چنان‌که فرمان داده بودم و کشتی‌ها از مصر به وسیله این راه آبی به سوی پارس روانه شدند.
"در موزه مصر در طبقه دوم یک سنگ نوشته میخی پارسی وجود داشت که بنظر می‌رسد همان لوح هخامنشی است که در اطلس تاریخی خلیج فارس از آن سخن گفته شده‌است اما در موزه هیچگونه ترجمه ای از سنگ وجود نداشت و تنها بر تابلو کنار سنگ نوشته شده بود" سنگ نوشته مربوط به داریوش"، این سنگ نوشته که سنگ خارا نارنجی بزرگی است بخش اصلی نوشته‌های خط میخی آن به‌کلی از میان رفته بود. در طبقه اول موزه یک نقشه بزرگ مربوط به ۱۹۰۶ در محل پلکان راهرو بطرف طبقه دوم موزه نصب شده که در آن خلیج فارس وجود دارد. در کتابخانه اسکندریه نیز یک نقشه رنگی منحصر به فرد منضم به یک کتاب بنام مخطوطات مربوط به ۲۰۰ سال قبل قرار دارد که نقشه خلیج فارس را به‌صورت بحر فارس و با جوهر زعفرانی ترسیم کرده‌است. این کتاب و نقشه آن ثبت آثار جهانی یونسکو شده‌است.
«علی سامی» در کتاب خود بنام «تمدن هخامنشی» می‌نویسد که جمعاً ۱۱۷ اثر ایرانی و هخامنشی به خط مصری (هیروگلیف) و «دموتیک ـ Demotique، خط دیوانی و اداری مصریان قدیم بر روی سنگ و لوح و مهر ومهره و ظروف سنگی و فلزی تاکنون در مصر کشف شده که بیشترین آنها مربوط به زمان داریوش اول و خشایارشاه است.

## در کشورهای قاره اقیانوسیه
1. استرالیا

## نگارخانه

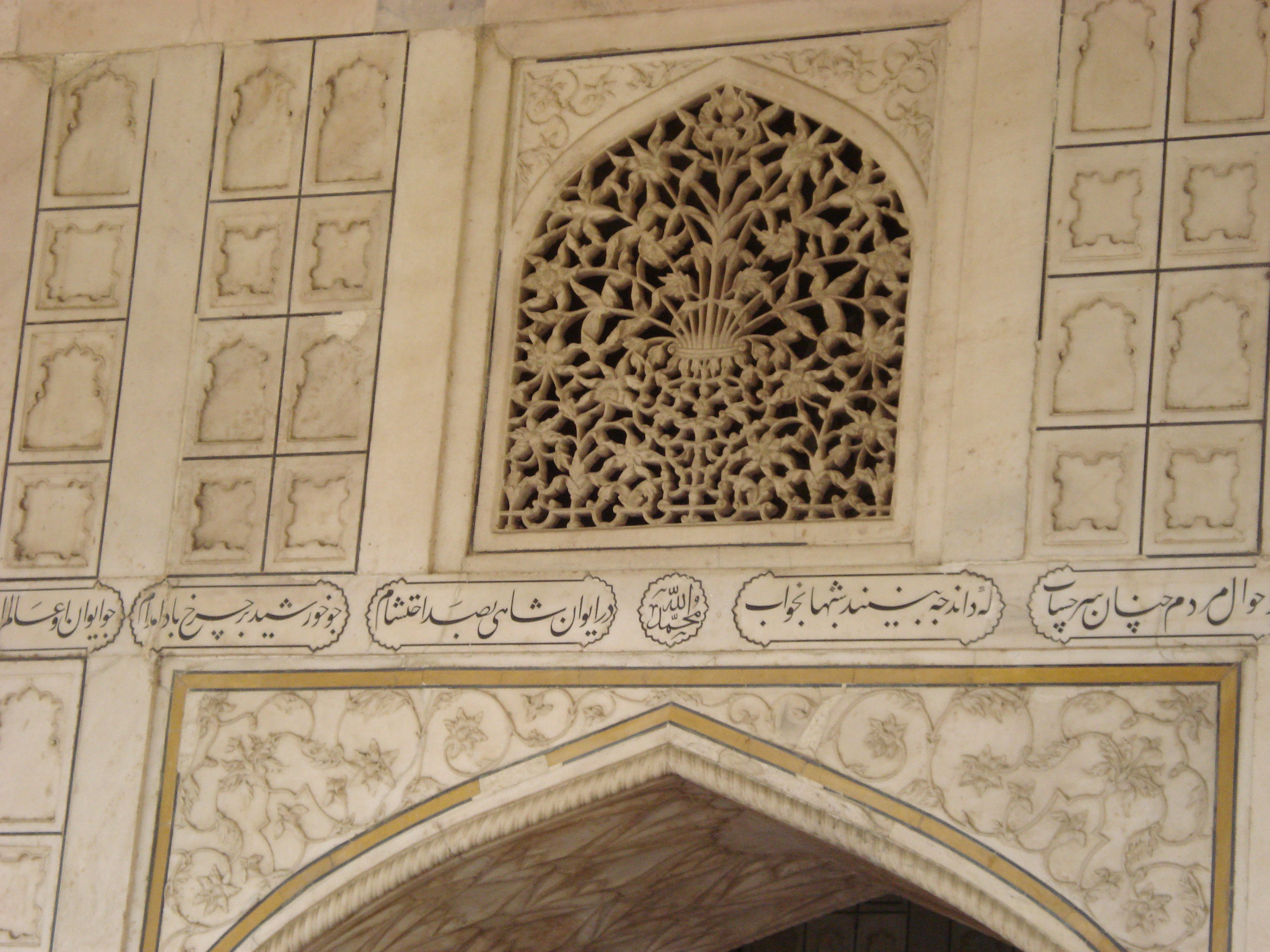
اشعار فارسی در کاخ آگرای هند
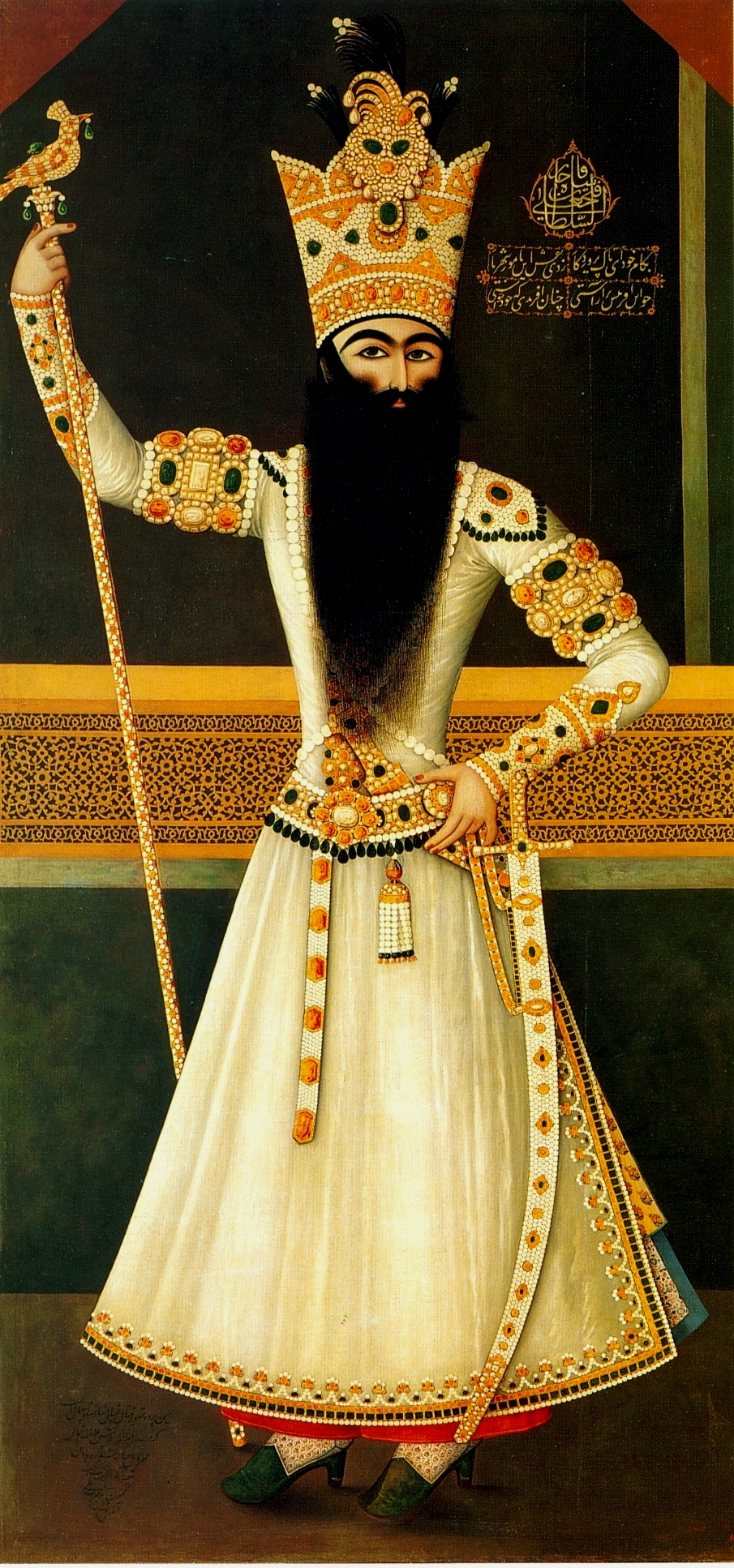
پرترهٔ فتحعلی‌شاه
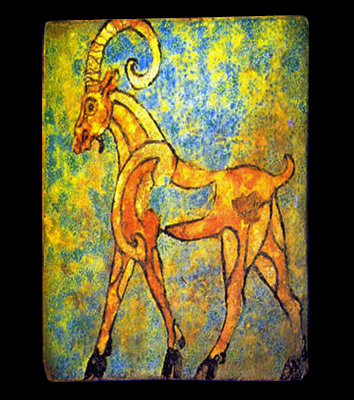
اثر باستانی از شهر بوکان ایران که در موزه شرق باستان در توکیو قرار دارد یک بز کوهی سفالی لعابدار
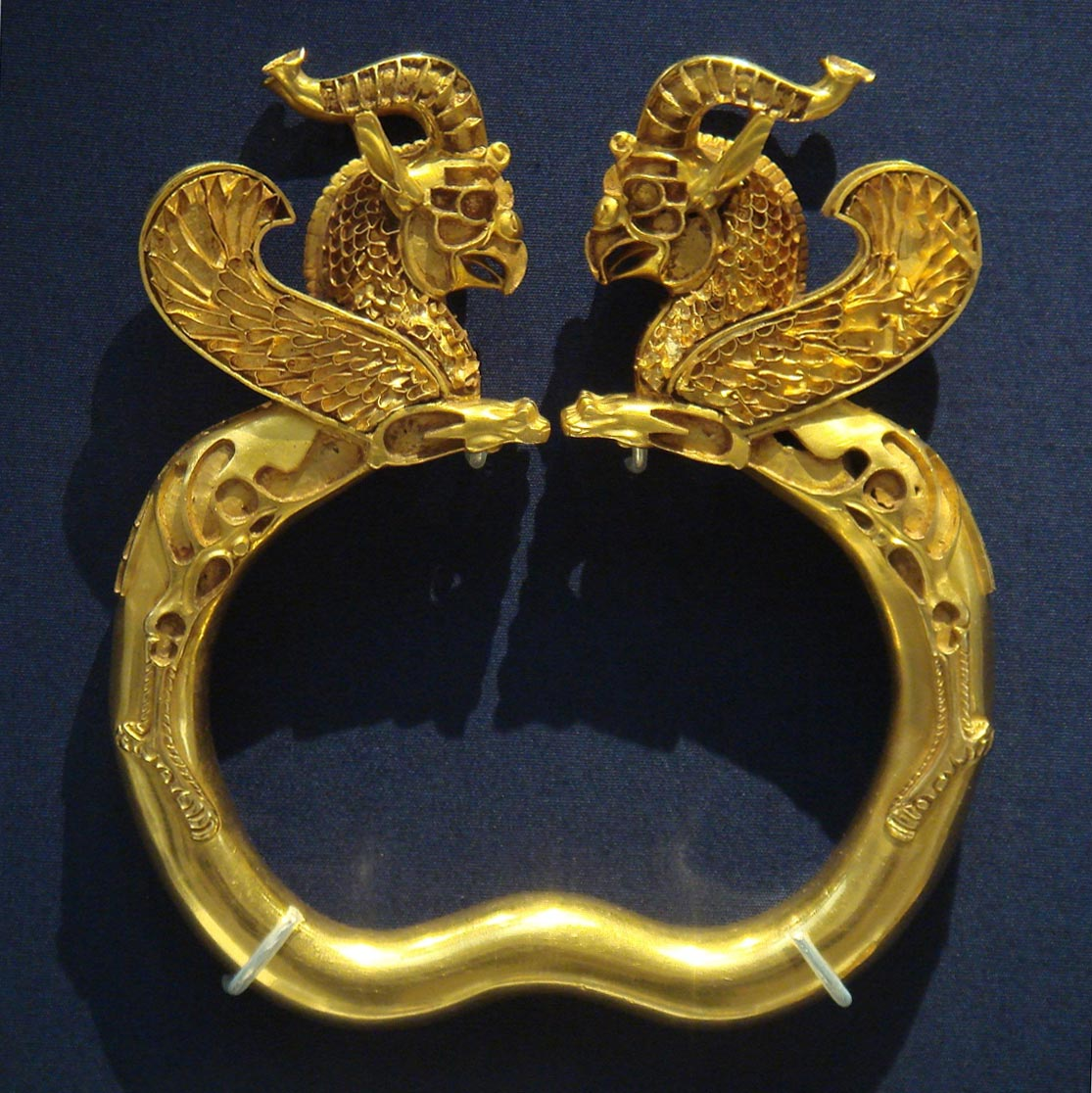
بازوبند طلایی بز و پرنده هما
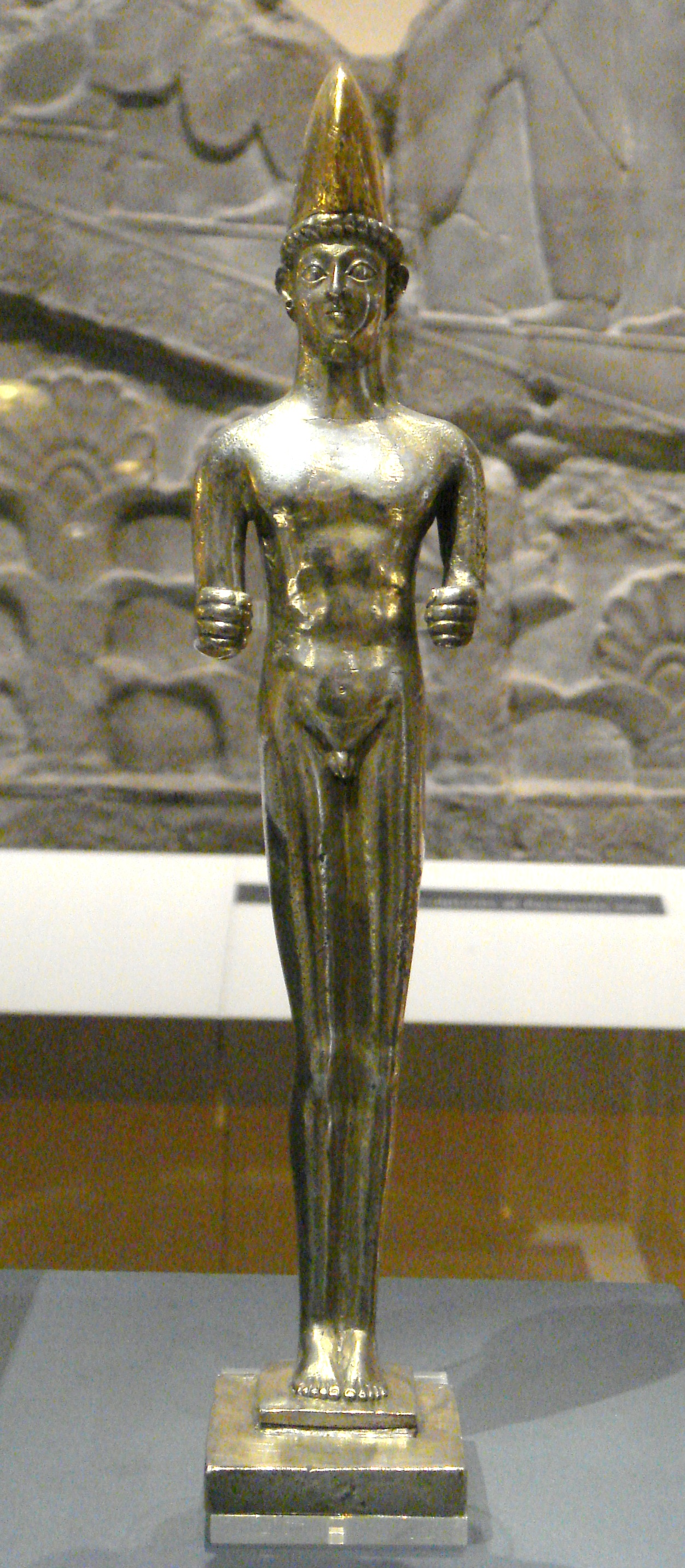
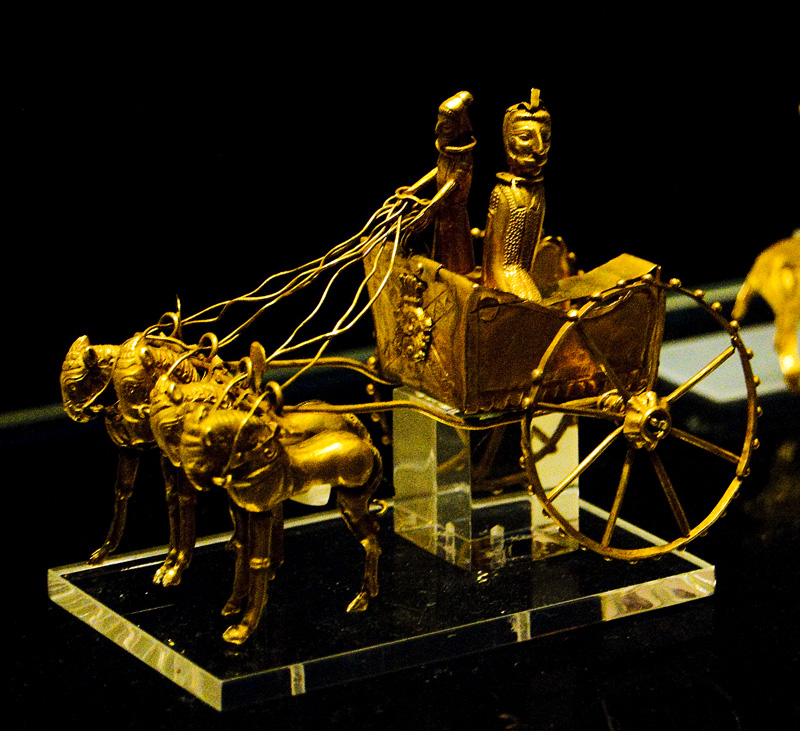
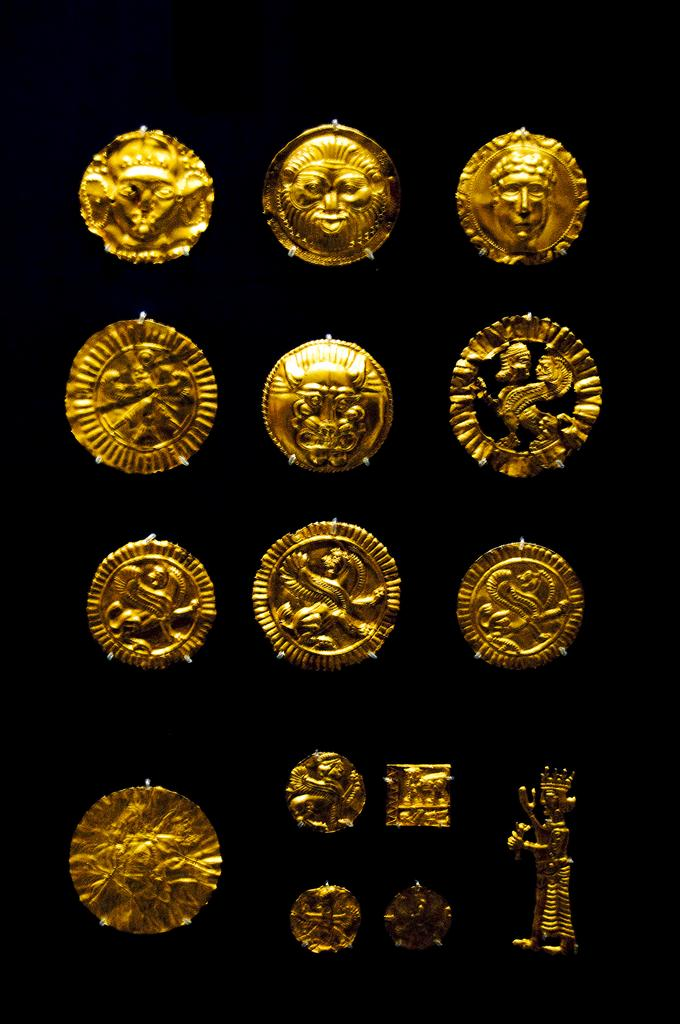
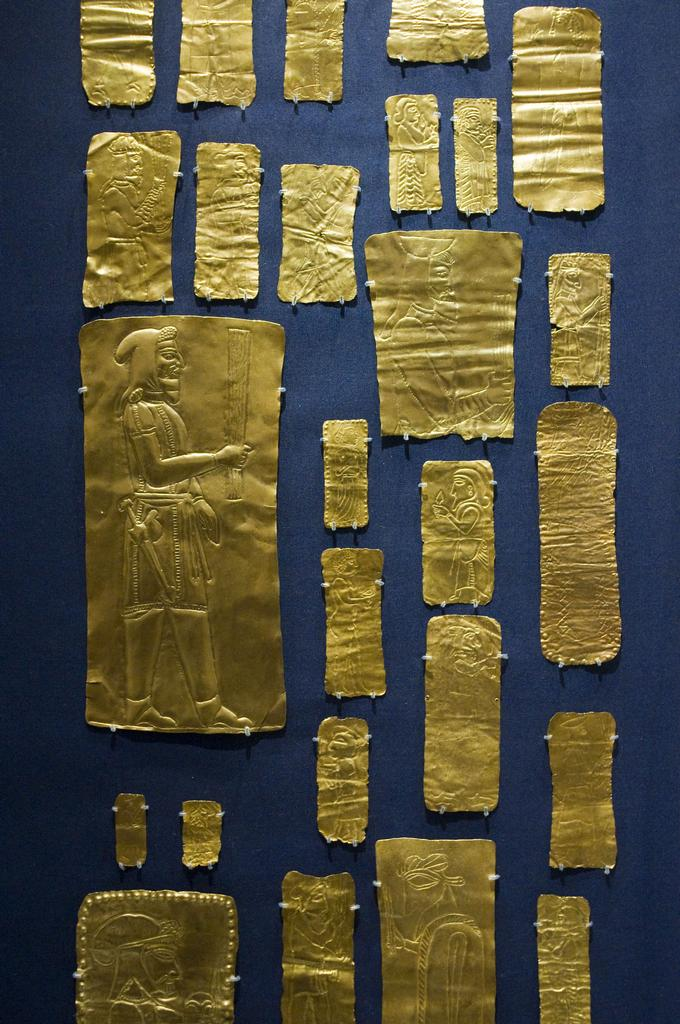
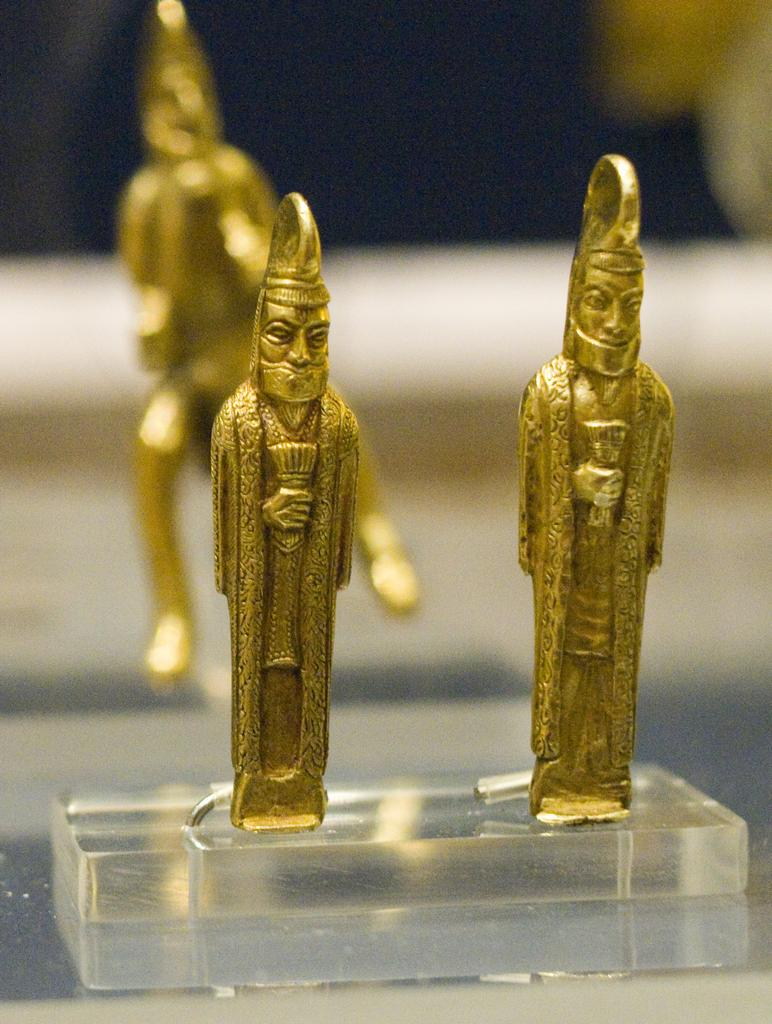
تندیس زرّین مغان
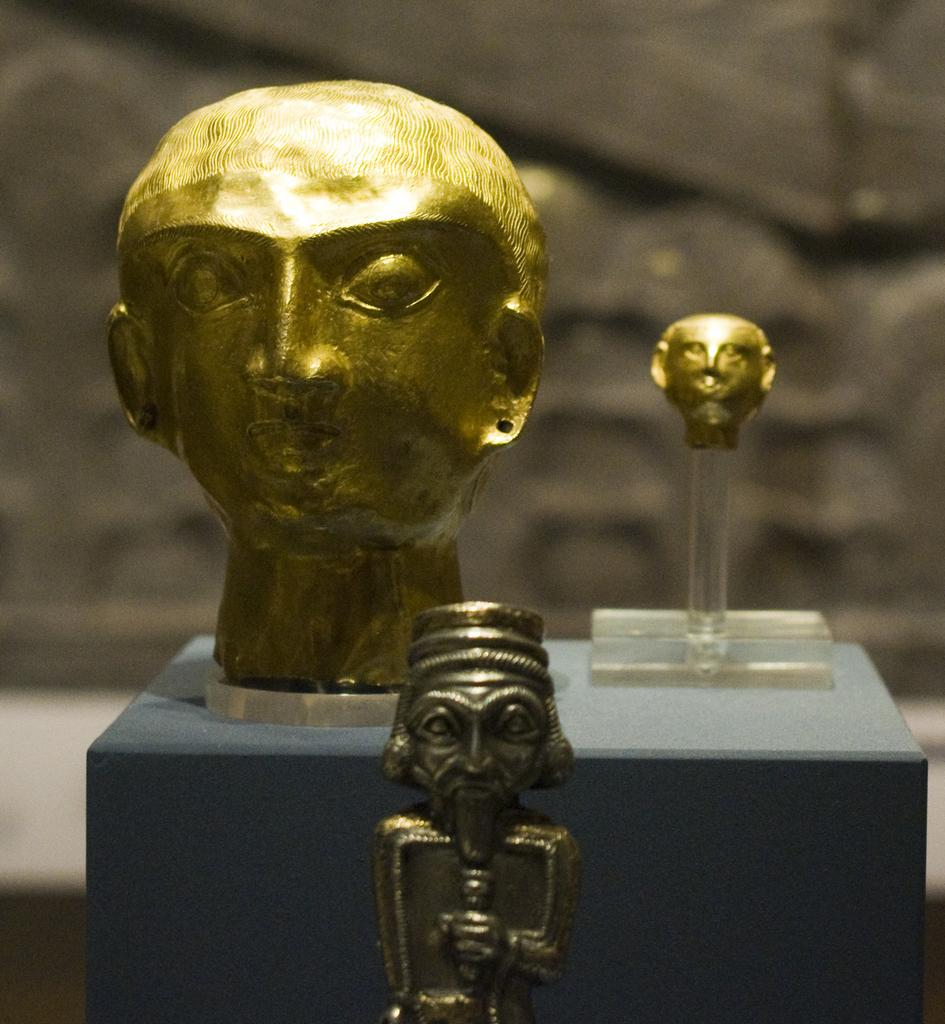
آمودریا
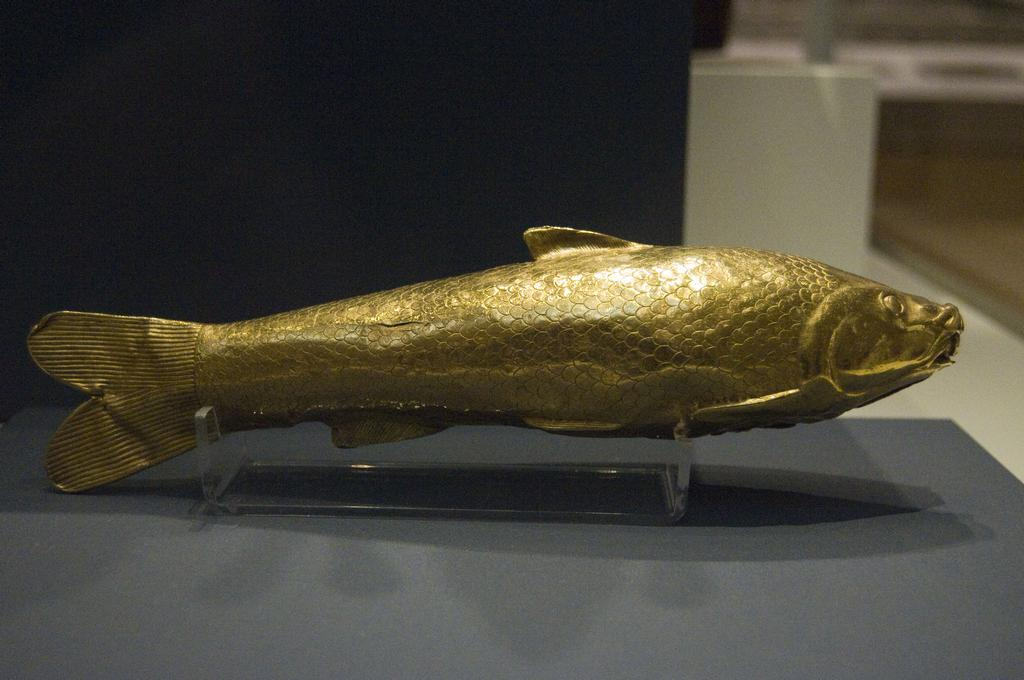
آمودریا
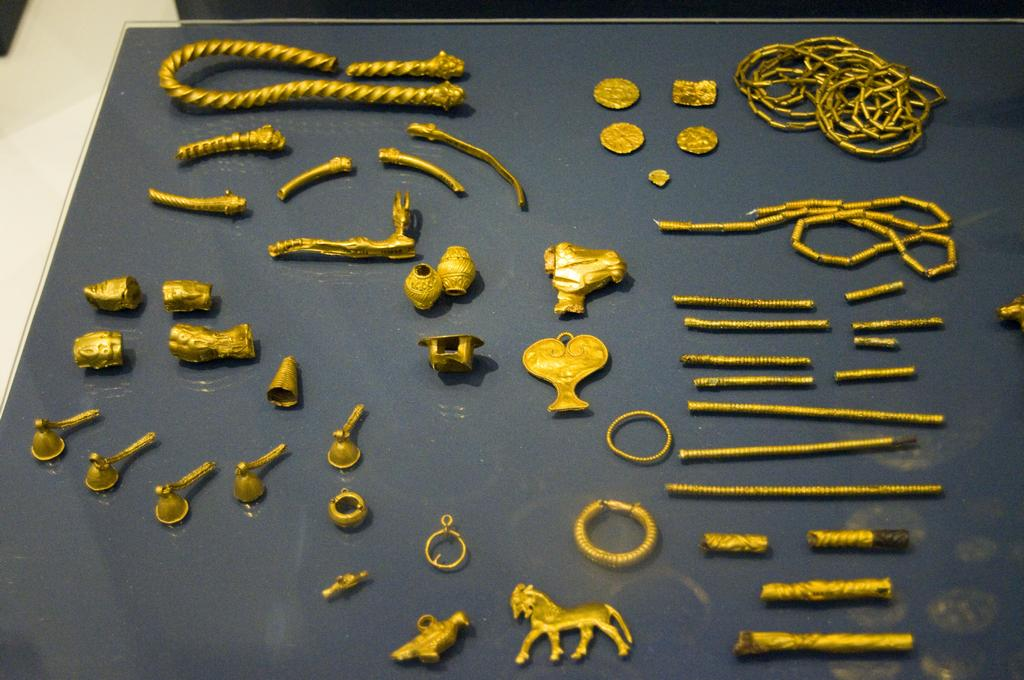
آمودریا
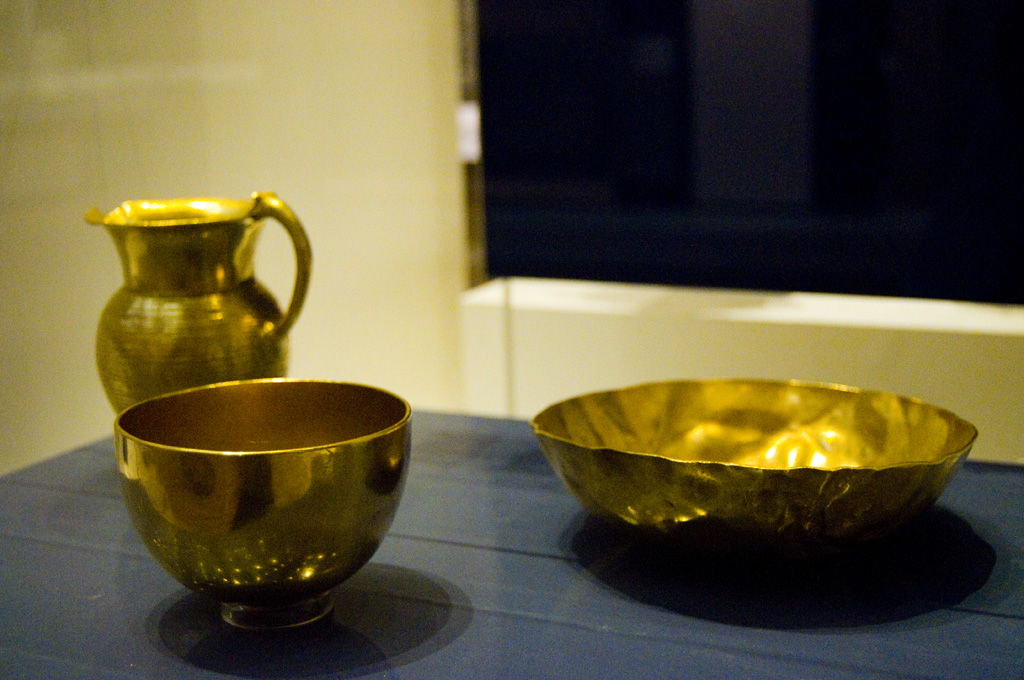
آمودریا
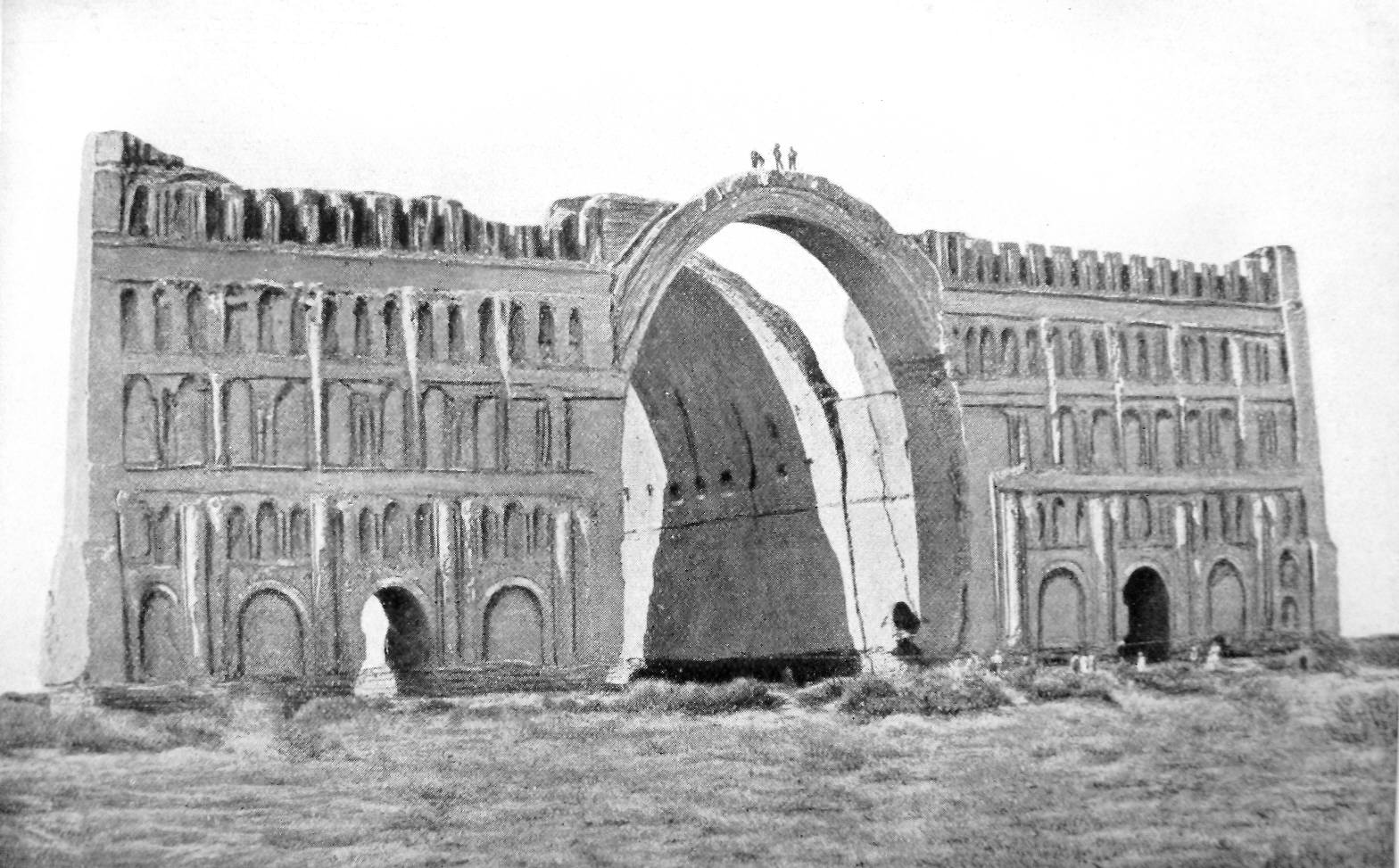
خرابه مداین تیسفون ۱۸۶۴
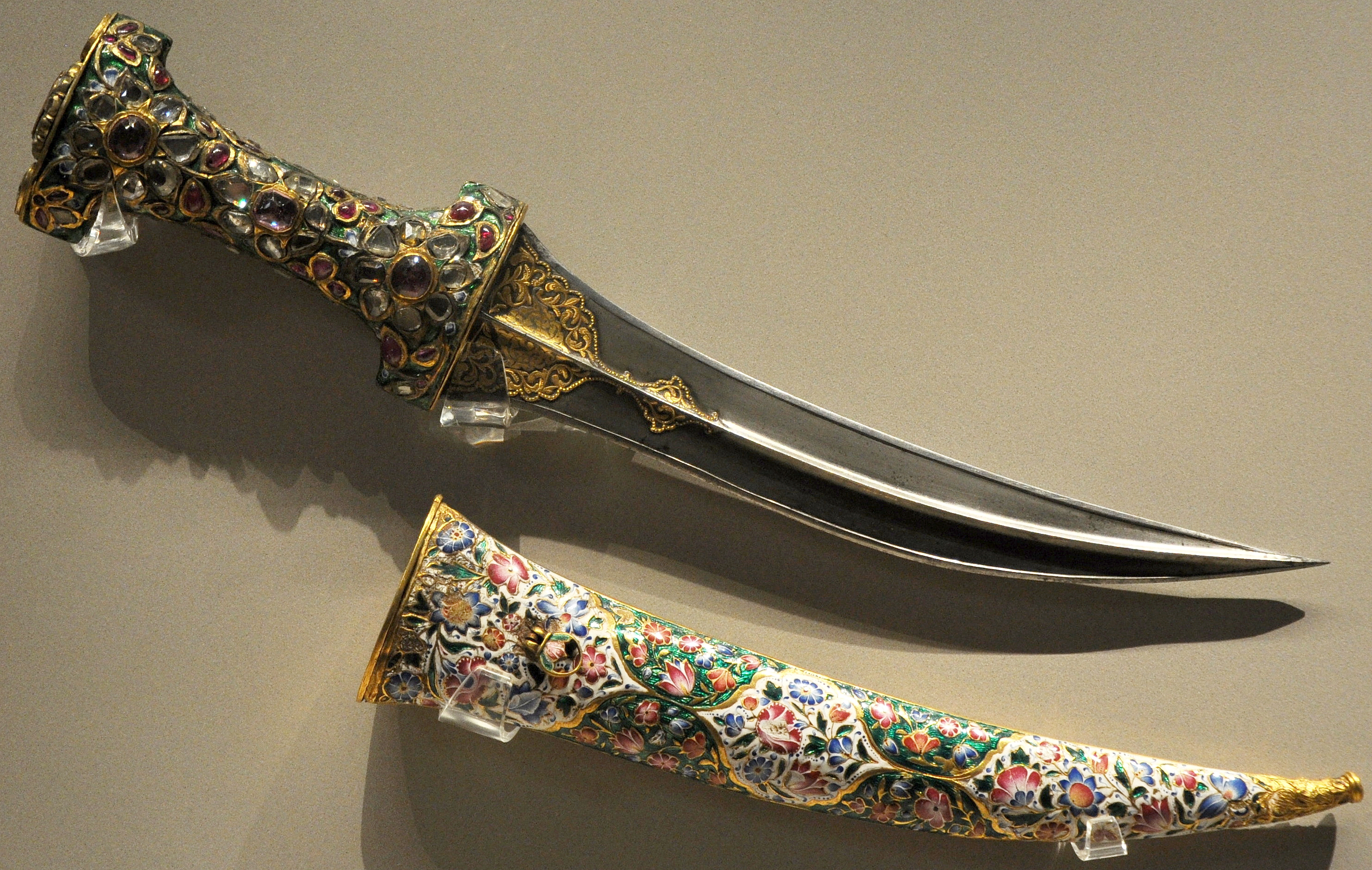
خنجر جواهرنشان فتحعلی‌شاه قاجار
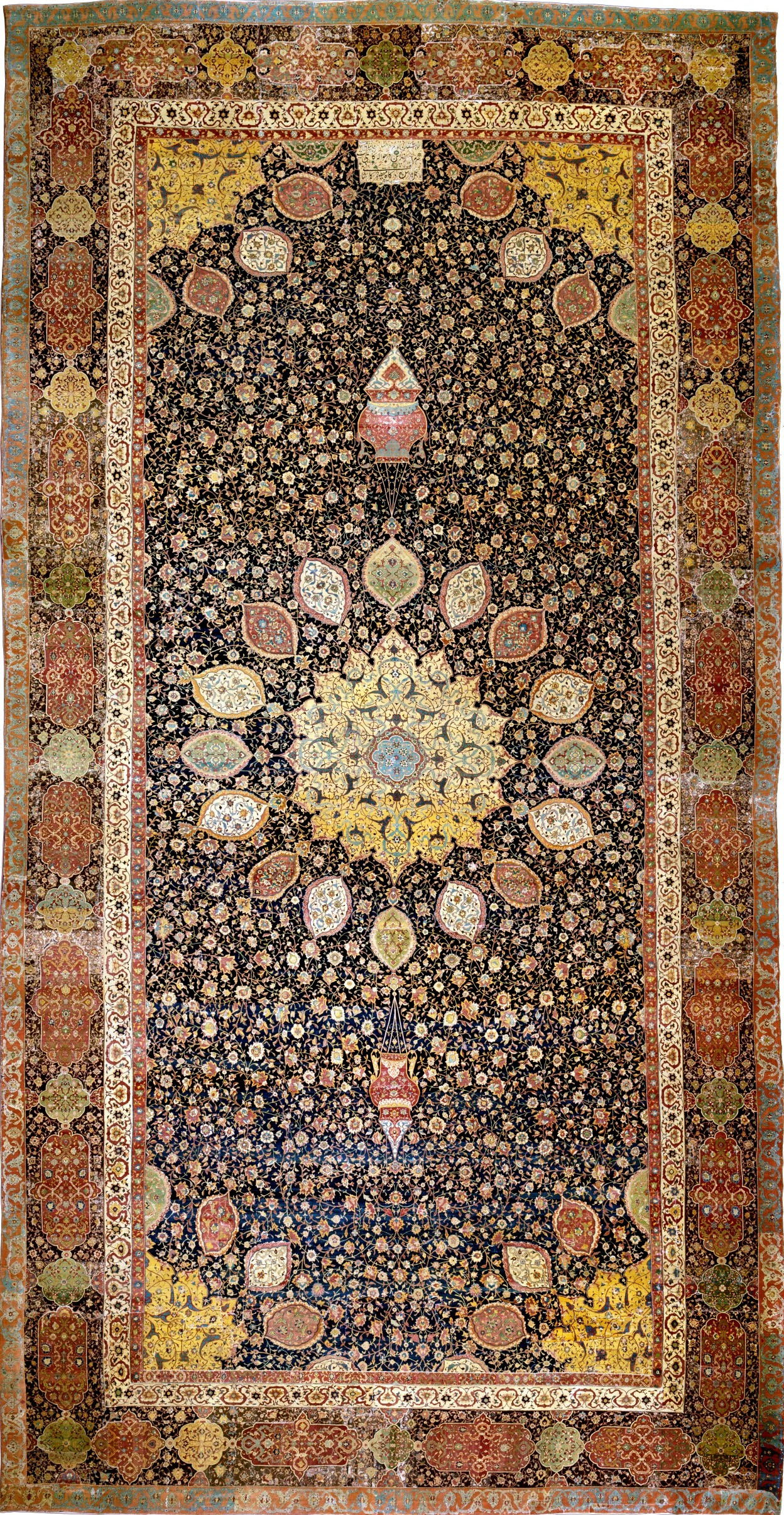
قالی اردبیل
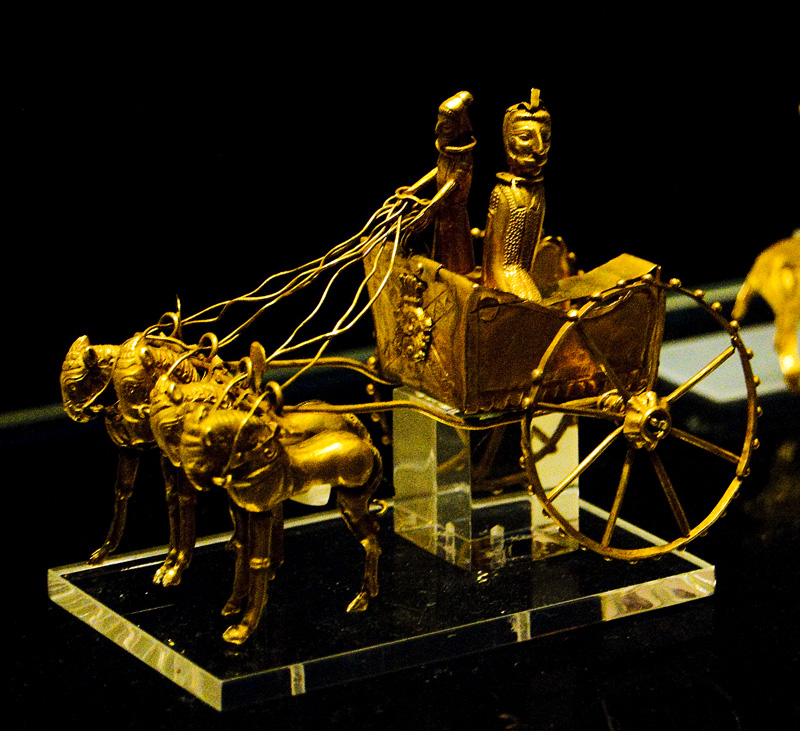
گنجینه آمودریا
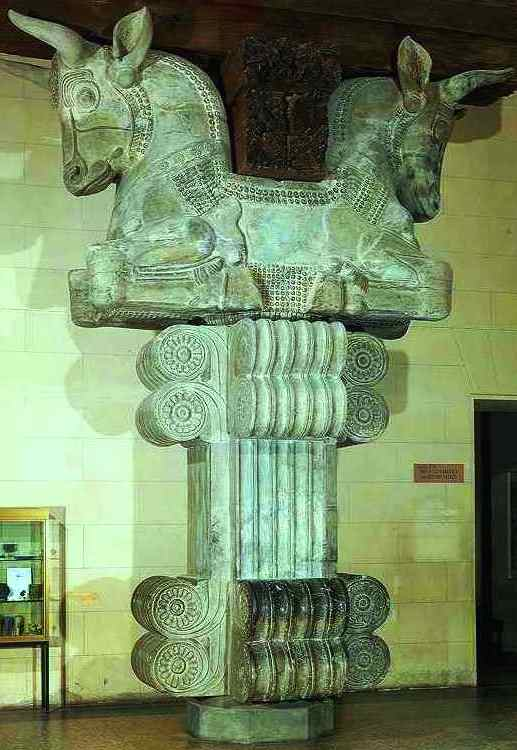
کاخ داریوش بزرگ
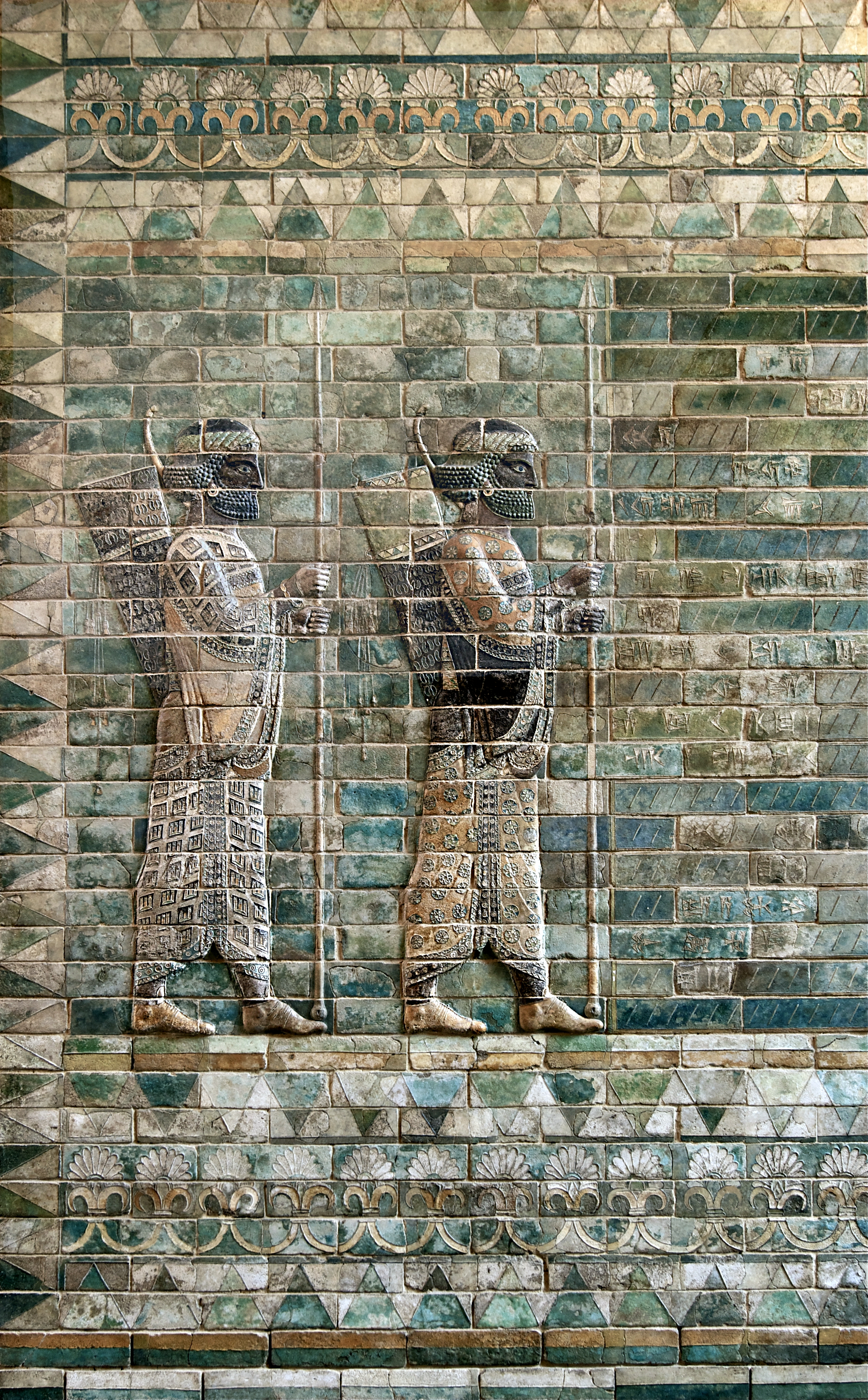
Darius 1st Palace Suse Louvre AOD 488 a
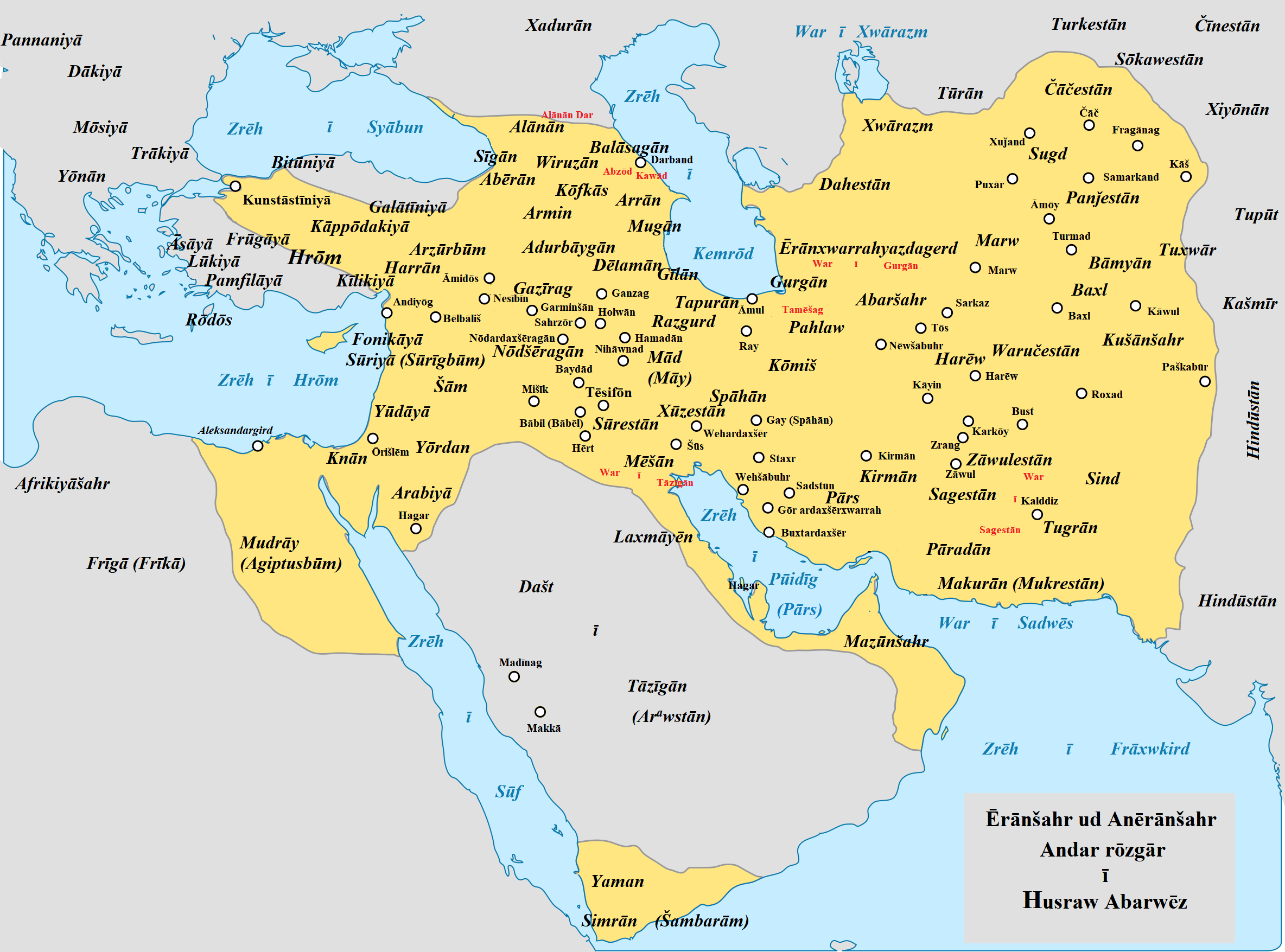
حداقل گسترهٔ قلمرو خسرو پرویز.
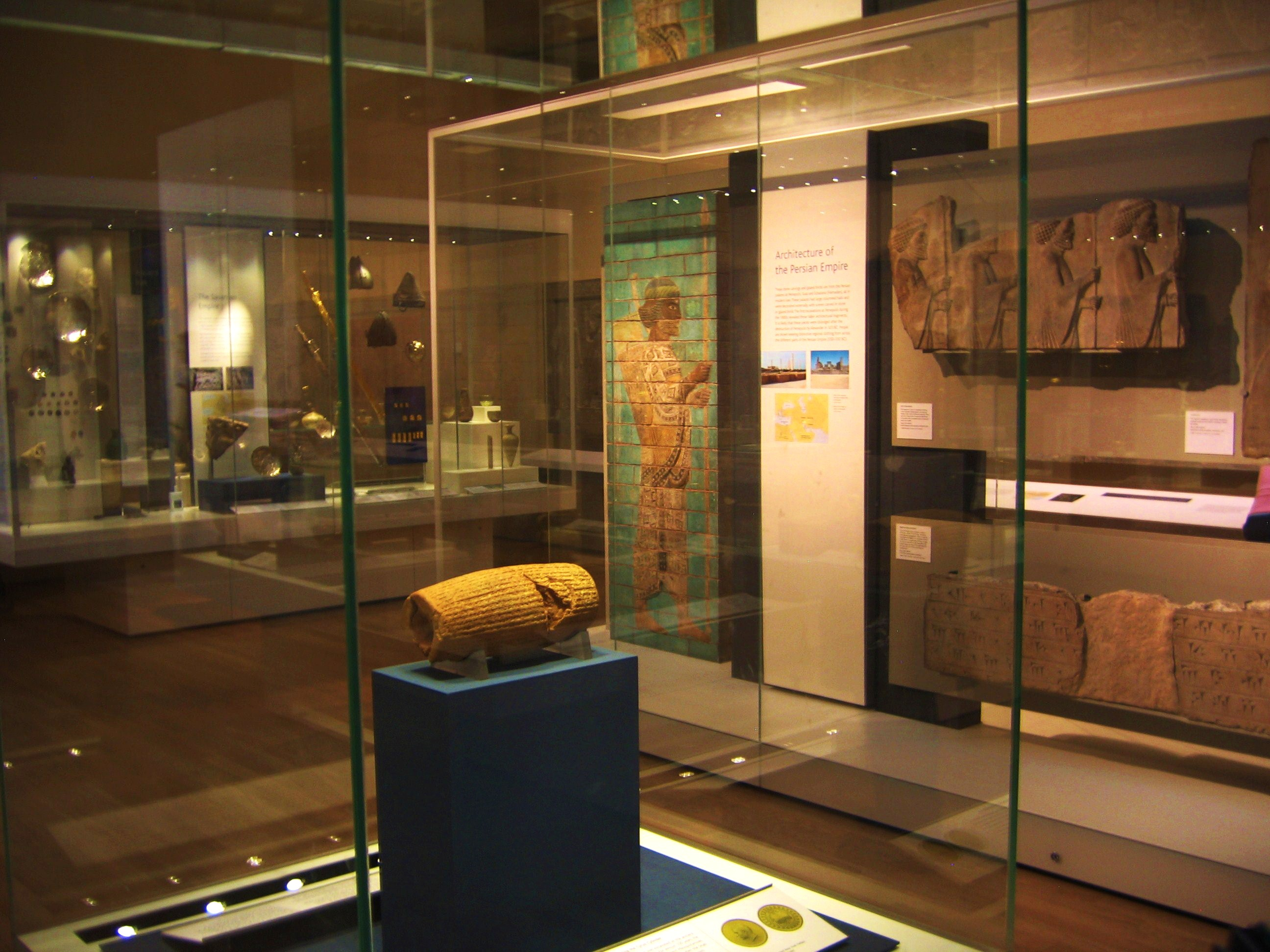
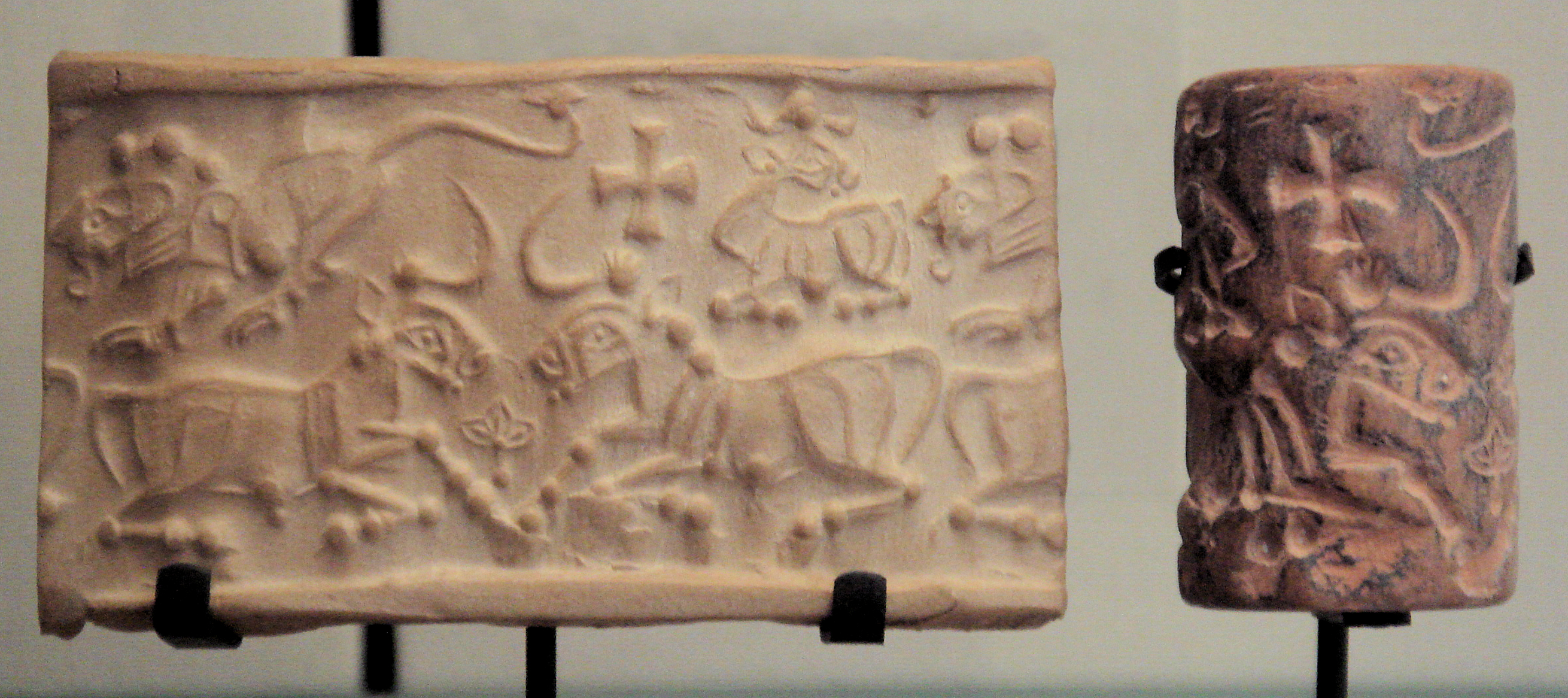
Proto-Elamite Louvre Museum, reference Sb 6166
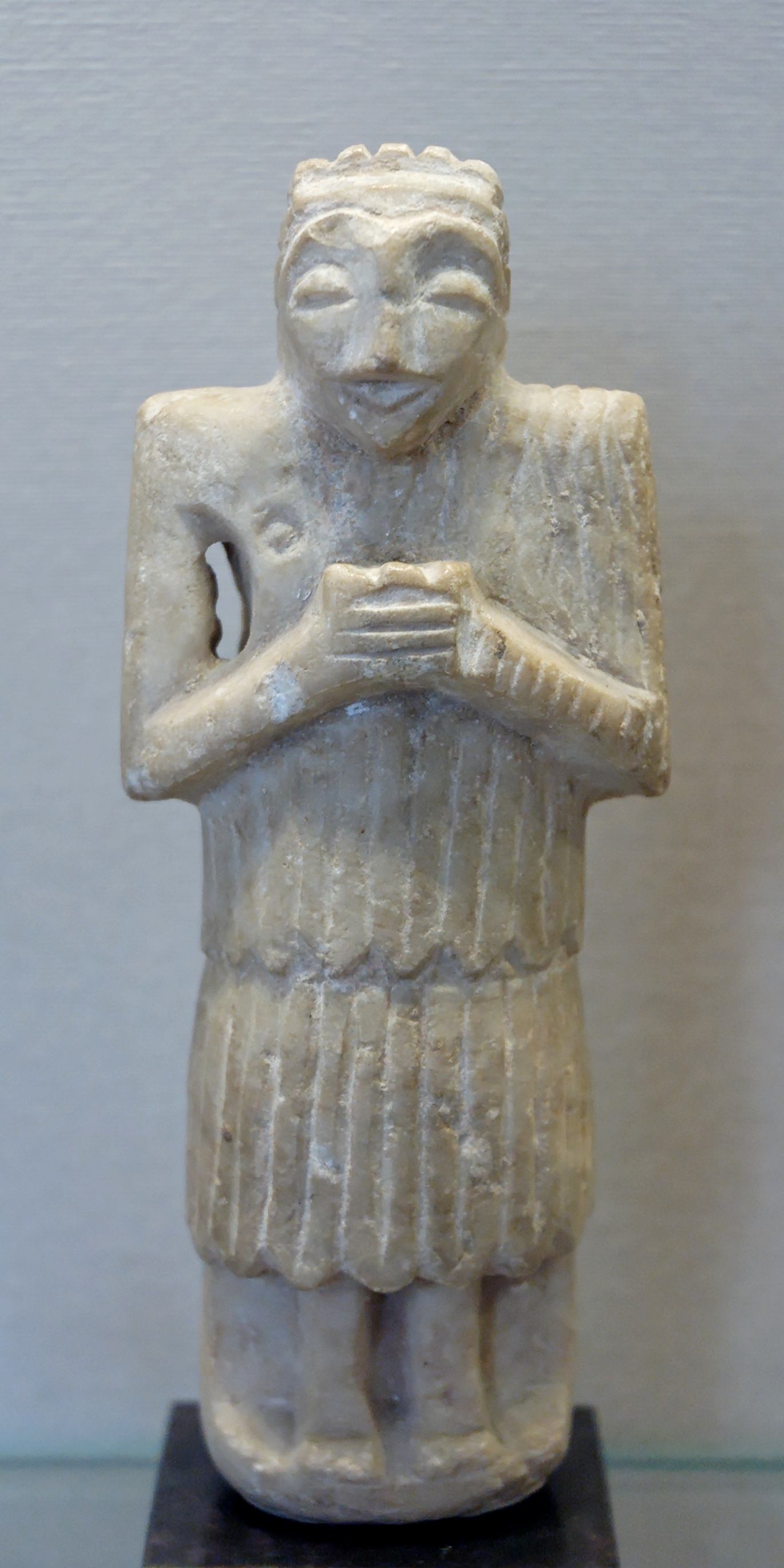
Orant figure, Susa IV, 2700–2340 BC
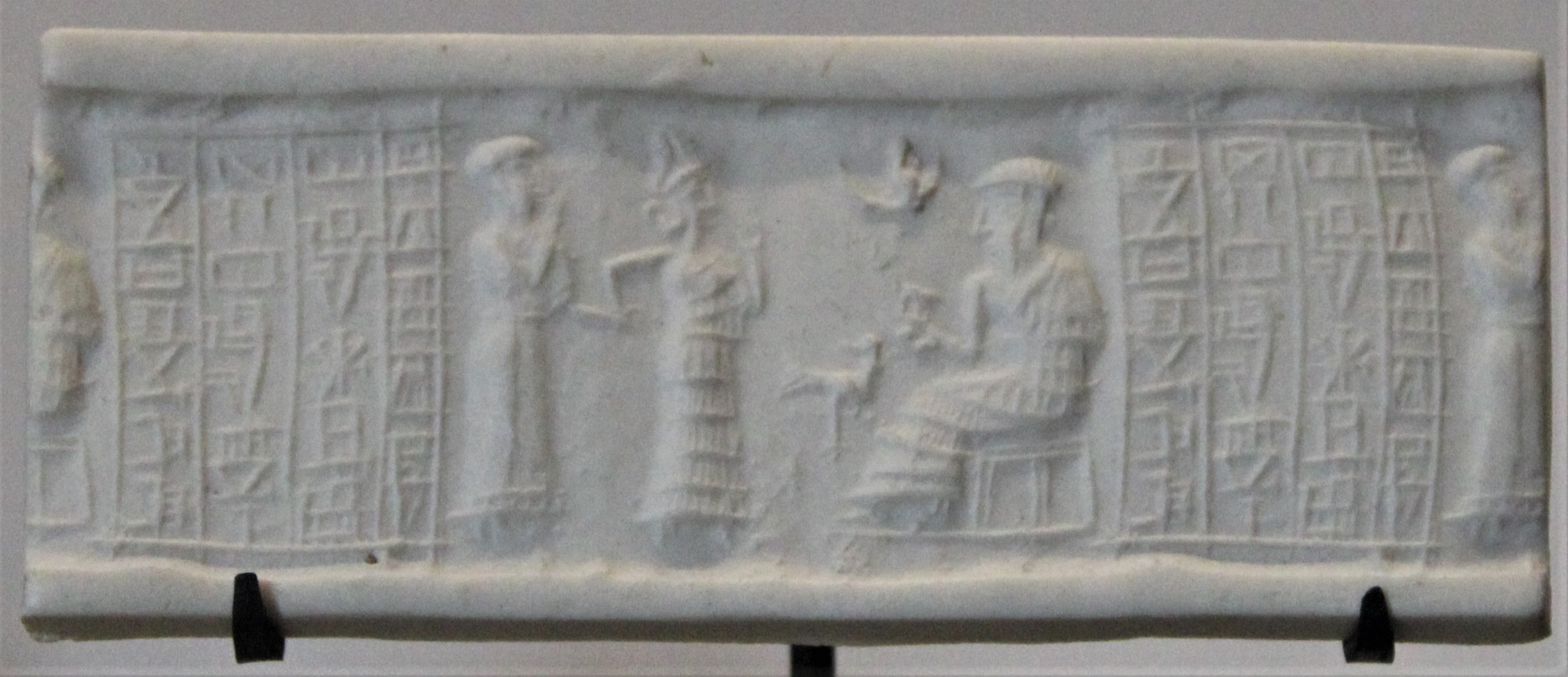
Seal of King Ebarat Louvre Museum Sb 6225
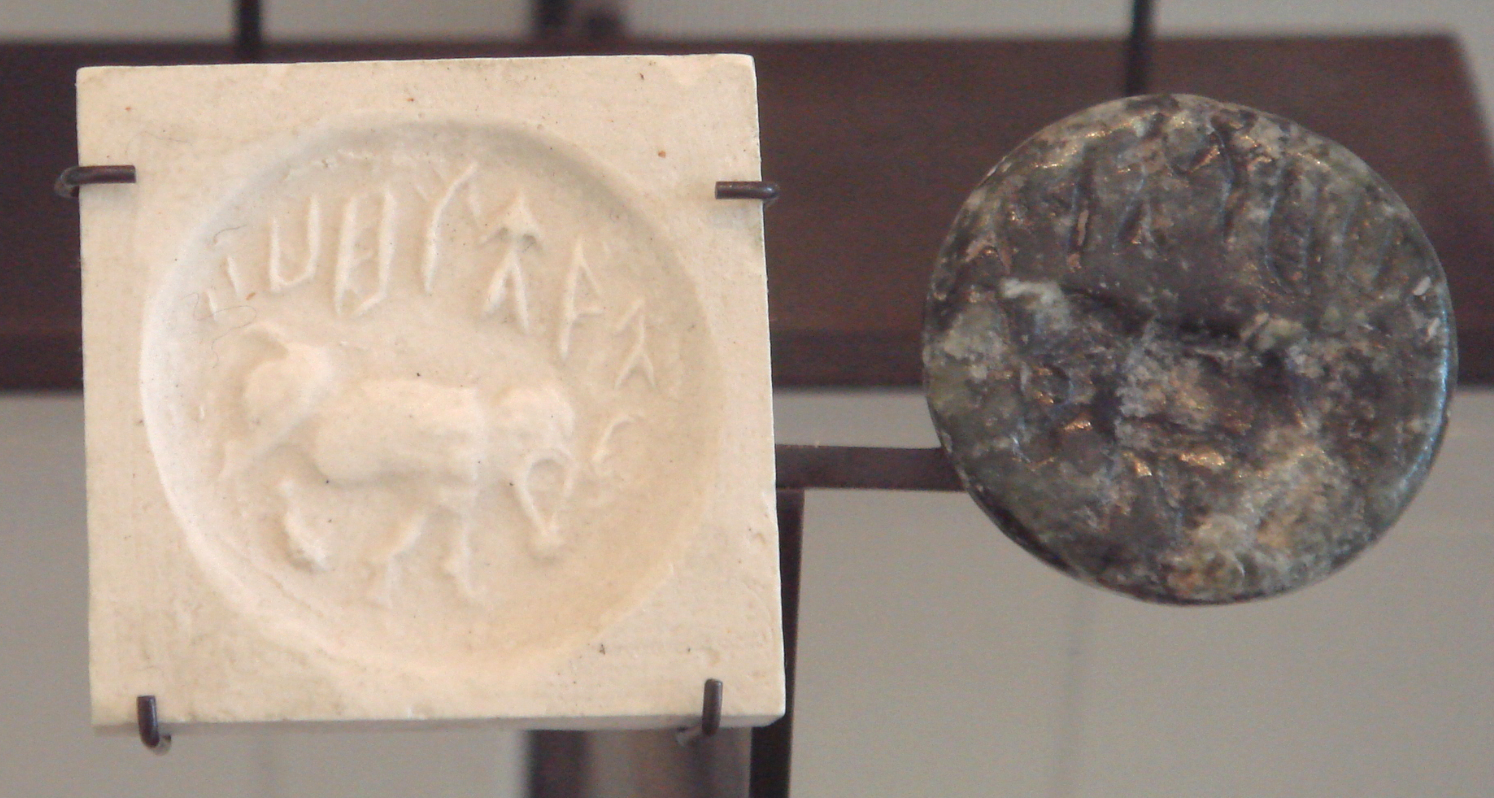
Indus round seal with impression.
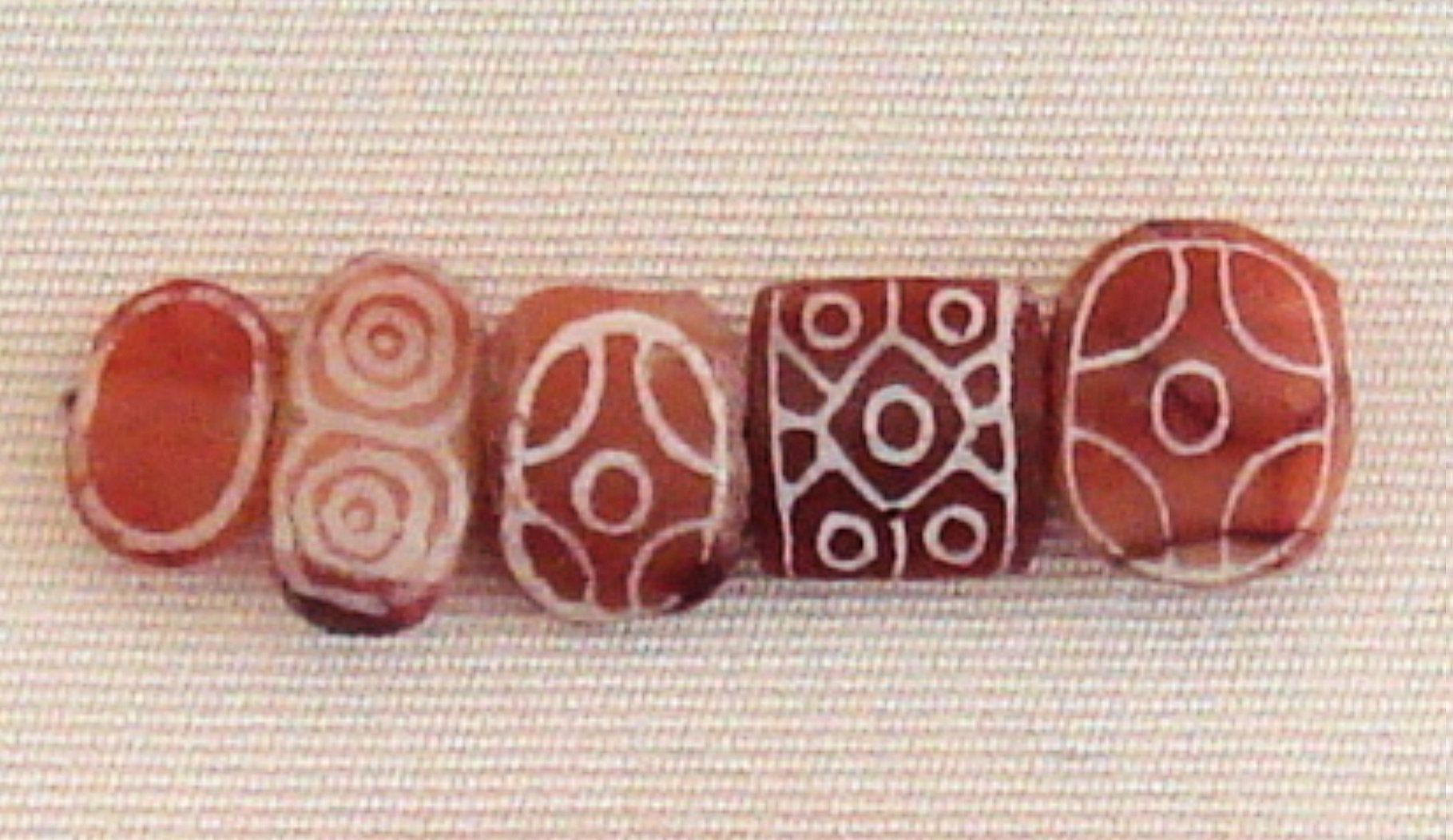
Indian carnelian
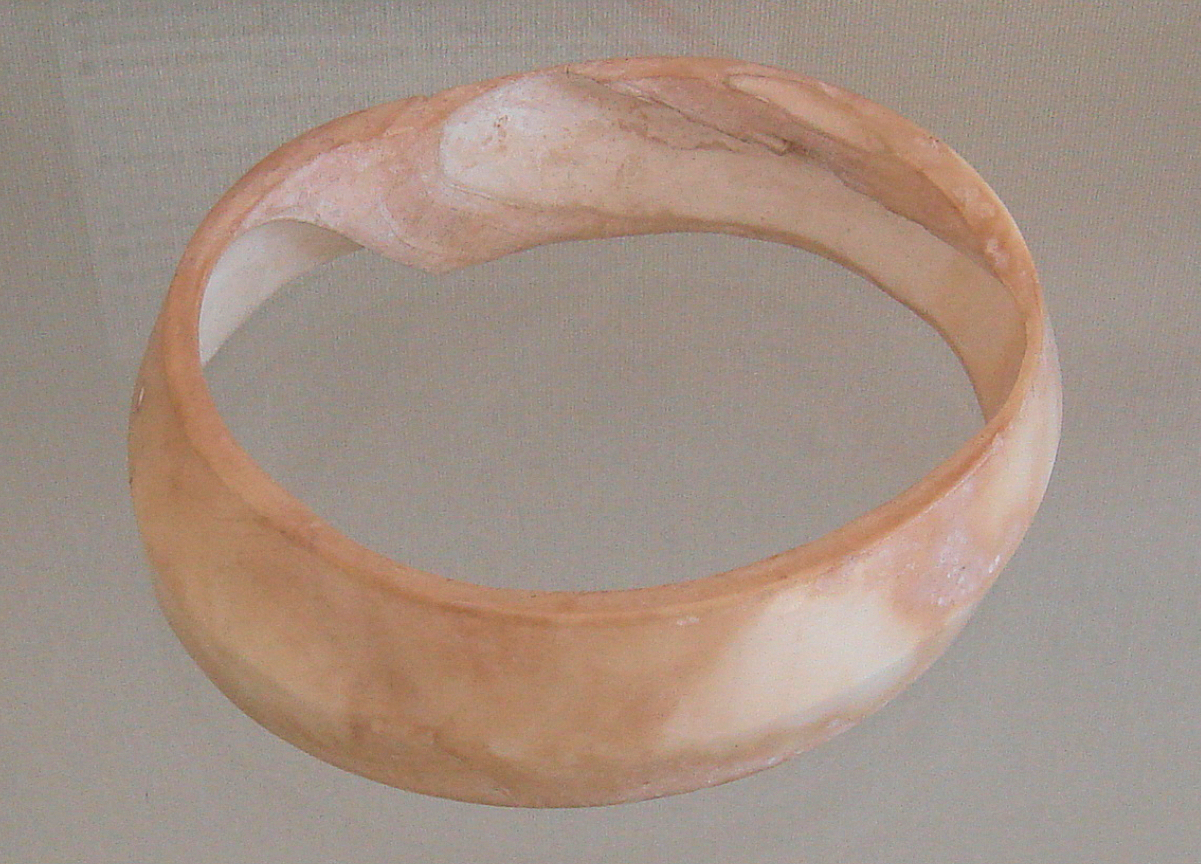
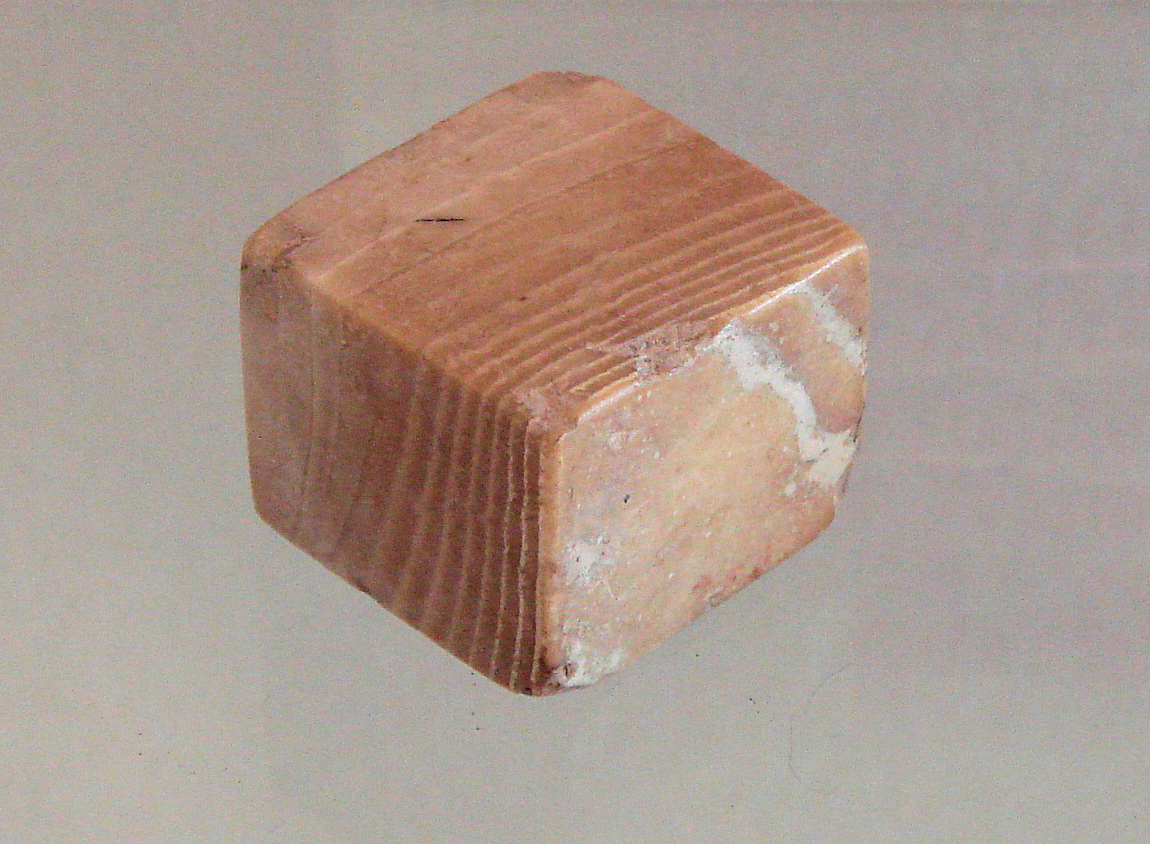
Susa in a 12th-century BC princely tomb. Louvre Museum Sb 17774.
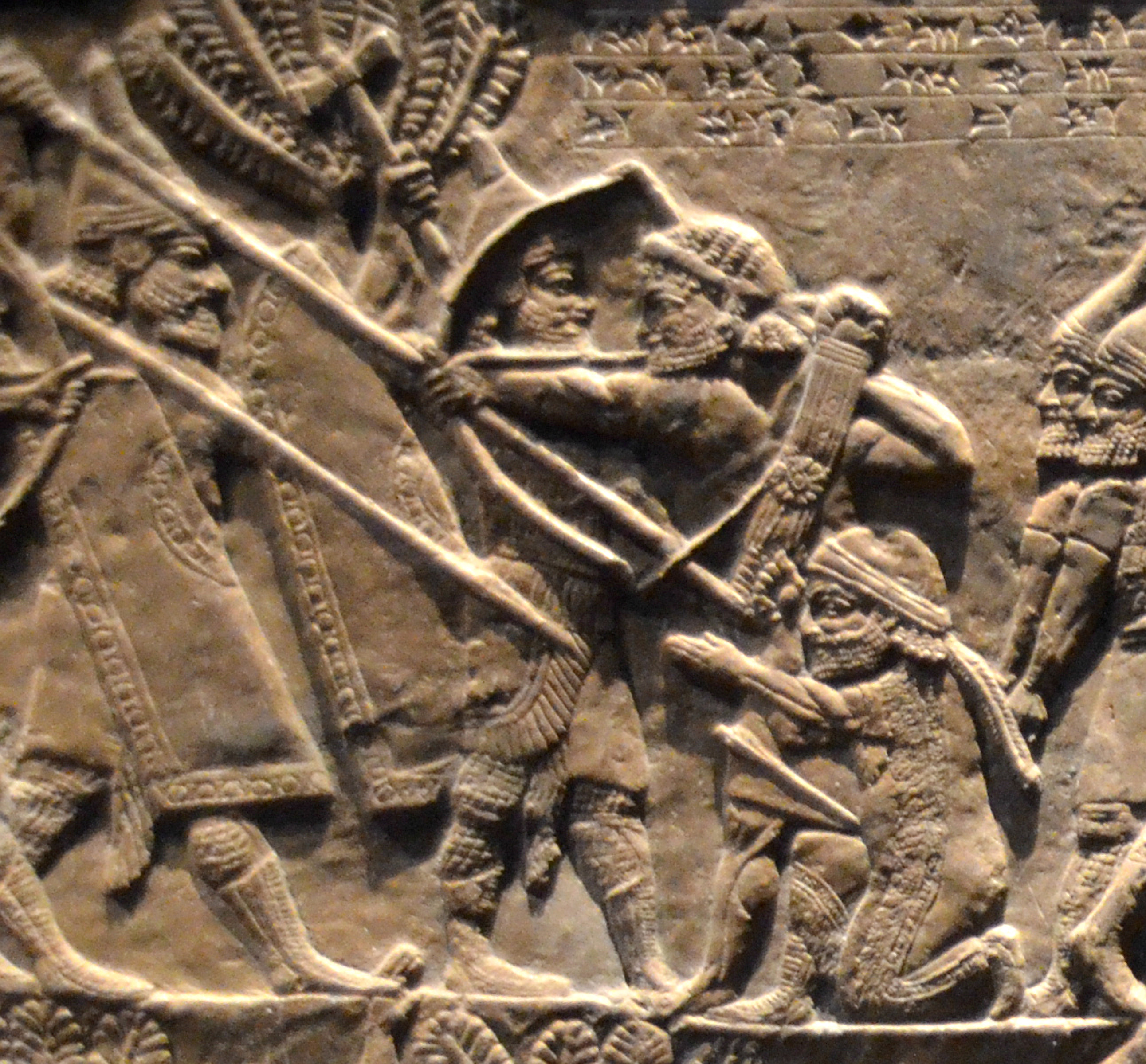
سرباز ایلامی در جنگ با ارتش آشور بنیپال
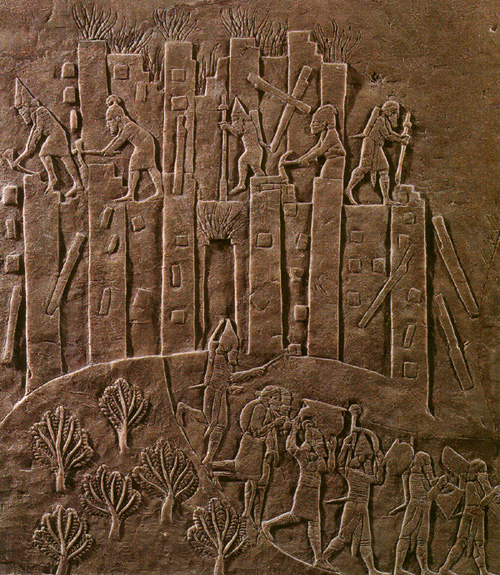
Ashurbanipal's campaign against Elam is triumphantly recorded in this relief showing the sack of Hamanu in 647 BC.
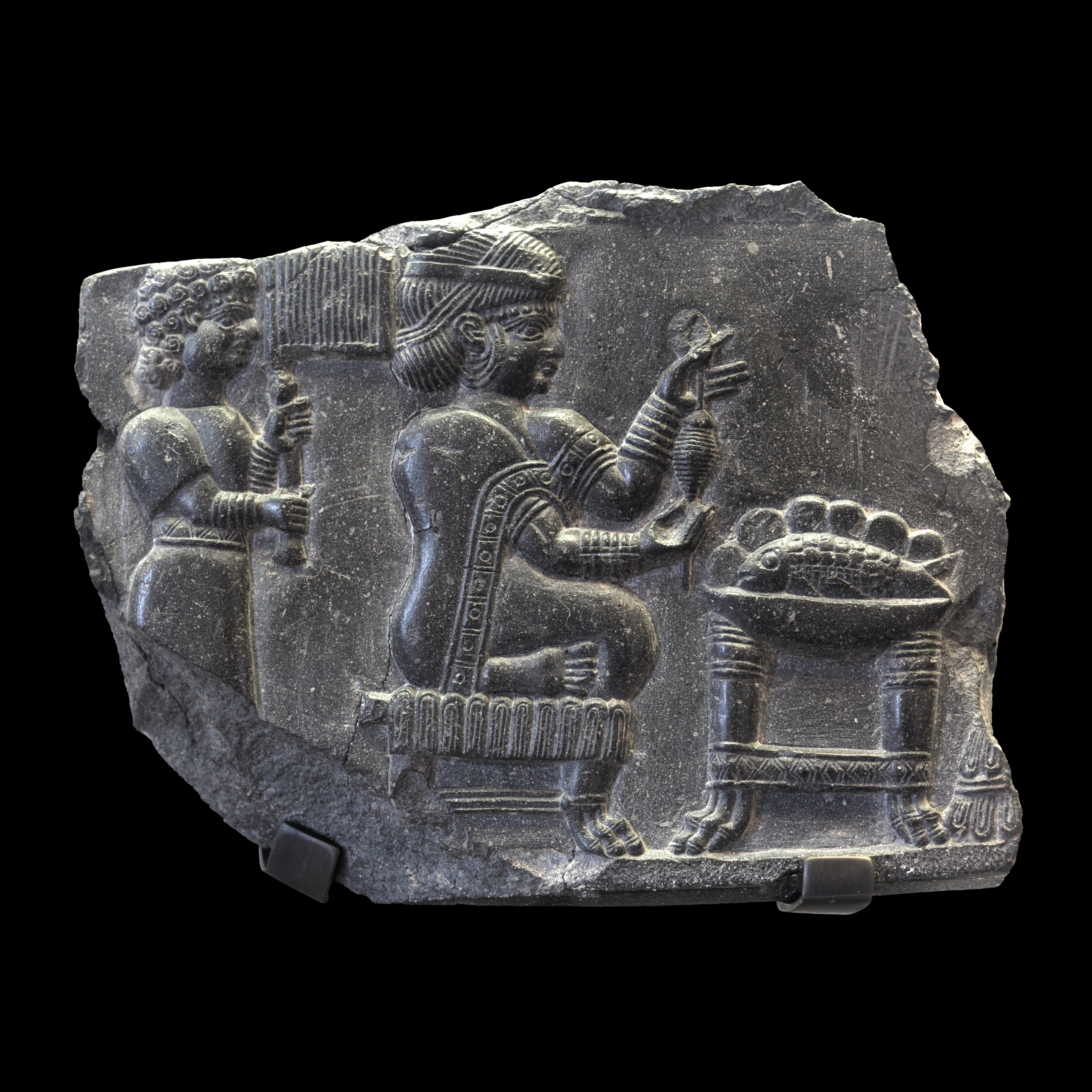
Relief of a woman being fanned by an attendant while she holds what may be a spinning device before a table with a bowl containing a whole fish (700–550 BC)
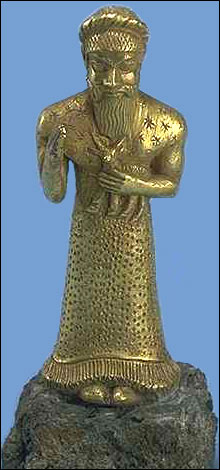
Elamite worshipper
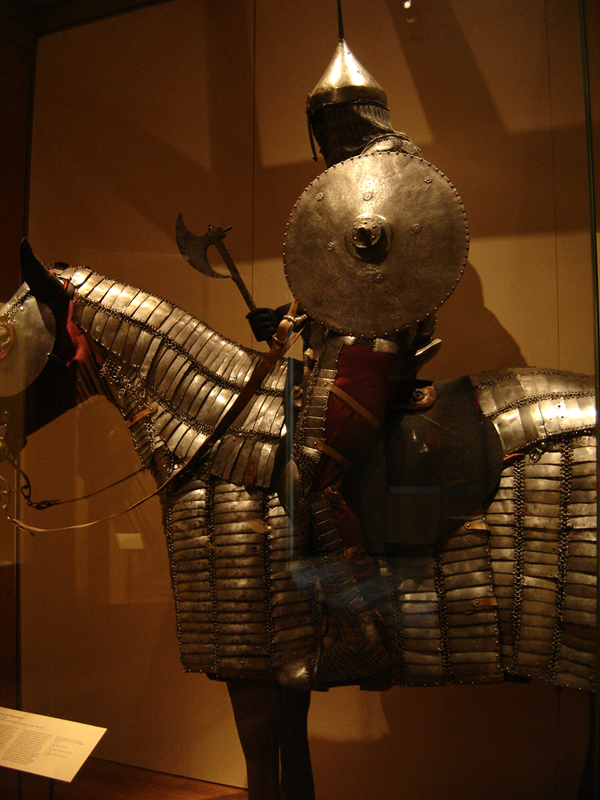
لباس رزم ایرانی. نیمه قرن ۱۵ میلادی. طبقه همکف موزه متروپولیتن نیویورک
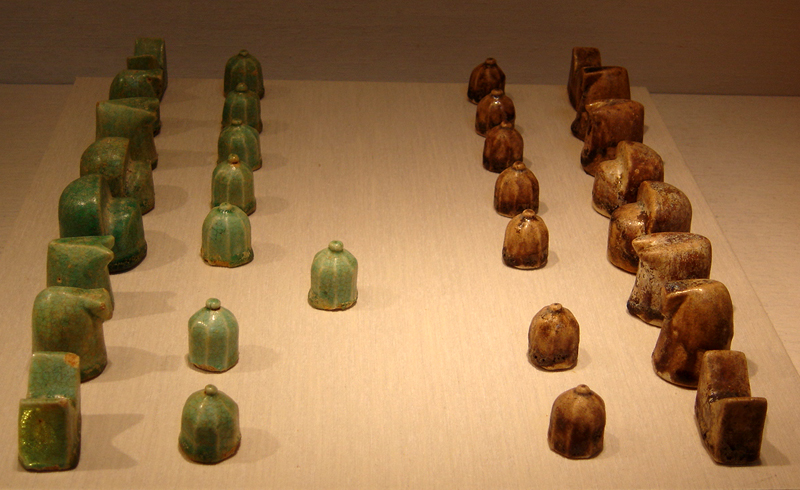
تخته شطرنج نیشابوری و مهره‌های آن. قرن دوازدهم میلادی. موزه متروپولیتن.
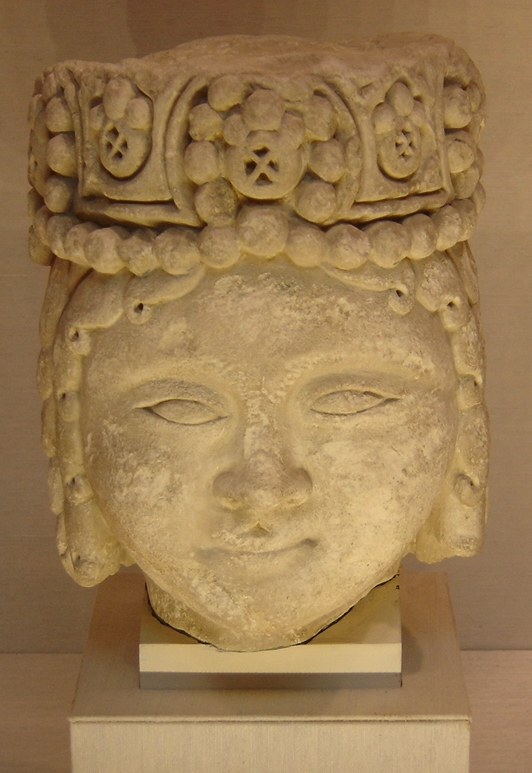
تندیس سر یک شاهزاده سلجوقی. قرن دوازده میلادی. موزه متروپولیتن.
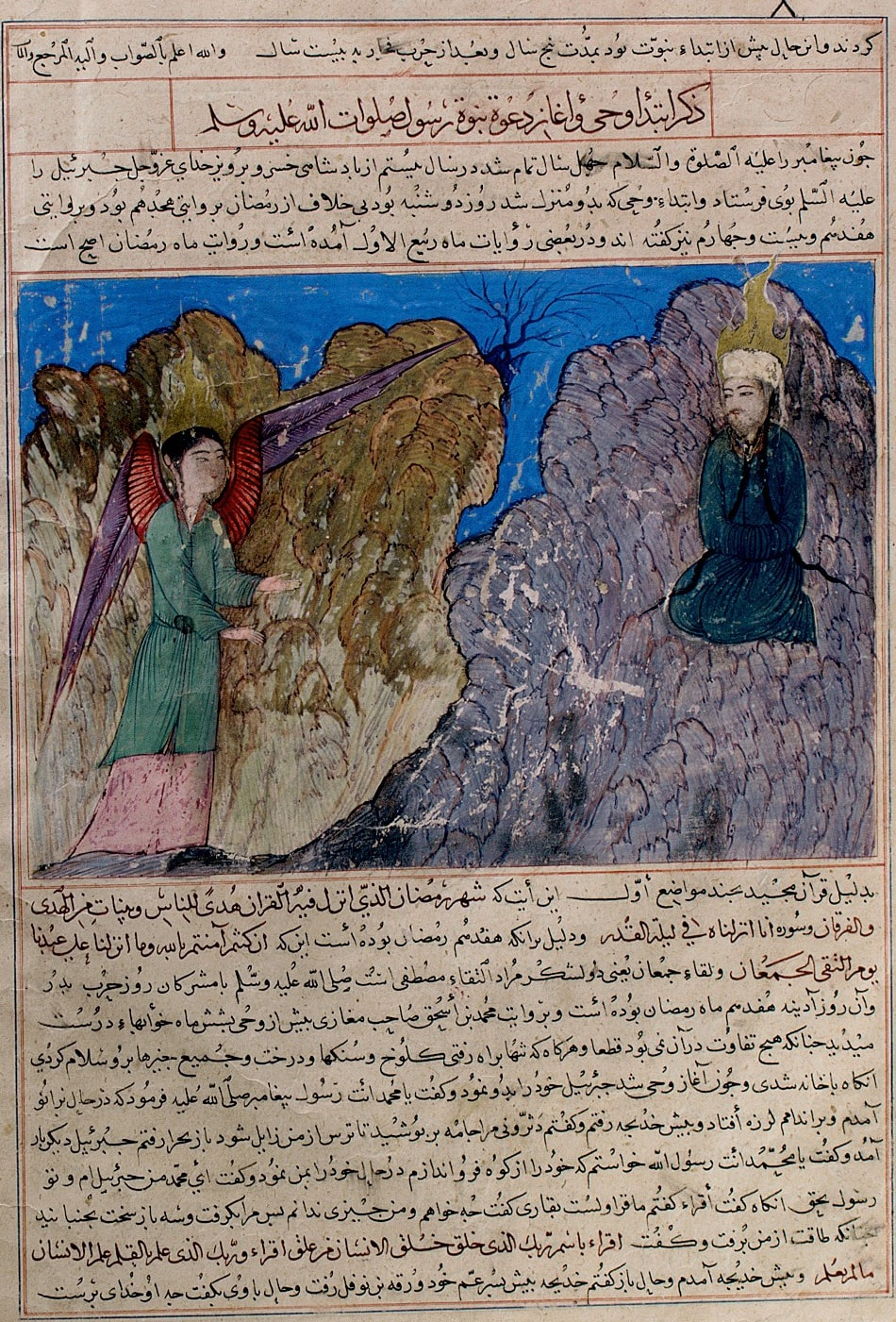
جبرئیل فرشته در نزد پیامبر اسلام. از مجمل التواریخ و القصص. موزه متروپولیتن نیویورک.
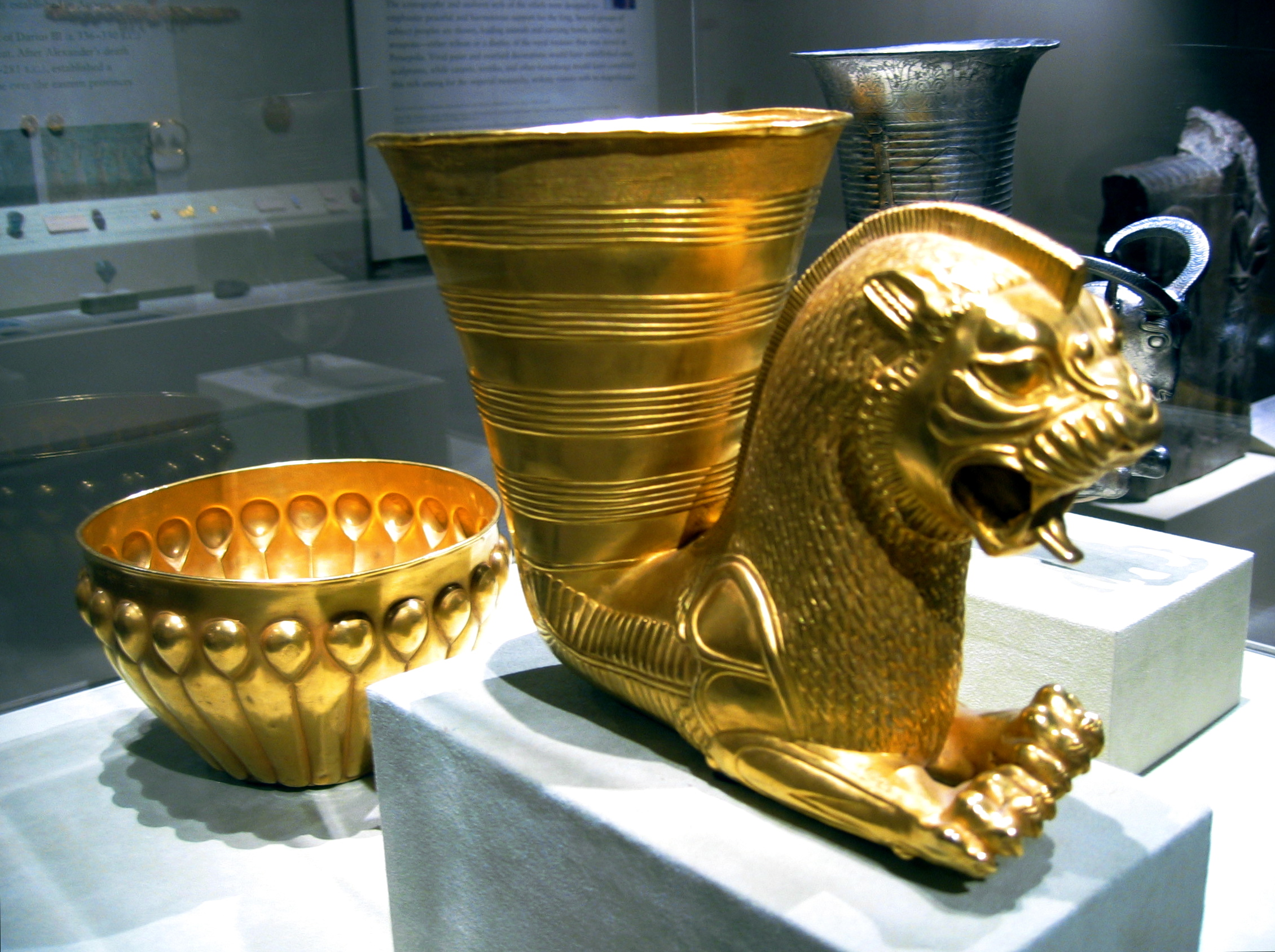
تکوک شیر غران هخامنشیان.سده پنجم پیش از میلاد.
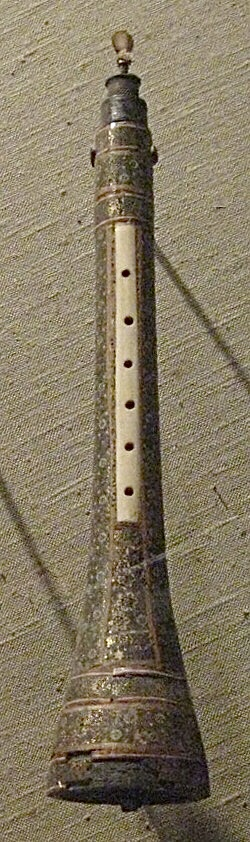
سرنای ایرانی خاتم‌کاری شده، مربوط به اواخر قرن نوزدهم میلادی.
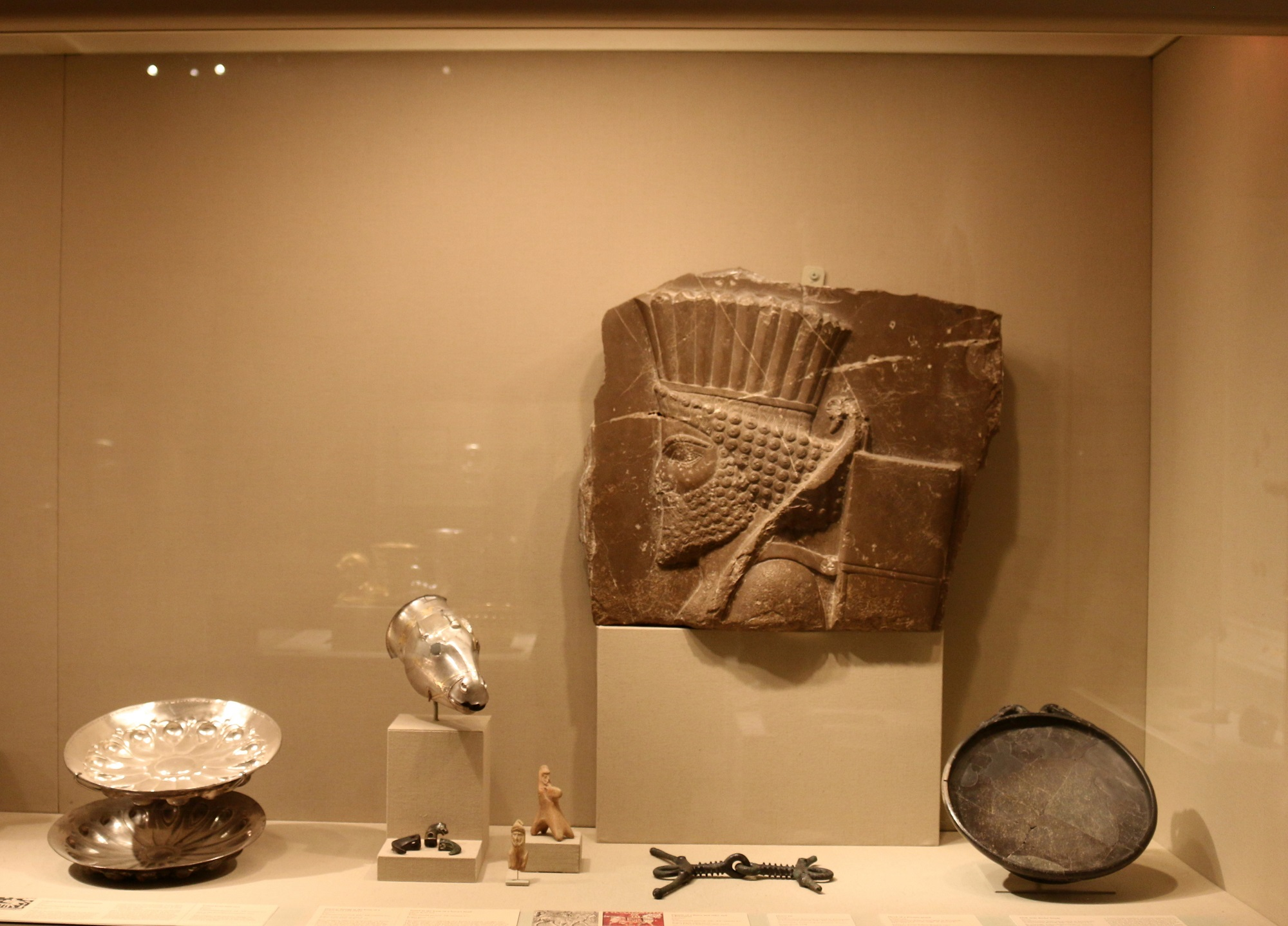
آثار دوره هخامنشی در موزه متروپولیتن
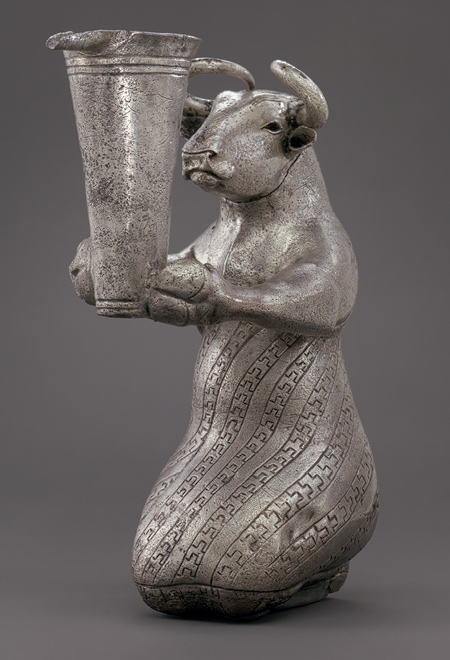
گاو ماده زانوزده نیاایلامی